# Komárom-Esztergom vármegye
Komárom-Esztergom vármegye, 1950 és 1990 között Komárom megye, 1990 és 2022 között Komárom-Esztergom megye (németül: Komitat Komorn-Gran, latinul: Comitatus Comaromiensis-Strigoniensis, szlovákul: Komárňanská-Ostrihomská župa) közigazgatási egység Magyarországon, a Közép-Dunántúl régió területén. 2265,08 km2-es területével hazánk legkisebb vármegyéje, ezzel hazánk teljes területének csupán 2,4%-át fedi le. Emellett közel 300 ezer fős lakosságával az ország 14. legnépesebb közigazgatási egységünk, az ország népességének mintegy 3,13%-ával rendelkezik, népsűrűsége meghaladja az országos átlagot, a második legsűrűbben lakott vármegye. Az országban itt a legnagyobb az úgynevezett szocialista típusú lakótelepek aránya, közel 25 százalék. Ez a szám még Budapesten is csak 22,6 százalék.
Északról Szlovákia, keletről Pest vármegye, délről Fejér vármegye és Veszprém vármegye, nyugatról pedig Győr-Moson-Sopron vármegye határolja. Székhelye a régió második legnépesebb települése, Tatabánya, második legnépesebb települése a magyar Rómának is nevezett Esztergom. De fontos települései közé tartozik a történelmi erődrendszeréről híres Komárom, a „vizek városa”, az Öreg-tóról és váráról nevezetes Tata, illetve a szénbányászatáról ismert iparváros, Oroszlány.
Magyarország északnyugati részén található, a Kisalföld és a Dunántúli-középhegység találkozásánál. Területének északkeleti határát a Duna képezi, amely fontos földrajzi és gazdasági szerepet tölt be. A megye déli részét a Vértes és a Gerecse hegységek uralják, míg északon síkvidékek jellemzőek. Jelentős a természeti értékek gazdagsága, például a tatai tavak, a Szelim-barlang és a Duna-Ipoly Nemzeti Park részei. A bányászat és ipar mellett fontos a mezőgazdaság, különösen a síkvidéki területeken.
A vármegye területe már az ókorban is lakott volt, jelentős római kori emlékeket őriz, például a Brigetio nevű város maradványait Komáromnál. A középkorban Esztergom az Árpád-házi királyok székhelye és a magyar katolikus egyház központja lett. A török hódoltság idején stratégiai szerepe miatt sok csata zajlott itt, különösen Esztergom és Komárom környékén. A 19. században a régió fejlődését a Duna menti kereskedelem és az iparosodás lendítette fel. A bányászat és nehézipar, különösen Tatabányán és Oroszlányban, a 20. században vált meghatározóvá. A megye történelmét gazdagítja kulturális és vallási öröksége, amely ma is fontos része identitásának.

## Nevének eredete

### Komárom
A Komárom név eredetének tudományos magyarázatára vonatkozóan Kiss Lajos etimológus szerint a szláv nyelvterületen elterjedt hasonló nevek azt mutatják, hogy ez a helynév is a szláv komár (jelentése: szúnyog) szóból származhat; személynévi eredeztetését kevésbé meggyőzőnek tartja.

### Esztergom
Esztergom nevének eredete több elméletet is felvet. Az egyik legvalószínűbb szerint a név a bolgár-török estrogin vagy esztrogin szóból származhat, amely bőrpáncélkészítőt jelentett, utalva a bőrpáncélkészítők egykori településére. Mások szerint a név a szláv sztregomj (jelentése „akire vigyáznak”) szóból eredhet. Egy harmadik elképzelés a „Iszterograd” névre hivatkozik, amely az Esztergom közelében a Dunába torkolló Garam folyóra (az „Iszter” a Duna régi neve) utal. Az „Iszter” és „gom” (hajlat, görbület) szavak összetétele is lehet az eredet forrása.

## Címer
A vármegye címere a két vármegye egymás mellett elhelyezkedő pajzsából áll. A jobb oldali pajzs egy álló, halfarkú barokk forma, melynek arany mezején zöld udvaron egy ezüstpáncélos vitéz kardot tartva fékezi meg a balról támadó, barna medvét. 

Komárom vármegye egykori címere

A bal oldali pajzs ezüst mezejében vörös és ezüst színű sakkozott udvar található. Itt, püspöki lila baldachin alatt, melyet arany zsinórral rögzítettek, arany trónuson ül Szent Adalbert, lila és aranyszegélyes főpapi öltözetben, ezüstkaringben és aranysaruban. A védőszent nyakában arany kereszt lóg, fején mitra, melyet aranyglória övez. Kezében három ezüstlándzsát tart, amelyek a mártíriumát jelképezik, baljában pedig pásztorbotot tart arany kampóval.

Esztergom vármegye egykori címere

## Földrajz

### Domborzat
A vármegye domborzata sokszínű és változatos, mivel a terület két nagytájhoz tartozik: a Dunántúli-középhegységhez és a Kisalföldhöz. A megye jelentős részét a Dunántúli-középhegység határozza meg, amely három nagy vonulatával érinti a térséget. A Bakony északi nyúlványa, a Súri-Bakonyalja dombos vidéke, a Vértes területéből pedig a Bársonyos környéki hegyek, az Által-ér völgye, a Vértes-fennsík és a hegység peremvidékei tartoznak ide. A Dunazug-hegység szintén kiemelt része a megyének, amelyben a Gerecse szinte teljes területe és a Pilis egyes részei találhatók. Ezek a területek középhegységi jellegűek, változatos növény- és állatvilággal, valamint különleges geológiai formákkal.
A megye másik részét a síkvidéki Kisalföld kistájai alkotják. Az Almás-Táti-Duna-völgy teljes egészében a vármegye területén található, akárcsak a Győr-Tatai teraszvidék és az Igmánd-Kisbéri-medence nagy része. Ezek a régiók elsősorban a mezőgazdaságnak kedveznek, mivel sík és enyhén hullámos tájakat foglalnak magukban. A Duna menti vidékek, mint például a Dunakanyar és a Visegrádi-hegység egy része, szintén Komárom-Esztergom vármegye határain belül található. A megye legmagasabb pontja a Visegrádi-hegységben található Dobogó-kő, amely 700 méterre emelkedik a tengerszint fölé, míg a legalacsonyabb pontja a Duna mellett, Dömös határában található, mindössze 108 méterrel a tengerszint felett.

A domborzat sokszínűsége mellett a megye rendkívüli természeti és kulturális értékekkel is rendelkezik. Itt található a Duna–Ipoly Nemzeti Park jelentős része, például a Strázsa-hegyi tanösvény, amely nemcsak geológiai érdekességeket, hanem egyedülálló élővilágot is bemutat. A Gerecsei Tájvédelmi Körzet a térség másik kiemelkedő része, amely a hegység karsztformáit és barlangjait őrzi. A Dunaalmási kőfejtők, a Tatai Kálvária-domb és a Vértesszőlősi előembertelep is a természetvédelem alatt álló területek közé tartoznak. Ezek az értékek nemcsak tudományos szempontból jelentősek, hanem népszerű turisztikai célpontok is, mivel a régiót átszelő túra- és kerékpárutak révén sok látogatót vonzanak.

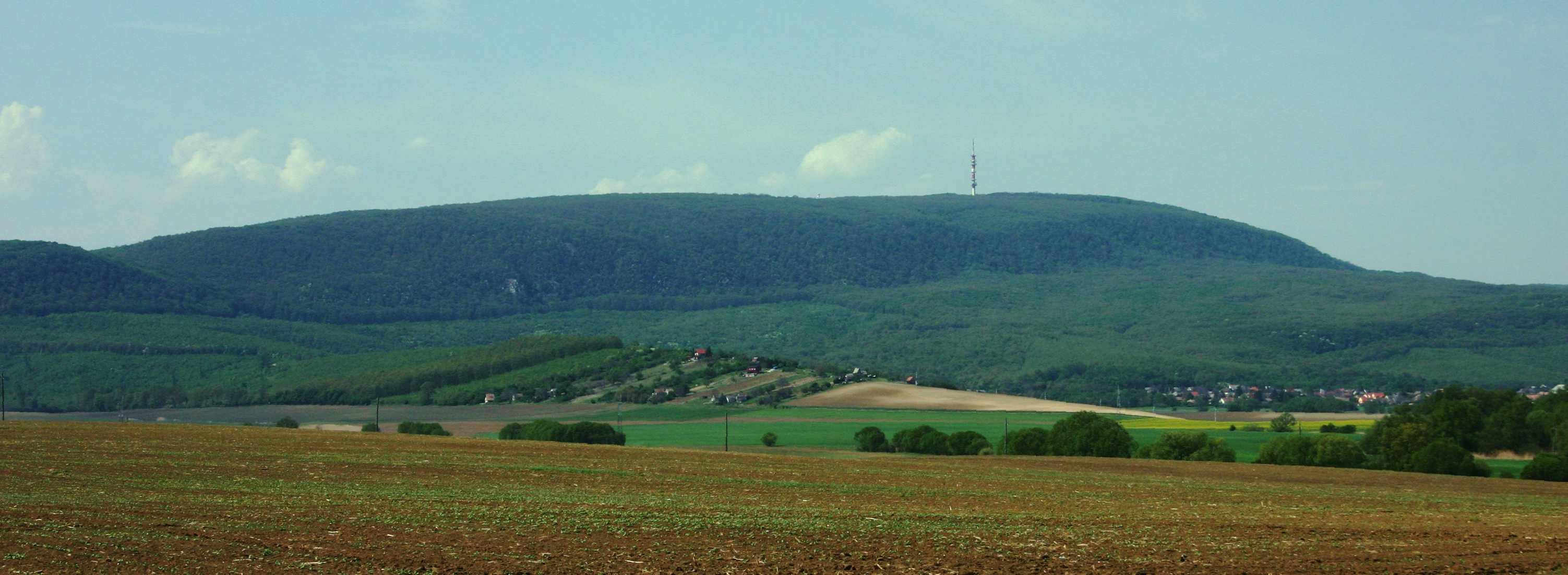
Gerecse
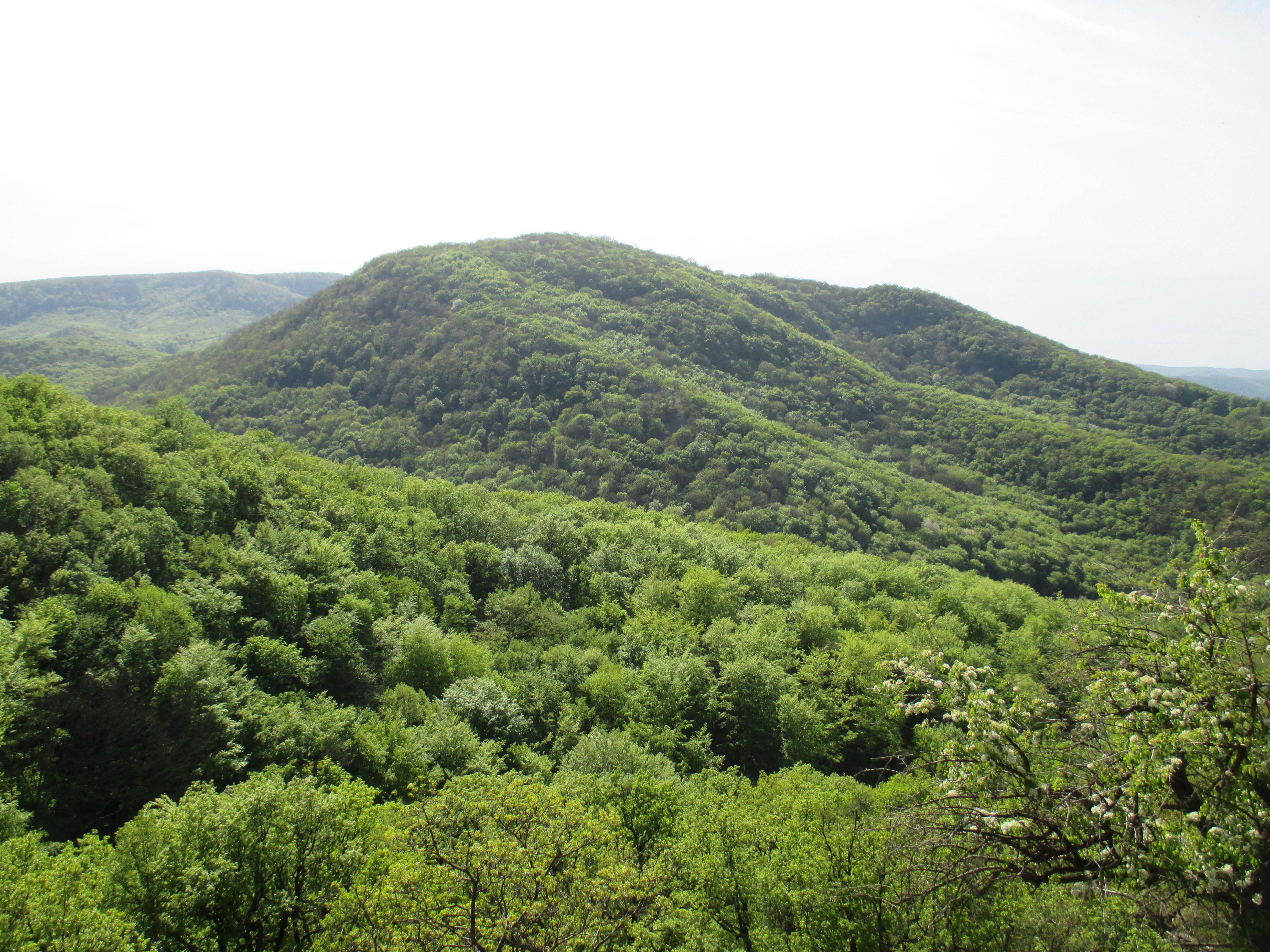
Visegrádi-hegység
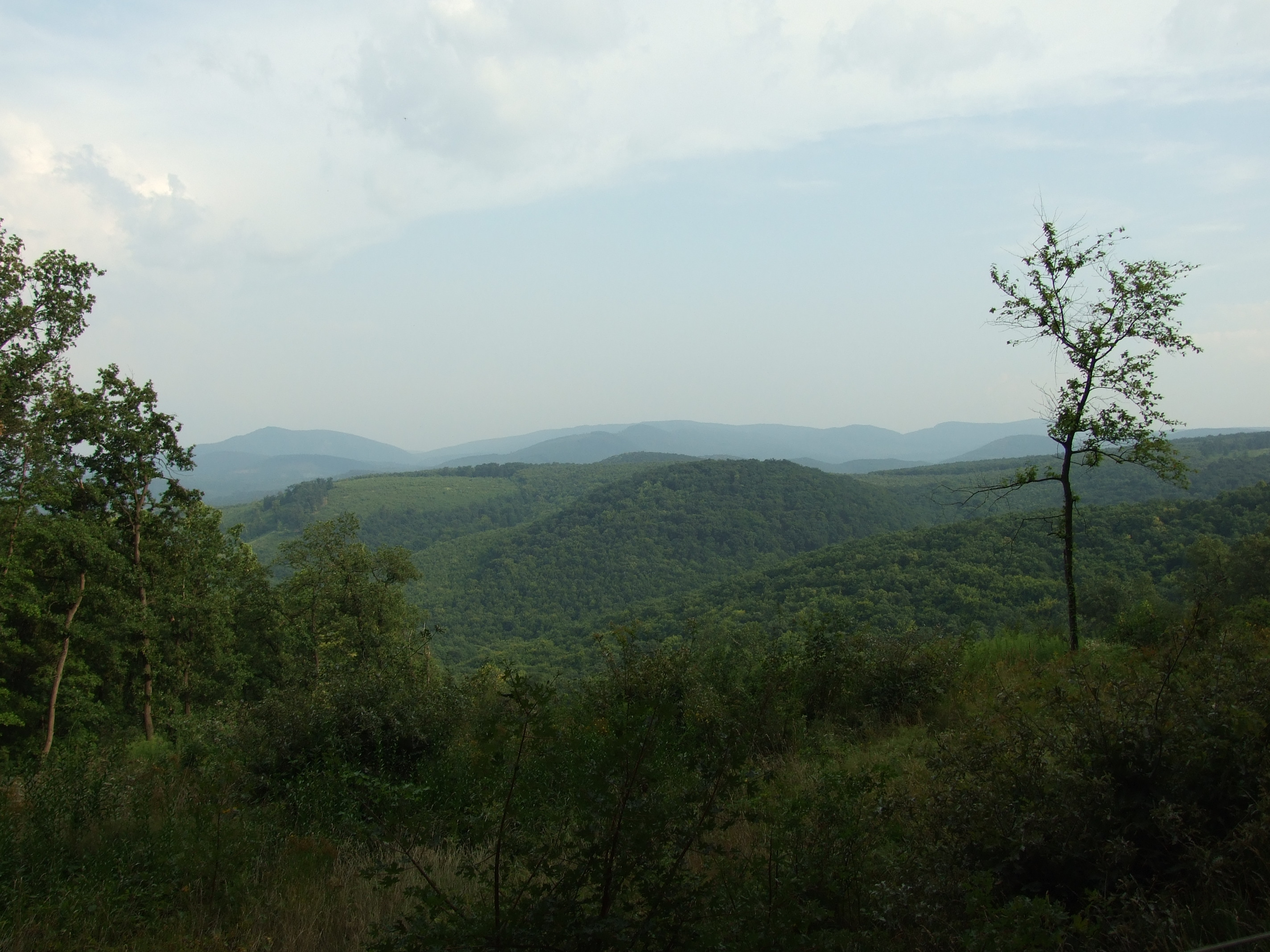
Pilis
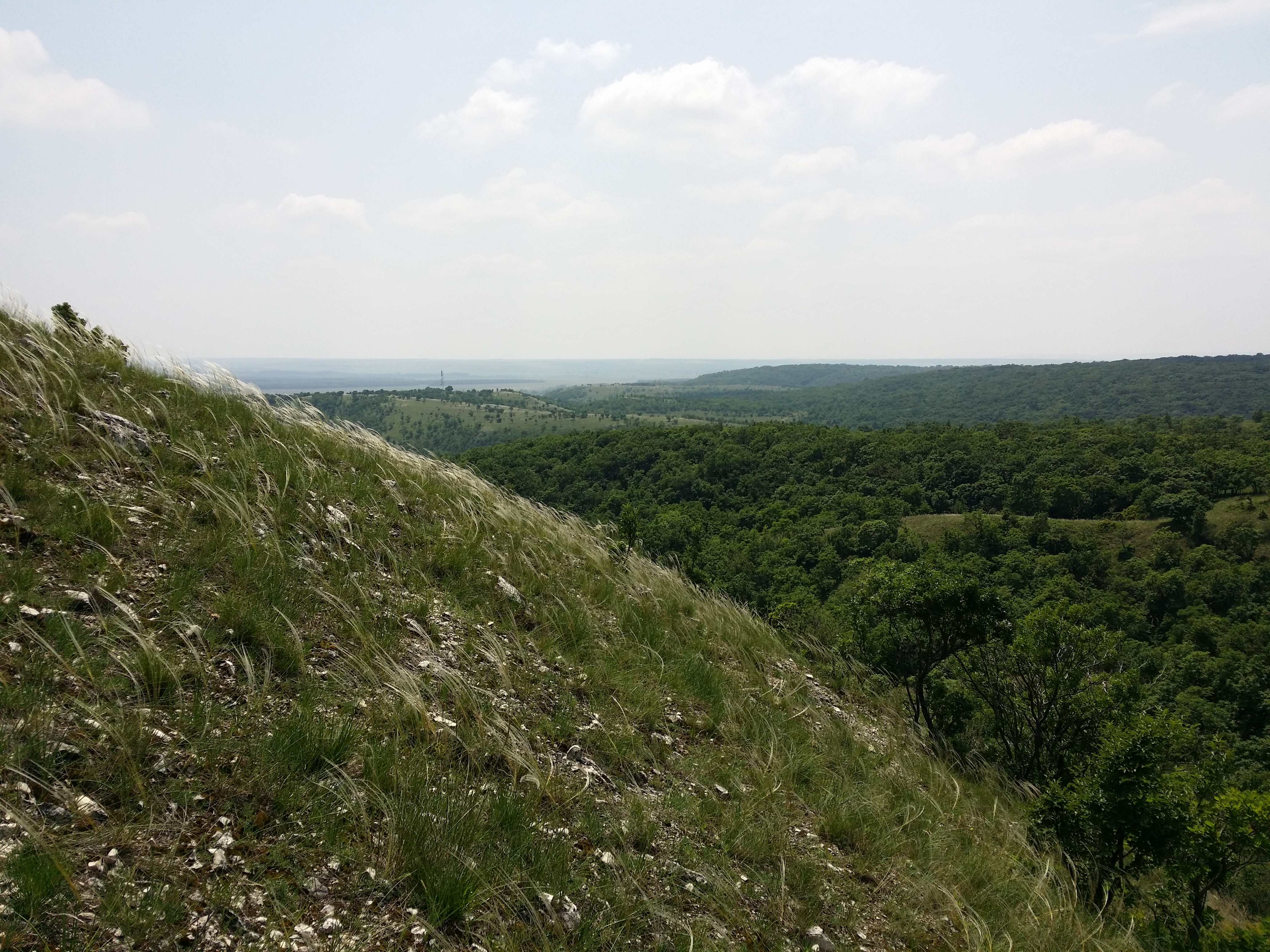
Vértes

### Éghajlat
Az éghajlata mérsékelten kontinentális, amelyet a megye földrajzi helyzete és a változatos domborzati viszonyok formálnak. Az évi középhőmérséklet 9-11 °C között alakul, a nyári hónapokban átlagosan 21-23 °C-os meleggel, míg télen 0 °C körüli hőmérséklettel. A csapadék éves mennyisége 550-650 milliméter között mozog, a dombvidékeken általában valamivel magasabb értékek mérhetők, mint az alföldi területeken. Az eső leginkább tavasszal és ősszel jellemző, míg nyáron gyakoribbak a záporok és zivatarok.
A megye területét gyakran érik erős szelek, különösen a Duna-völgyben és a nyílt síkságokon, amelyek télen hideg, nyáron pedig száraz levegőt hozhatnak. Az éghajlatra az elmúlt évtizedekben a klímaváltozás is hatást gyakorolt, amely megmutatkozik a szélsőséges időjárási jelenségek, például a hőhullámok, aszályos időszakok és intenzív esőzések gyakoribbá válásában. Ezek különösen nagy kihívást jelentenek a mezőgazdaság számára, amely erősen függ az éghajlati viszonyoktól.
Az északi részén, a Duna közelsége miatt, a folyó hatása mérsékli az éghajlat szélsőségeit, míg a hegyvidékeken a magasság miatt hűvösebb és nedvesebb mikroklímák is előfordulnak. A megye keleti részén, a Gerecse és a Vértes vidékén, a domborzat jelentősen befolyásolja a helyi időjárási viszonyokat, mivel ezek a területek akadályt képeznek a légáramlatok számára, csapadékképződéshez és mikroklímák kialakulásához vezetve.
A klímaváltozás kezelésére a megye klímastratégiai intézkedéseket hozott, amelyek célja a szélsőséges időjárási események hatásainak mérséklése, valamint a helyi gazdaság és természet alkalmazkodásának elősegítése.

### Vízrajz
A vízrajzát alapvetően a Duna és annak mellékvízfolyásai határozzák meg, amelyek nemcsak természeti, hanem kulturális és gazdasági szempontból is meghatározóak. A megye központi vízgyűjtője a Duna, amely itt jelentős szakaszt fed le, és számos kisebb mellékfolyót fogad. A Duna-parti települések, mint Esztergom, Komárom, és Almásfüzitő, különleges földrajzi és történeti helyzetben vannak, hiszen a folyó nemcsak természetes határt képez, hanem fontos közlekedési és kereskedelmi útvonal is.
A megye területén a Duna mellékágai közül kiemelkedik az Által-ér, amely a Vértes-hegységből ered, majd Tata környékén tórendszert hoz létre, köztük az Öreg-tavat, amely Magyarország legrégebbi halastava. Ez a víztest a természeti értékek mellett turisztikai szempontból is fontos, különösen a madárvilág és a tatai vadludak révén. További jelentős vízfolyások közé tartozik a Concó-patak és a Séd.
A megye vízrajzában a tavak is jelentős szerepet játszanak. A Tatai-tóvidék tórendszere mellett fontos a Piszkei-tó és a Naszályi-tó, amelyek mesterséges eredetük ellenére jelentős élőhelyek. A Gerecse-hegységben számos karsztforrás található, amelyek tiszta, hideg vízük révén nemcsak ivóvízbázist jelentenek, hanem hozzájárulnak a hegység ökológiai értékeihez.
A térség természeti védelme szempontjából kiemelt jelentőségű a Duna–Ipoly Nemzeti Park, amely magában foglalja a Dunakanyar egy részét és az ártéri erdőket. Ezek az élőhelyek a vízi madarak és a halállomány szempontjából különösen értékesek, miközben rekreációs és oktatási lehetőségeket is kínálnak.

A vízrajz tehát szorosan kapcsolódik a megye gazdasági és kulturális életéhez, a halászat, a turizmus és a közlekedés mind profitál a megye gazdag vízhálózatából. A vízi turizmus fejlesztése a Duna mentén különösen fontos, például a kajak-kenu infrastruktúra és a vízi turistaútvonalak kialakítása terén.

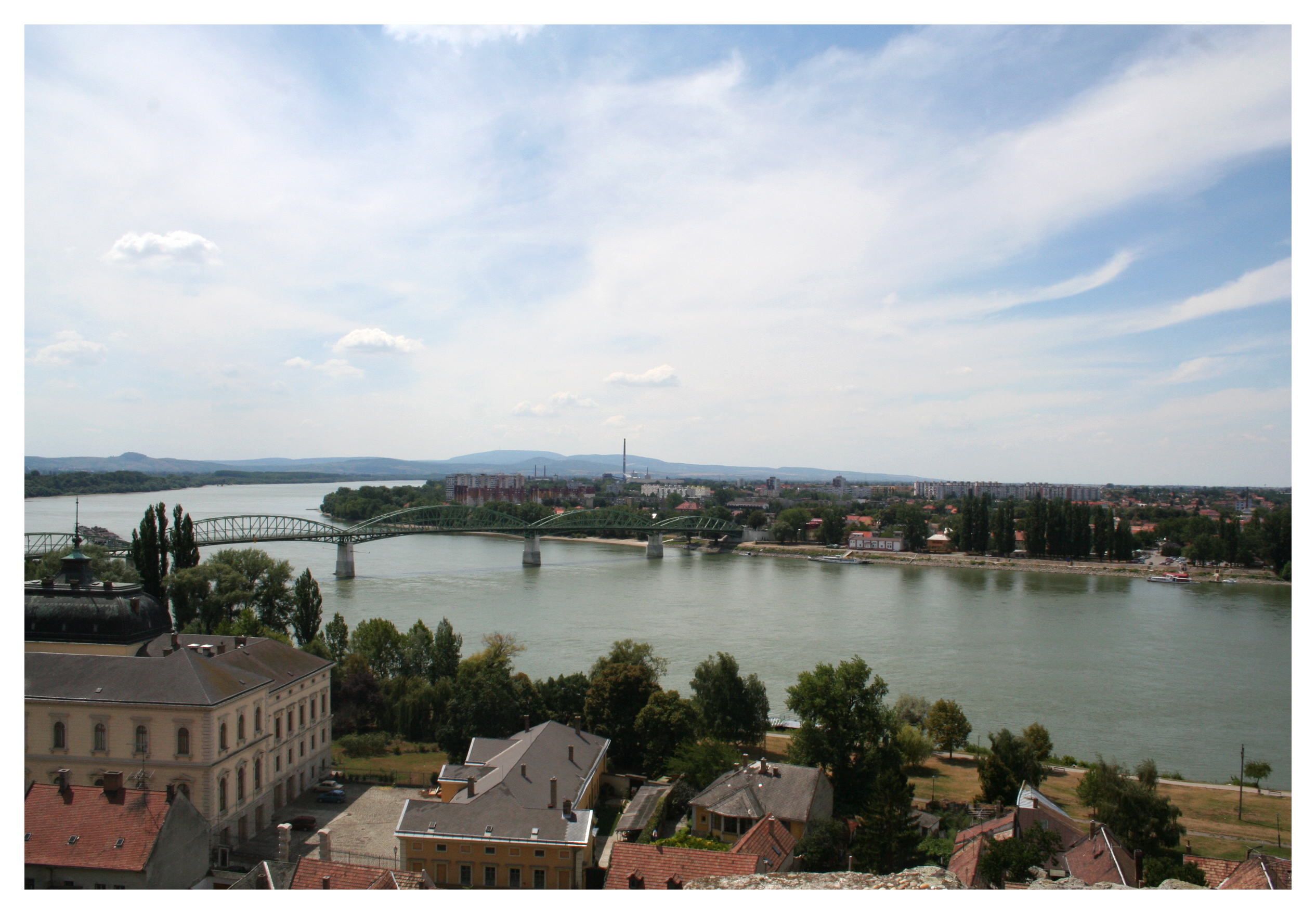
Duna
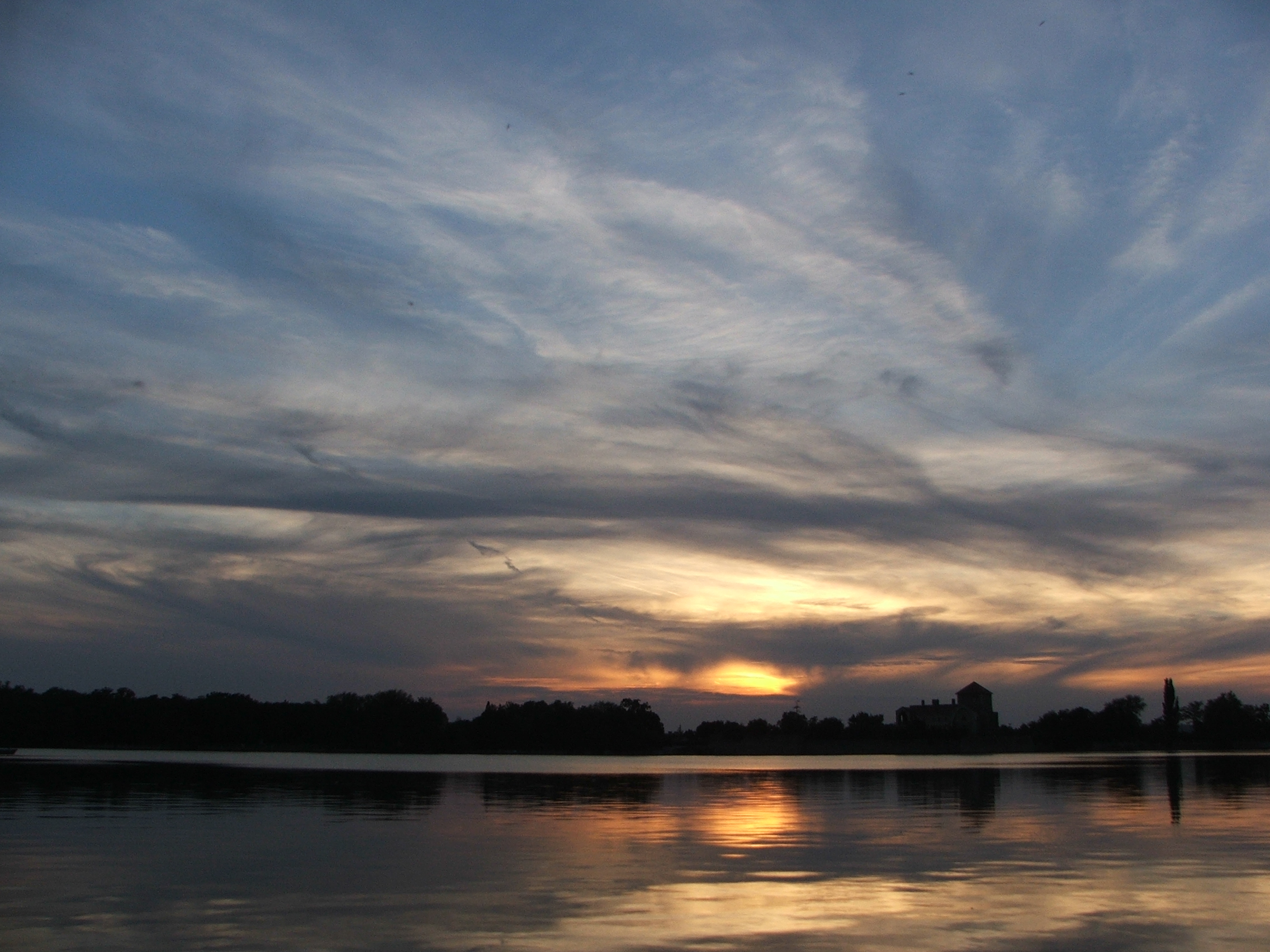
Öreg-tó
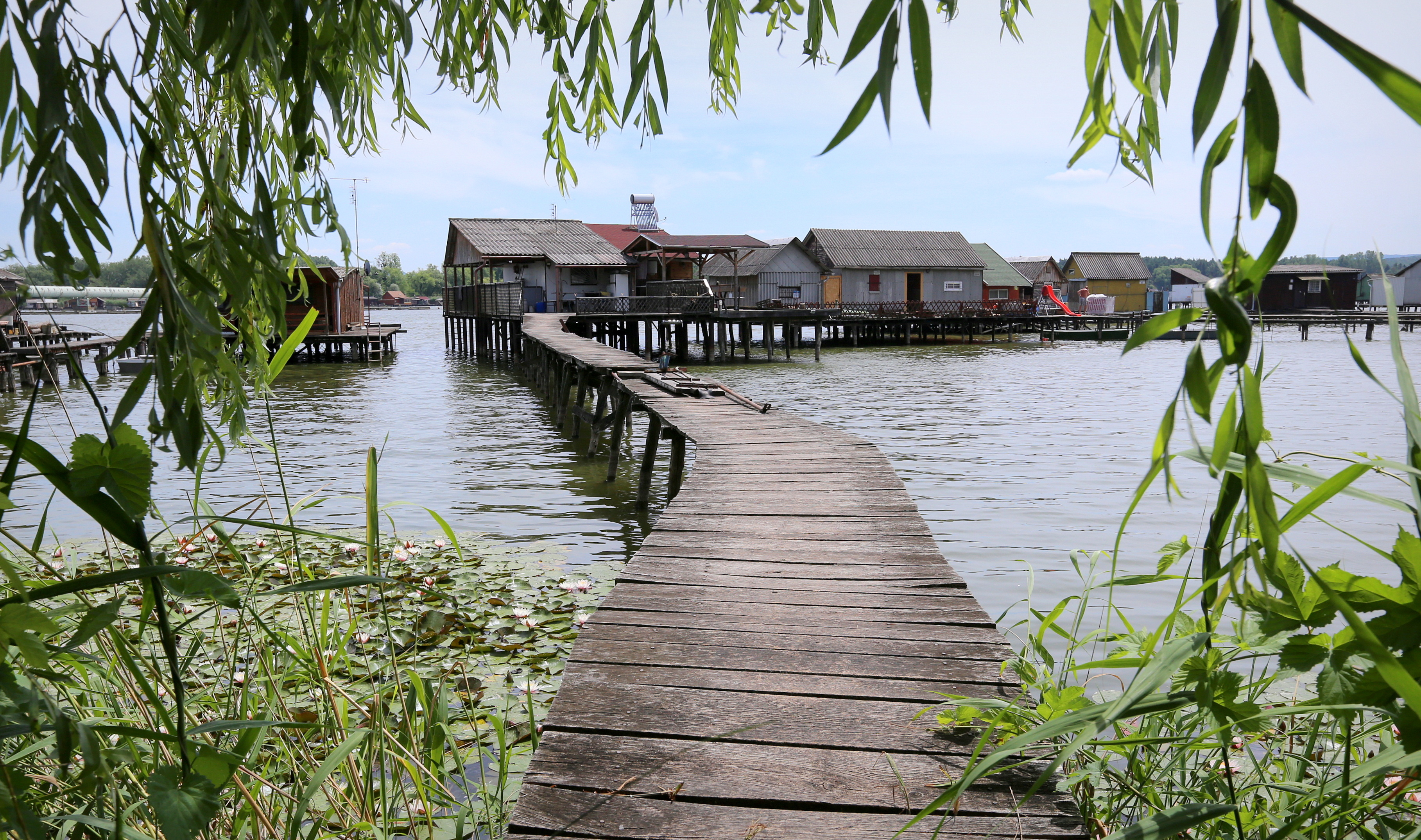
Bokodi-tó
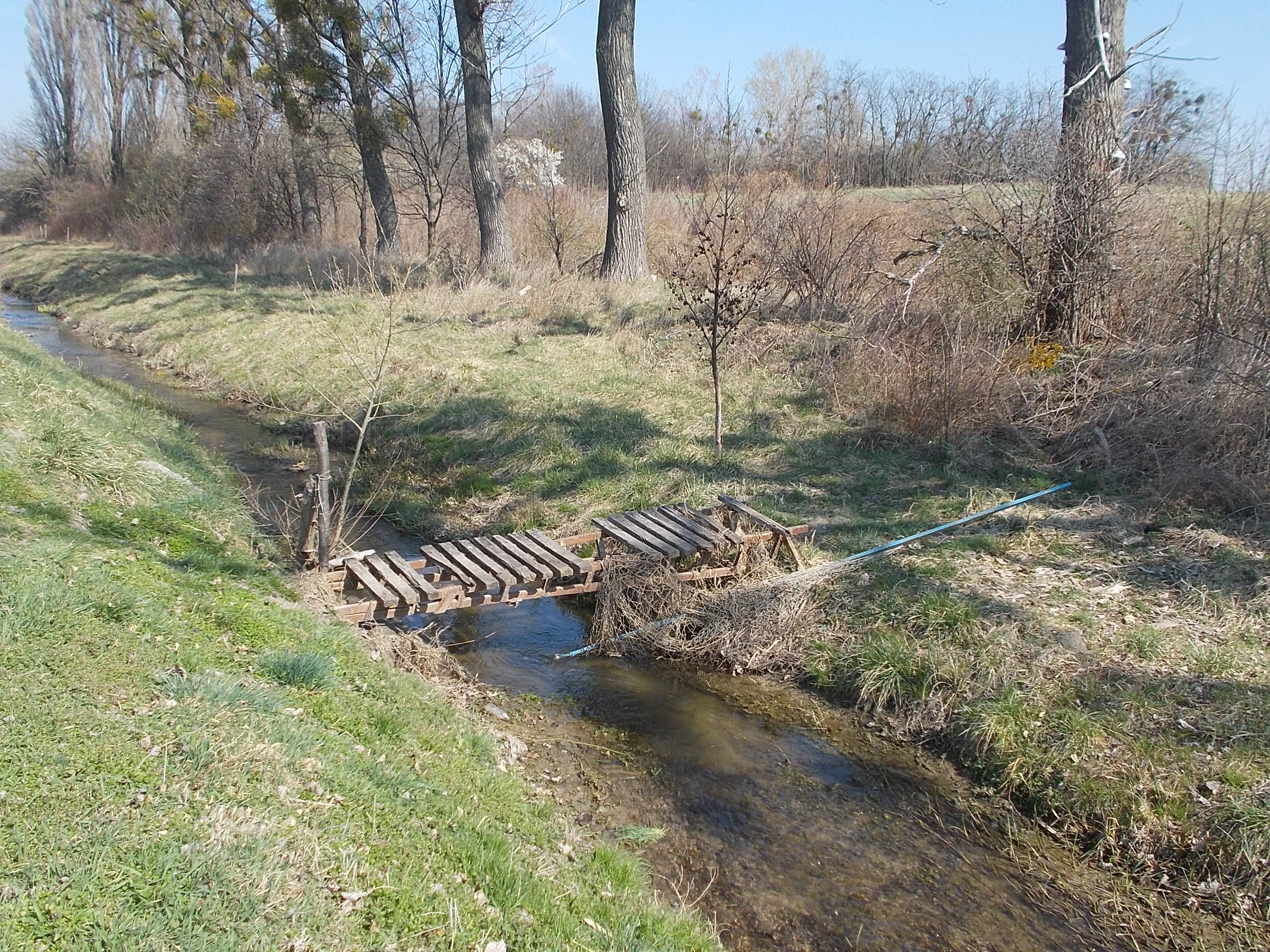
Concó
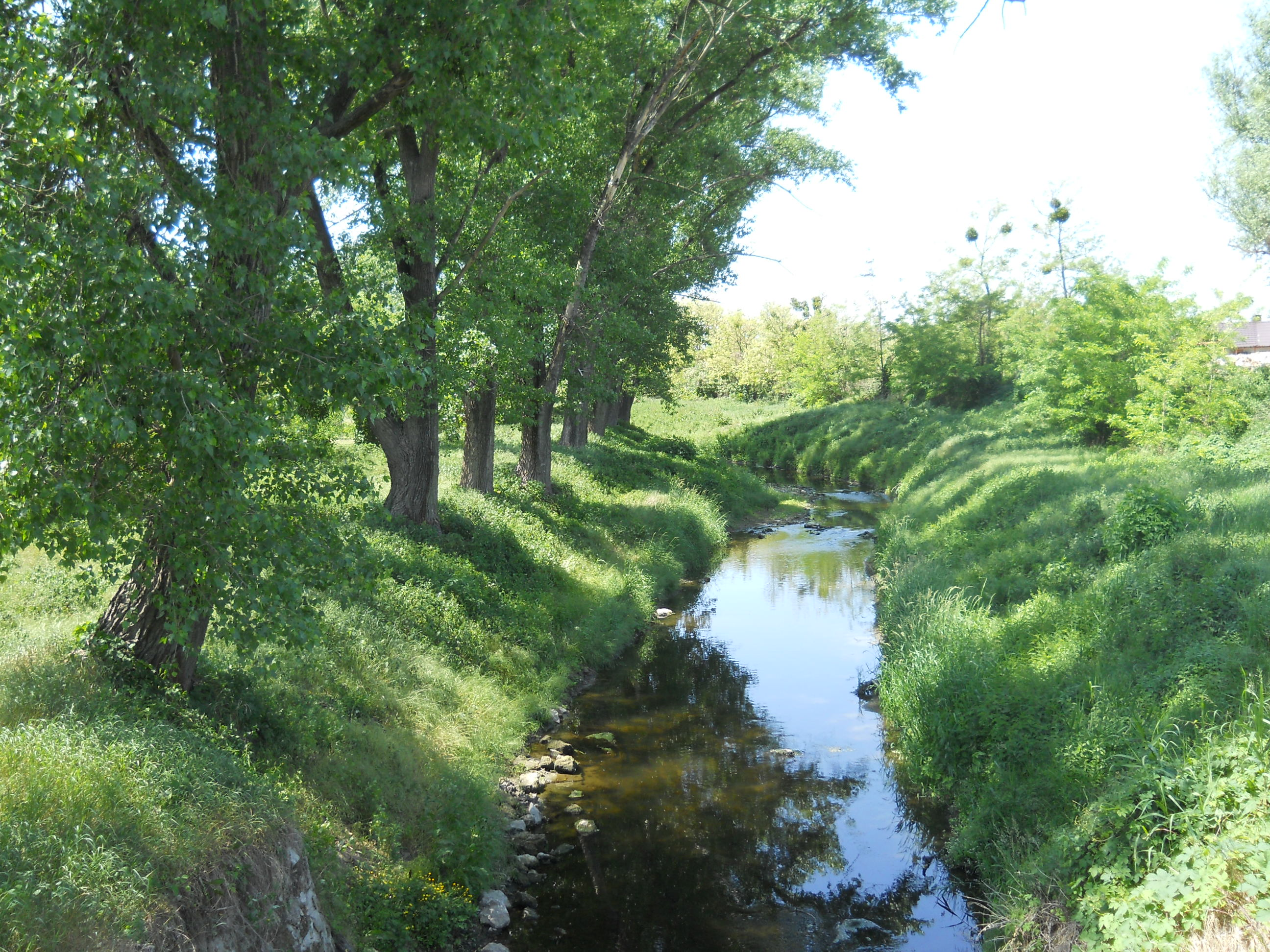
Által-ér

### Növényvilág
Növényvilága rendkívül változatos, köszönhetően a földrajzi és éghajlati adottságainak, valamint a területet alkotó különböző tájaknak. A vármegye növényzetében a Kisalföld síkvidéki növénytársulásai keverednek a Dunántúli-középhegység erdőségeivel és egyedi növényzeti elemeivel.
A hegységi területek, mint a Gerecse, Vértes és Pilis, erdőkkel borítottak, ahol tölgyesek, cseresek és bükkösök váltakoznak. A Vértesben különleges flórájú réteket találunk, például a száraz gyepeken jellemzően megjelenő dolomitnövényzetet, amely több védett fajnak ad otthont. A Gerecsében és a Pilisben is találhatók ritka növényfajok, mint például a pilisi bükköny, amelynek jelentős populációját fedezték fel a térségben.
Az Kisalföld felé nyitott területeken, például az Igmánd-Kisbéri-medencében és a Győr-Tatai-teraszvidéken, az erdősztyep jellemző növénytársulásai dominálnak. Ezeket a területeket szántóföldi művelés is nagymértékben átalakította, de még mindig megfigyelhetők természetes társulások.
A megyében található különböző védett területek, például a Duna–Ipoly Nemzeti Park és a Gerecsei Tájvédelmi Körzet, hozzájárulnak a növényvilág megőrzéséhez. Az itt található botanikai értékek közé tartoznak az orchideák, melyek közül néhány különösen ritka faj, valamint az olyan speciális fajok, mint a dolomitkedvelő növények. A tatai Öreg-tó környéke szintén jelentős természeti értékkel bír, nemcsak madárvédelmi szempontból, hanem a tópart növényzete miatt is, amely gazdag vízi és mocsári növényekben.

A vármegye természetvédelmi szakemberei és önkéntesei folyamatosan figyelik és kutatják a térség növényvilágát, hogy biztosítsák annak fenntarthatóságát és sokszínűségét a jövő generációi számára is.

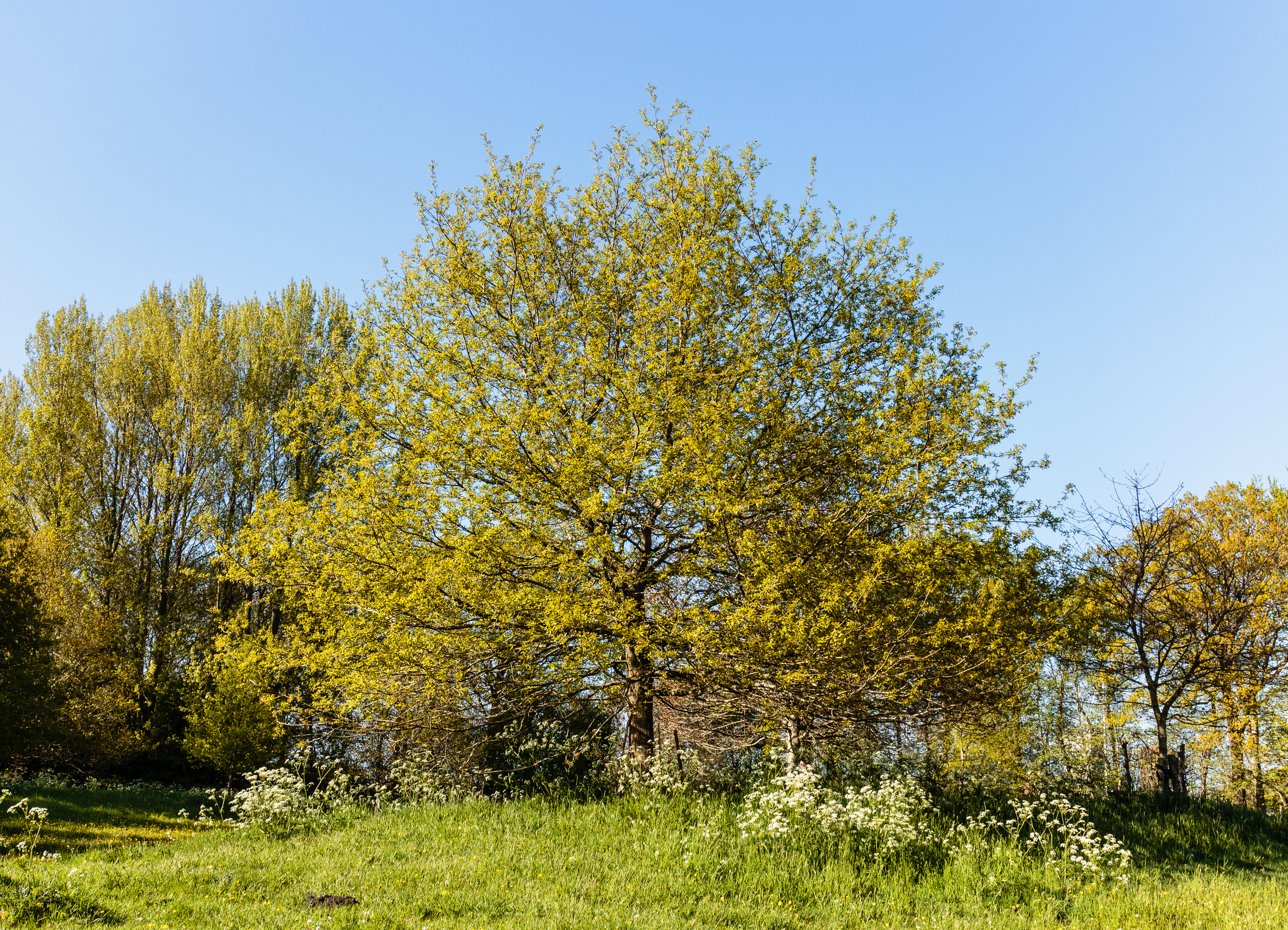
Tölgy
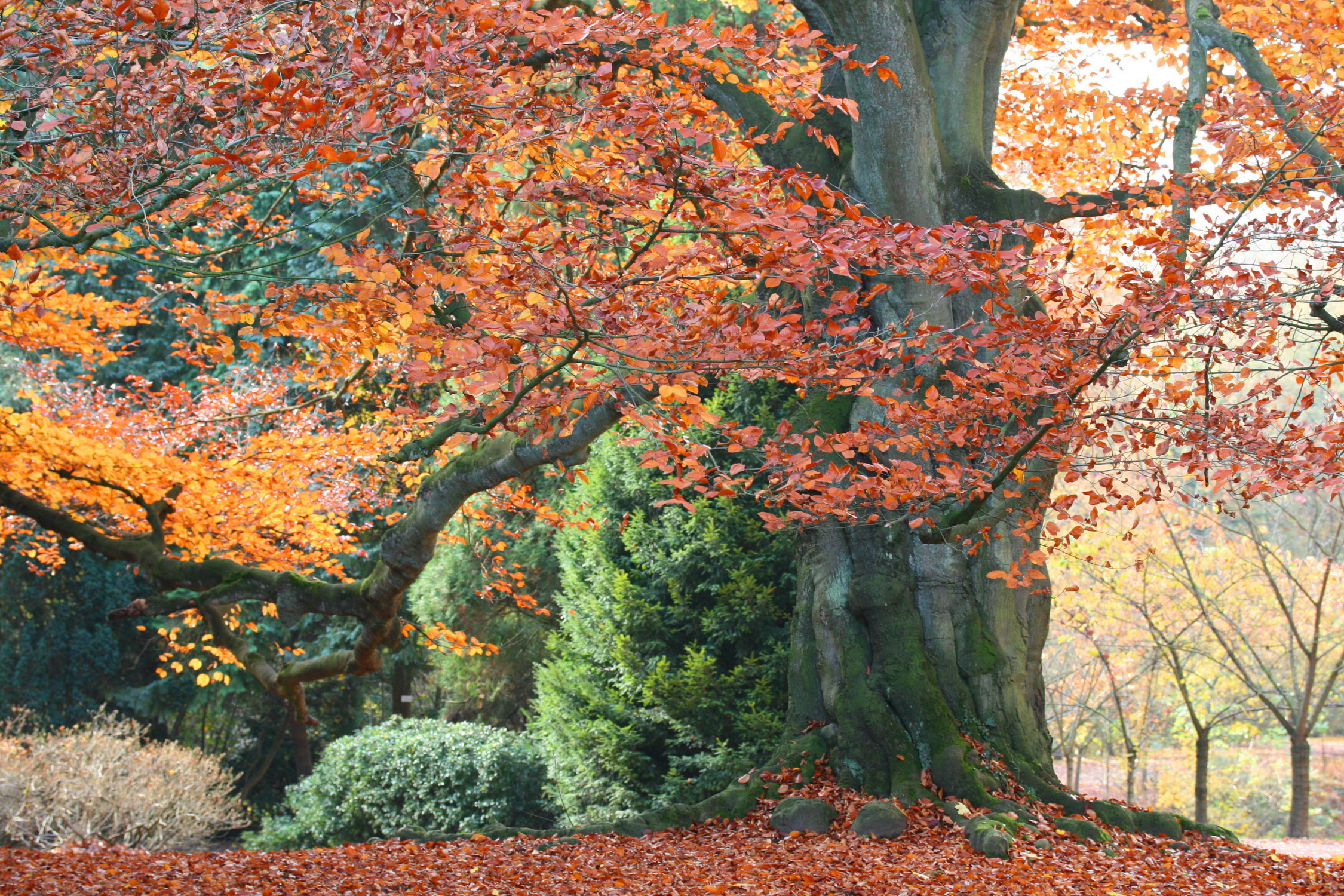
Bükk
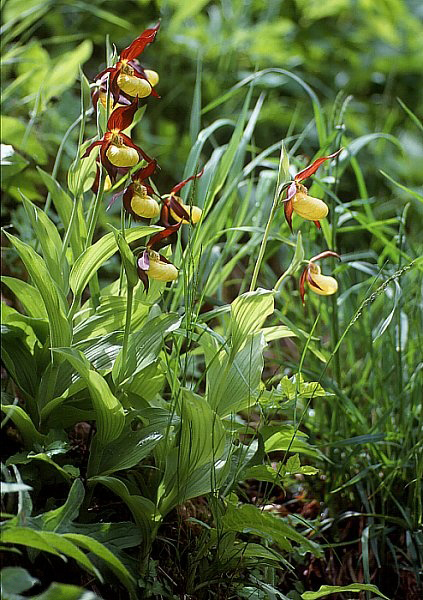
Orchidea

### Állatvilág
Állatvilága rendkívül változatos, mivel a terület földrajzi elhelyezkedése és tájainak sokszínűsége számos élőhelyet biztosít különféle állatfajok számára. A Duna menti árterek, a hegyvidékek, valamint a mezők és erdők mind-mind hozzájárulnak az itt élő állatvilág gazdagságához.
A Duna és mellékágai mentén gazdag vízi élővilág található, ideértve számos halfajt, például a pontyot, süllőt és harcsát. A vizes élőhelyek vándormadarak pihenő- és fészkelőhelyei is, például különféle récék, gémek és kormoránok fordulnak elő itt. A szigetek, például a Szőnyi- és Szent Pál-sziget, különleges állatfajok élőhelyei, melyek a folyószabályozás után természetes módon jöttek létre, és azóta is védett területek maradtak.
Az erdők és hegyvidékek, például a Gerecse és a Vértes, nagyvadfajoknak, például őzeknek, szarvasoknak és vaddisznóknak adnak otthont. A ragadozómadarak, mint a rétisas és a héja, szintén megtalálhatók ezeken a területeken, különösen a természetvédelmi területeken. A barlangok környékén denevérfajok is előfordulnak, mint például a nagy patkósorrú denevér, ami különleges védettséget élvez.
A mezők és síkságok rovarvilága is jelentős, a beporzó fajoktól a különféle bogarakig. E területeken találhatók apró rágcsálók, amelyek a tápláléklánc fontos részei, és ragadozó fajok, például rókák és nyestek zsákmányát képezik.

A vármegyében található természetvédelmi területek, mint például a Gerecsei Tájvédelmi Körzet és a Duna–Ipoly Nemzeti Park, kulcsszerepet játszanak a helyi állatvilág fennmaradásában, és biztosítják a biodiverzitás megőrzését.

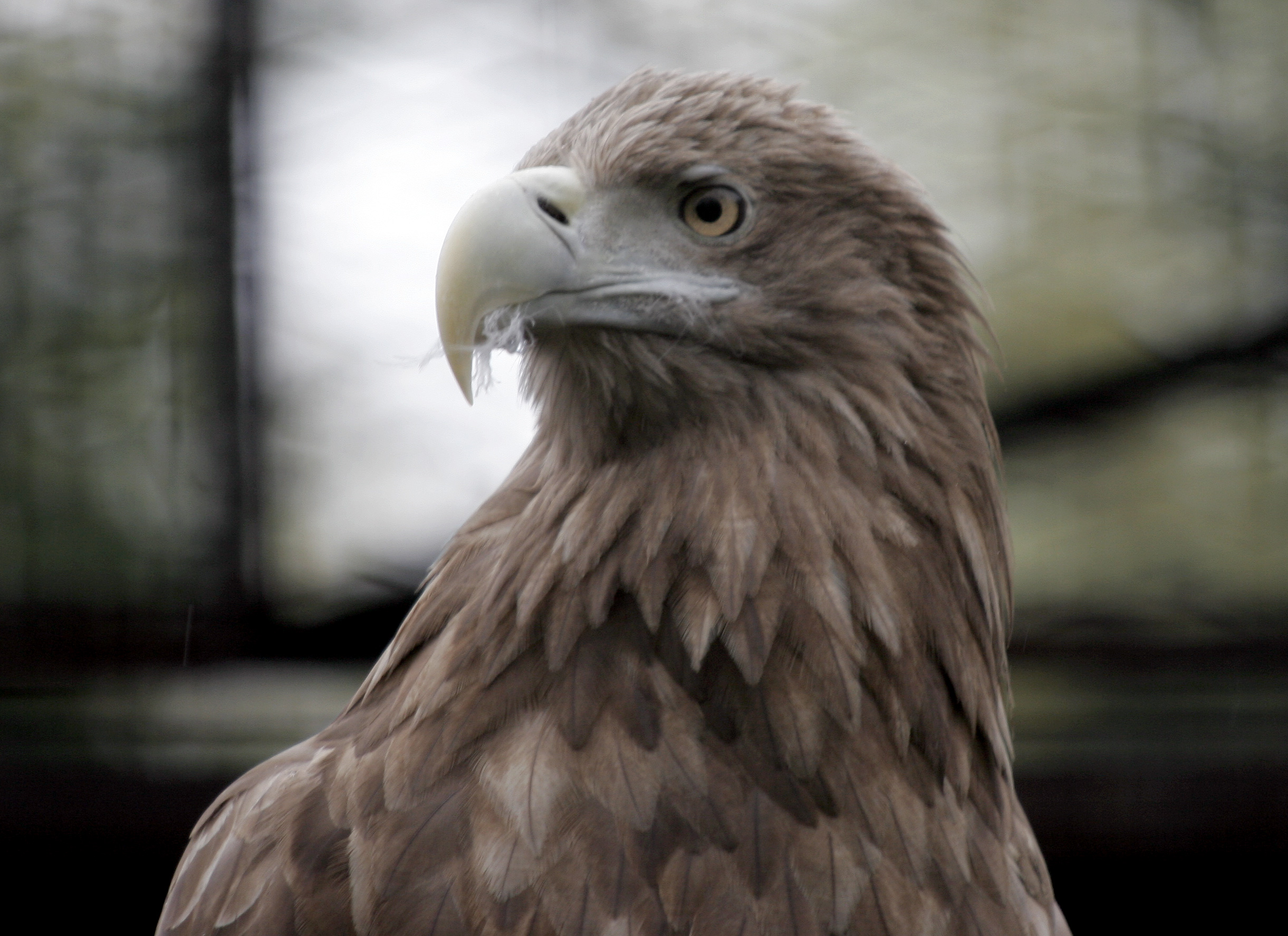
Rétisas
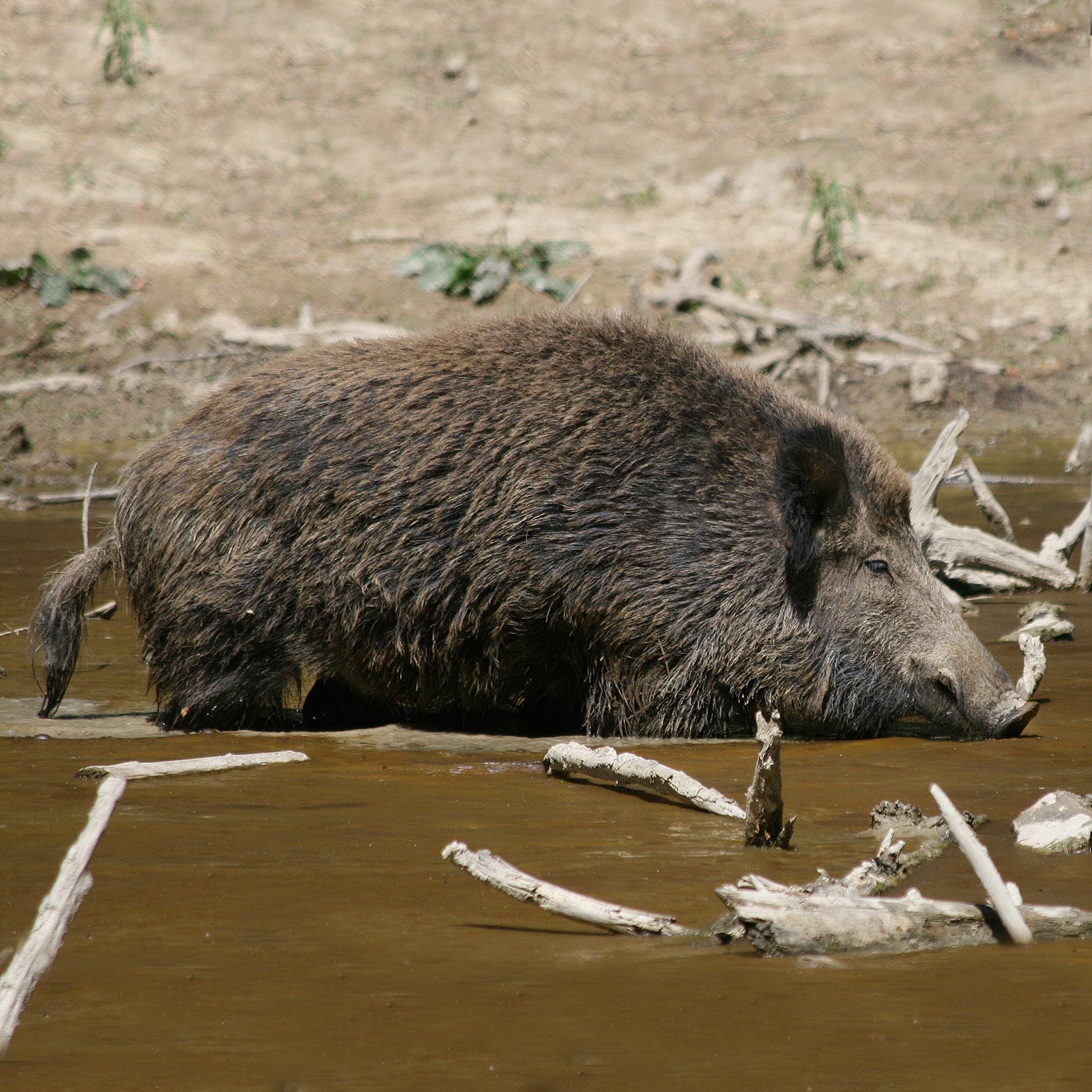
Vaddisznó
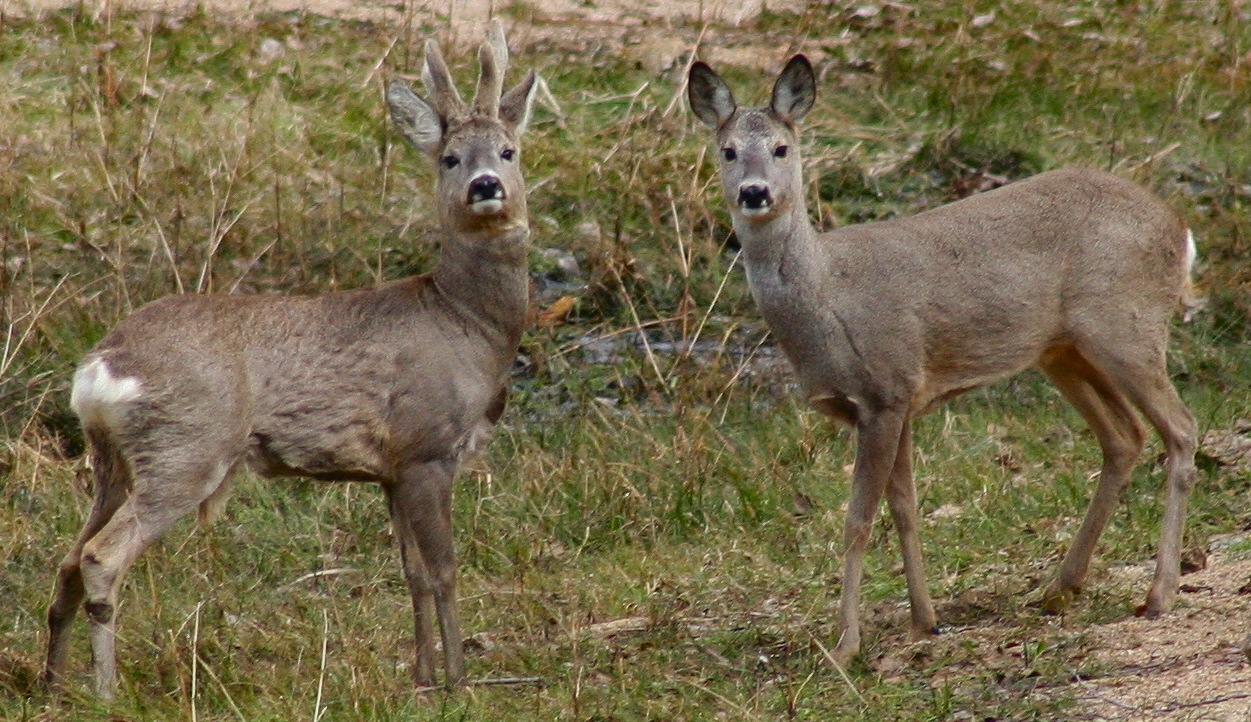
Európai őz
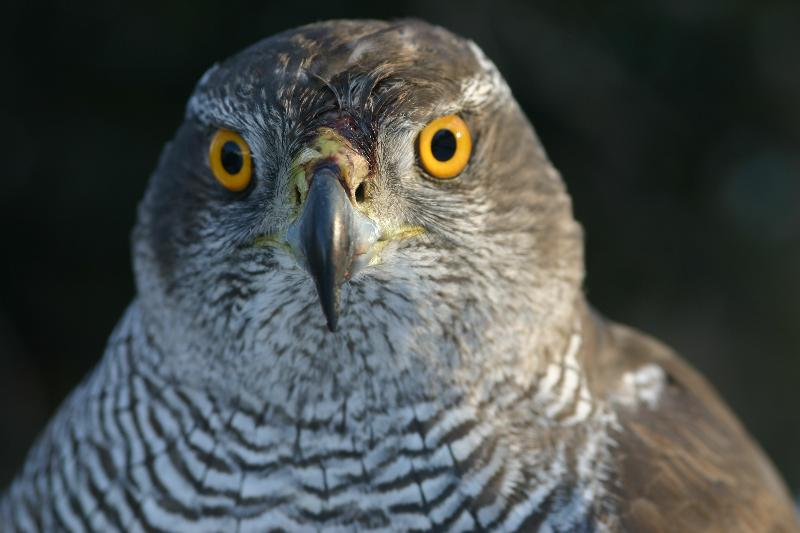
Héja
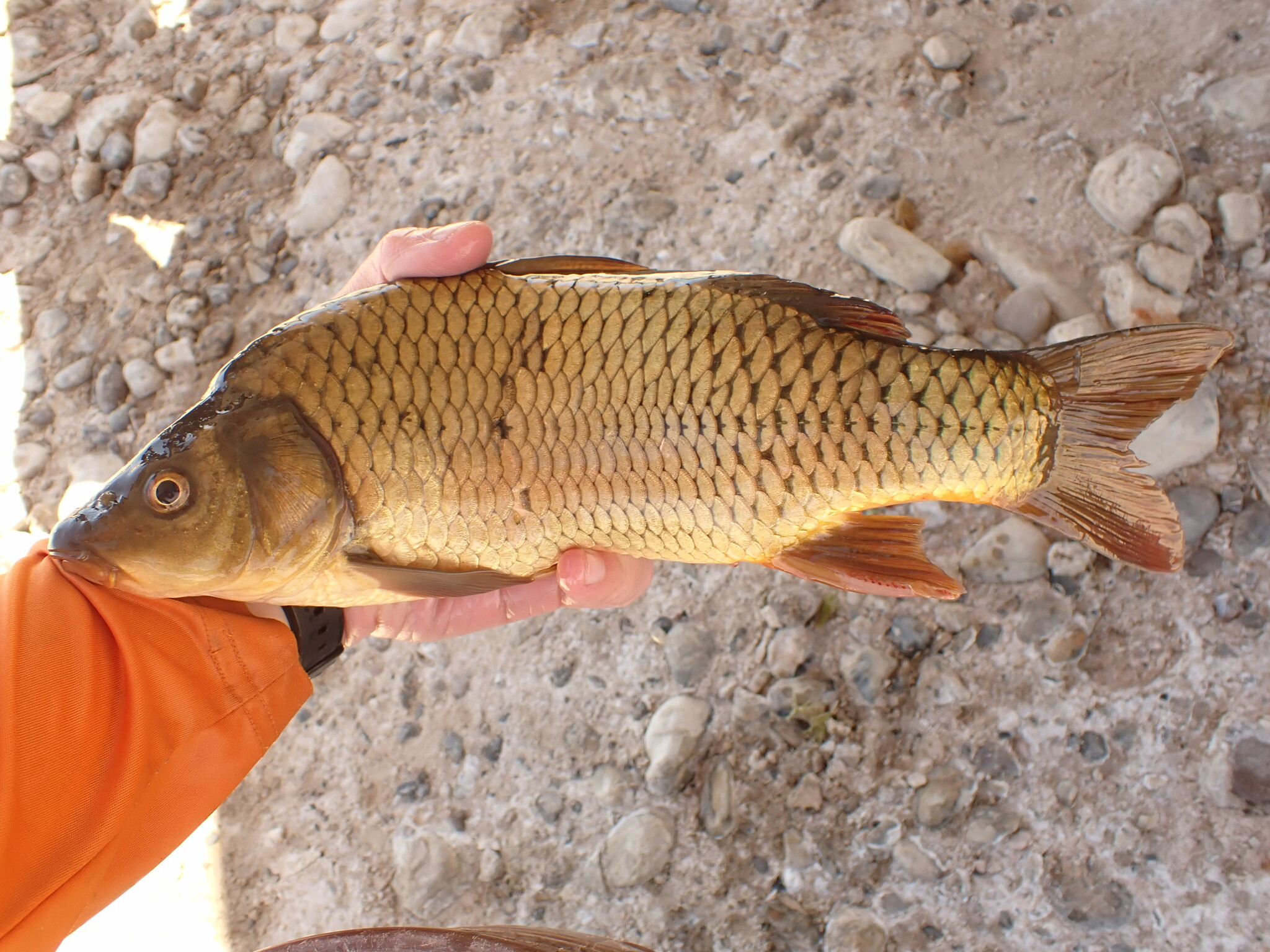
Ponty

### Jellemző földrajzi pontjai
Szélső települések égtájak szerint:
- a vármegye legészakibb települése Esztergom (Esztergomi járás),
- a vármegye legdélibb települése Súr (Kisbéri járás),
- a vármegye legkeletibb települése Dömös (Esztergomi járás),
- a vármegye legnyugatibb települése Bakonybánk (Kisbéri járás).

Legmagasabb pont:
- Dobogó-kő (700 m)

## Történelem
Lásd még: az Esztergom története és a Komárom története cikket

### Középkor

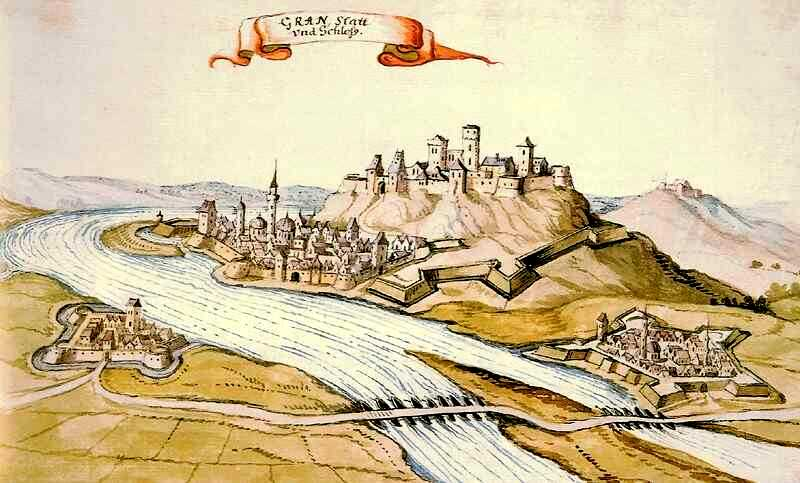
A török kori Esztergom látképe egy 1664-es vízfestményen

A Komárom-Esztergom vármegye jogelődjeinek számító Komárom vármegyét és Esztergom vármegyét Szent István király alapította. Mindkét vármegye jócskán átnyúlt a mai Szlovákia területére is. Történelmük során a két vármegye határai többször módosultak, és több ízben is egyesítették őket. Amikor Esztergom várát 1543-ban elfoglalták a törökök, a vármegye vezetése elmenekült. Hosszú évtizedekig Érsekújvár, Komárom és Tata volt az a három végvár, amely a török támadásoknak útját állta. Esztergom a török hódoltság alatt egy több megyényi szandzsák központja lett. Komárom vármegye viszont folyamatosan működött, vára soha nem került a hódítók kezére. Esztergom vármegye nemesi közgyűlése csak Sobieski János lengyel király vezette török kiűzés után, 1696-ban szerveződött újjá. A Rákóczi-szabadságharc idején tevékenységük megszakadt, és csak a szabadságharc után alakultak újjá, Esztergom vármegye 1710-ben, Komárom vármegye pedig 1712-ben.

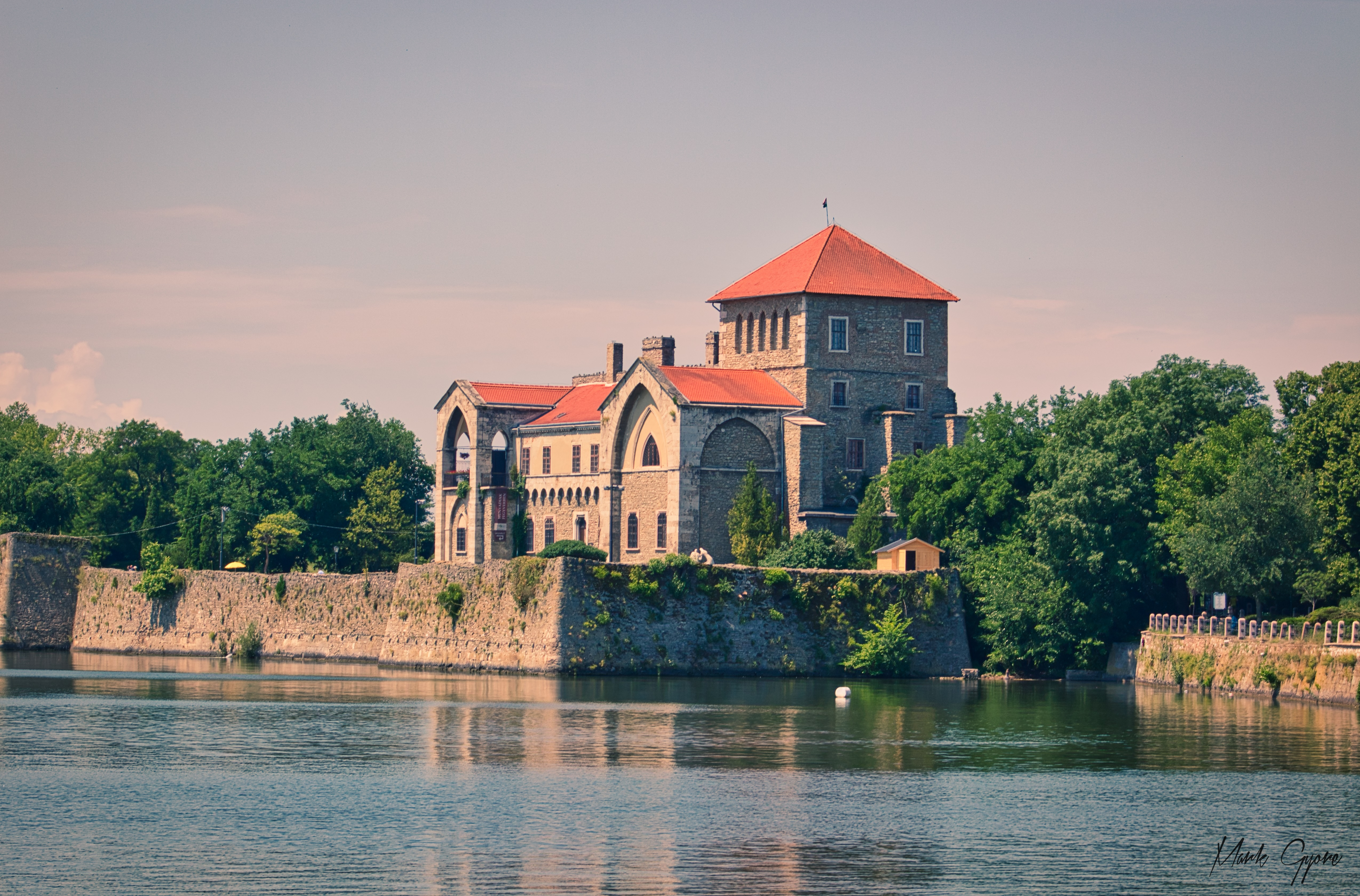
A tatai várkastély

Esztergom vármegye egyike volt a két vármegyének, amelynek közigazgatási vezetői nem egyházi vagy világi főnemesek, hanem köznemesek voltak (a másik Pest-Pilis-Solt-Kiskun vármegye volt). A főispáni rang nem illette meg őket, mint a többi vármegye vezetőit, hanem csak főispánhelyettesek, vagyis hivatalnokok voltak.[forrás?] A két vármegye első egyesítésére 1786-ban került sor, amikor II. József Tata székhellyel összekapcsolta őket. Az egyesített megye az uralkodó halálát követően 1790-ben szét is vált, Esztergom és Komárom visszakapták megyeszékhelyi rangjukat. 1848 májusában mindkét nemesi vármegye megszűnt és átadta helyét a vármegyei bizottságoknak. Komárom vármegye bizottsága az 1848-49-es szabadságharc végéig működött. Az Esztergom vármegyeiét viszont megszakította az 1849. január 15-i császári katonai megszállás. A forradalmi bizottmány újjáalakult, de székhelyét előbb Bátorkeszibe, majd Komáromba tette át. A szabadságharc leverését követően császári-királyi biztos került a vármegyék apparátusainak élére. 1851-ben a két vármegye a Duna jobb partján lévő részét Esztergom székhellyel Esztergom vármegyeként, a bal parti részeket pedig Komárom székhellyel Komárom vármegyévé szervezték át. Az így kialakított vármegyék csak 1860-ig működtek. Ekkor az 1848-ban választott vármegyei bizottmányok újították fel működésüket. A 17. század végétől Komárom vármegyéhez tartozó Lábatlant és Piszkét az 1876-os megyerendezéskor Esztergom vármegyéhez csatolták.

### 20. század

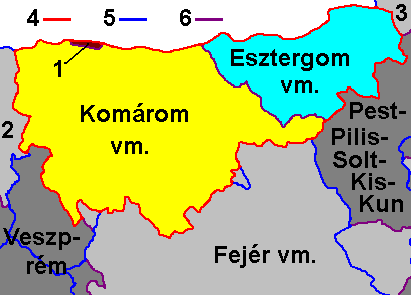
Komárom és Esztergom vármegyék 1920 után:
1 Komárom tjv. Magyarországon maradt része, 2 Győr vármegye, 3 Hont vármegye, 4 Komárom és Esztergom k.e.e. vármegye 1923–1938, 5 megyehatár 2017 elején, 6 megszűnt 1914-es megyehatár)

1919 januárjában a Csehszlovák Légió csapatai megszállták a Duna bal partján fekvő Komáromot és Párkányt. Esztergom vármegye munkástanácsa és direktóriuma a megyeszékhelyen, Komárom vármegye direktóriuma pedig a jobb parti Komárom-Újvárosban a mai magyarországi Komáromban alakult meg. (Az előbbi később Szőnybe, az utóbbi Tatára tette át székhelyét. 1919-ben néhány hónapig Komárom vármegye a győri alispáni hivatalhoz tartozott. Még ebben az évben megalakult Komáromban a csonka vármegye alispáni hivatala. Röviddel utóbb 1920-ban törvényhatósági bizottságot választottak.
A trianoni békeszerződést követően a két megye bal parti részeit a Csehszlovákiához csatolták. Magyarországon a korábbi Komárom vármegye 44 községe és a korábbi Esztergom vármegye 22 települése maradt meg. A két megmaradt megyéből 1923-ban Esztergom székhellyel létrehozták Komárom és Esztergom közigazgatásilag egyelőre egyesített vármegyét. Az első bécsi döntést követően, 1938-ban újjáalakult a két történelmi vármegye. Komárom területe azonban jelentősen megnövekedett, mivel az egykori Pozsony vármegye Magyarországhoz szintén visszacsatolt Csallóközi területét bekebelezte, és immár nem négy, hanem hat járást foglalt magába, nevezetesen a dunaszerdahelyit, a gesztesit, a komáromit, az ógyallait, a somorjait és a tatait.

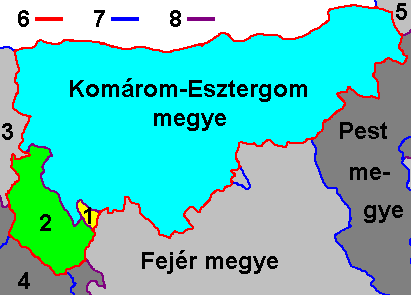
Komárom megye kialakítása 1950-ben
(1 Fejér megyétől Komáromhoz, 2 Veszprém megyétől Komáromhoz, 3 Győr-Moson megye, 4 Veszprém megye, 5 Nógrád-Hont megye, 6 Komárom megye 1950-től, 7 megyehatár 2017 elején, 8 megszűnt 1949-es megyehatár)

A második világháborút követő moszkvai ideiglenes fegyverszünet következményeként visszaálltak az 1937. december 31-i országhatárok. Ennek megfelelően került sor a közigazgatás ideiglenes rendezésére, melynek során Komárom- és Esztergom vármegyék megmaradt területeit immár véglegesen, Komárom-Esztergom vármegye néven egyesítették. 1945. augusztus 28-án ismét Esztergomban alakult meg a vármegye Törvényhatósági Bizottsága. A megye ekkor három járást, az esztergomit, a gesztesit és a tatait foglalta magában. 1947-ben négy bányásztelepülés összevonása révén létrejött a mai Tatabánya, ezzel a megyében lévő városok száma háromra emelkedett. Az 1950-es megyerendezés során Esztergom nevének elhagyásával, Tatabánya székhellyel létrejött Komárom megye. Az 1950-es járásrendezés során az esztergomi járás székhelyét Dorogra helyezték át, nevét Dorogi járásra változtatták, a gesztesi járás neve pedig – székhelye alapján – komáromira változott. A megyéhez kilenc községet kapcsoltak Veszprém, egyet pedig Fejér megyéből. 1954-ben újabb két település – Oroszlány és Tata – nyerte el a városi rangot. 1971-ben megszűntek a járási tanácsok és testület nélkül, a megye járási hivatalaiként működtek tovább. 1974 végén megszűnt a Tatai járás és községeinek nagy részét Tatabánya, Tata és Oroszlány városkörnyékéhez csatolták. 1984-ben Dorog, 1986-ban Kisbér, 1989-ben pedig Nyergesújfalu kapott városi rangot, ezzel a városok száma nyolcra emelkedett.
1990-től ismét Komárom-Esztergom megye lett a neve. Szárliget 1999-ben elvált Fejér megyétől és csatlakozott Komárom-Esztergom megyéhez. 1994-ben létrejött a megye hat kistérsége, amelyek száma 1997-ben a Dorog-Esztergomi kistérség szétválása nyomán hétre emelkedett (Esztergomi, Komáromi, Tatai, Tatabányai, Dorogi, Oroszlányi, Kisbéri). Ekkor az Esztergomi kistérségtől a Dorogiba került Tokod. Tárkány és Csép a Komáromi kistérségtől a Kisbérihez kerültek. 1998-ban jött létre a Komárom-Esztergom, Fejér és Veszprém megyéket magában foglaló Közép-Dunántúli Régió. 2003-ban Bábolna, 2004-ben Lábatlan, 2007-ben Ács, 2013-ban pedig Tát kapott városi rangot, így a megye városainak száma tizenkettőre emelkedett. Esztergom 2022. május 1-jén kapott megyei jogú városi rangot.

## Komárom megye közigazgatási beosztása 1950–1990 között

### Járások 1950–1983 között
Az 1950-es megyerendezés előtt Komárom-Esztergom megyéhez három járás tartozott (Esztergomi, Komáromi és Tatai). Ezeket a megyerendezés nem érintette, az 1950-es járásrendezés során, június 1-jén viszont az Esztergomi járás székhelyét áthelyezték Dorogra és nevét ennek megfelelően Dorogi járásra változtatták, így a tanácsrendszer bevezetésekor Komárom megye három járásra oszlott (Dorogi, Komáromi és Tatai).
Ezt követően 1983-ig a háromból egy járás szűnt meg: a Tatai 1974-ben. A járások megszűnésekor, 1983 végén tehát a megyéhez csupán két járás tartozott (Dorogi és Komáromi).

### Városok 1950–1983 között
Az 1950-es megyerendezéskor Komárom-Esztergom megyéhez három megyei város tartozott, Esztergom, Komárom és Tatabánya.
1983-ig még két település szerzett városi rangot a megyében: Oroszlány és Tata, mindkettő 1954-ben, így 1983-ra a városok száma ötre nőtt.
A tanácsok megalakulásától 1954-ig Tatabánya közvetlenül a megyei tanács alá rendelt város volt, míg Esztergom és Komárom közvetlenül a járási tanács alá rendelt városként a Dorogi illetve a Komáromi járáshoz tartozott. 1954 és 1971 között valamennyi város járási jogú város volt, azután pedig egyszerűen város volt a rangjuk.

### Városkörnyékek 1971‑1983 között
Komárom megye városai közül 1983-ig három körül alakult városkörnyék (Oroszlány, Tata és Tatabánya), mindhárom 1974-ben az akkor megszűnt Tatai járás egy-egy részéből.

### Városok és városi jogú nagyközségek 1984‑1990 között
1984. január 1-jén valamennyi járás megszűnt az országban, és a megye valamennyi városa városkörnyékközponttá vált, beleértve az egyidejűleg várossá alakult Dorogot is. Ugyanekkor alakult városi jogú nagyközséggé, és lett nagyközségkörnyék-központ Kisbér, ami aztán 1986-ban várossá alakult. Végül 1989-ben kapott városi rangot Nyergesújfalu, de ez már nem lett városkörnyékközpont. Ezzel 1990-re a megye városainak száma nyolcra nőtt.

## Önkormányzat és közigazgatás

### Vármegyei közgyűlés
A vármegye önkormányzatának legfőbb döntéshozó testülete. Tagjai a választópolgárok által ötévente, az önkormányzati választásokon megválasztott képviselők. A közgyűlés feladatai közé tartozik a megyei fejlesztési tervek, közlekedési, területrendezési és gazdaságfejlesztési programok kidolgozása és elfogadása, valamint az európai uniós források felhasználásának koordinálása. Mivel a vármegyei önkormányzatok nem tartoznak közvetlenül az oktatási, egészségügyi vagy szociális intézmények fenntartásához, inkább stratégiai, területfejlesztési szerepük van. A közgyűlést az elnök vezeti, aki a testület tagjai közül kerül megválasztásra.
A 2019-es magyarországi önkormányzati választáson megválasztott Komárom-Esztergom Megyei Közgyűlés 15 képviselőből állt, az alábbi pártösszetétellel:
| Párt | Párt                              | Mandátum | Megyei közgyűlés (2019-2024) | Megyei közgyűlés (2019-2024) | Megyei közgyűlés (2019-2024) | Megyei közgyűlés (2019-2024) | Megyei közgyűlés (2019-2024) | Megyei közgyűlés (2019-2024) | Megyei közgyűlés (2019-2024) | Megyei közgyűlés (2019-2024) | Megyei közgyűlés (2019-2024) |
| ---- | --------------------------------- | -------- | ---------------------------- | ---------------------------- | ---------------------------- | ---------------------------- | ---------------------------- | ---------------------------- | ---------------------------- | ---------------------------- | ---------------------------- |
|      | Fidesz-KDNP                       | 9        |                              |                              |                              |                              |                              |                              |                              |                              |                              |
|      | Jobbik-MSZP-Momentum-DK-Párbeszéd | 6        |                              |                              |                              |                              |                              |                              |                              |                              |                              |

A 2024-es magyarországi önkormányzati választáson megválasztott Komárom-Esztergom Vármegyee Közgyűlése 15 képviselőből áll, az alábbi pártösszetétellel:
| Párt | Párt                  | Mandátum | Vármegyei közgyűlés (2024-2029) | Vármegyei közgyűlés (2024-2029) | Vármegyei közgyűlés (2024-2029) | Vármegyei közgyűlés (2024-2029) | Vármegyei közgyűlés (2024-2029) | Vármegyei közgyűlés (2024-2029) | Vármegyei közgyűlés (2024-2029) | Vármegyei közgyűlés (2024-2029) |
| ---- | --------------------- | -------- | ------------------------------- | ------------------------------- | ------------------------------- | ------------------------------- | ------------------------------- | ------------------------------- | ------------------------------- | ------------------------------- |
|      | Fidesz-KDNP           | 8        |                                 |                                 |                                 |                                 |                                 |                                 |                                 |                                 |
|      | Mi Hazánk Mozgalom    | 2        |                                 |                                 |                                 |                                 |                                 |                                 |                                 |                                 |
|      | Demokratikus Koalíció | 2        |                                 |                                 |                                 |                                 |                                 |                                 |                                 |                                 |
|      | Momentum Mozgalom     | 2        |                                 |                                 |                                 |                                 |                                 |                                 |                                 |                                 |
|      | KEM                   | 1        |                                 |                                 |                                 |                                 |                                 |                                 |                                 |                                 |

### A Vármegyei Közgyűlés elnökei
A vármegyei közgyűlés elnöke a megyei önkormányzat vezetője, aki felelős a közgyűlés munkájának irányításáért és a döntéshozatalban való részvételért. Az elnök szerepe kulcsfontosságú a helyi közigazgatásban, mivel ő képviseli a vármegyét és összehangolja a megyei önkormányzati feladatok ellátását.
Feladatai közé tartozik a közgyűlés üléseinek összehívása és levezetése, valamint az önkormányzati döntések végrehajtásának felügyelete. Az elnök kapcsolatot tart az országos és helyi szervekkel, valamint a települési önkormányzatokkal, és biztosítja a megye érdekeinek képviseletét az országos döntéshozatalban. Emellett részt vesz a fejlesztési tervek kialakításában, és irányítja azokat a programokat, amelyek a megye gazdasági és társadalmi fejlődését szolgálják.
Az elnököt általában a közgyűlés tagjai választják meg, és munkáját a közgyűlés által választott alelnökök segítik.
| Elnök | Elnök                         | Elnöki ciklus |
| ----- | ----------------------------- | ------------- |
|       | Kovács György (MSZP)          | 1990-1998     |
|       | Lázár Mózes (Fidesz)          | 1998-2002     |
|       | Agócs István (MSZP)           | 2002-2006     |
|       | Völner Pál (Fidesz-KDNP)      | 2006-2010     |
|       | Popovics György (Fidesz-KDNP) | 2010-         |

### Járások
| Komárom-Esztergom vármegyei járások |           |             |          |         |            |
| Járás                               | Központ   | Település   | Népesség | Terület | Népsűrűség |
| Járás                               | Központ   | ebből város | 2013-ban | km²     | fő/km²     |
| Esztergomi                          | Esztergom | 24/5        | 92 902   | 537,26  | 173        |
| Kisbéri                             | Kisbér    | 17/1        | 12 436   | 510,55  | 40         |
| Komáromi                            | Komárom   | 9/3         | 39 559   | 378,78  | 104        |
| Oroszlányi                          | Oroszlány | 6/1         | 25 973   | 199,39  | 130        |
| Tatabányai                          | Tatabánya | 10/1        | 85 054   | 331,65  | 256        |
| Tatai                               | Tata      | 10/1        | 38 742   | 306,71  | 126        |

### Kistérségek
| Komárom-Esztergom megyei kistérségek  |                         |                         |                         |           |         |            |
| Kistérség                             | Székhely                | Kód                     | Település               | Népesség  | Terület | Népsűrűség |
| Kistérség                             | Székhely                | Kód                     | ebből város             | 2013-ban  | km²     | fő/km²     |
| Dorogi                                | Dorog                   | 4101                    | 15/1                    | 38 851    | 232,57  | 167        |
| Esztergomi                            | Esztergom               | 4102                    | 9/4                     | 54 051    | 304,69  | 177        |
| Kisbéri                               | Kisbér                  | 4103                    | 17/1                    | 12 436    | 510,55  | 40         |
| Komáromi                              | Komárom                 | 4104                    | 9/3                     | 39 559    | 378,78  | 104        |
| Oroszlányi                            | Oroszlány               | 4105                    | 6/1                     | 25 973    | 199,39  | 130        |
| Tatabányai                            | Tatabánya               | 4107                    | 10/1                    | 85 054    | 331,65  | 256        |
| Tatai                                 | Tata                    | 4106                    | 10/1                    | 38 742    | 306,71  | 126        |
| Komárom-Esztergom megye               | Komárom-Esztergom megye | Komárom-Esztergom megye | Komárom-Esztergom megye | 311 411   | 2265,08 | 139        |
| Magyarország                          | Magyarország            | Magyarország            | Magyarország            | 9 877 365 | 93,030  | 106        |
| Forrás: Központi Statisztikai Hivatal |                         |                         |                         |           |         |            |

### Országgyűlési képviselők
Magyarországon az országgyűlési választások során az ország területét egyéni választókerületekre osztják, és mindegyik kerületnek egy képviselője van a parlamentben, akit közvetlenül választanak. Az egyéni választókerületek országgyűlési képviselői tehát azok a politikusok, akik egy-egy adott földrajzi terület választópolgárait képviselik az Országgyűlésben.
Az egyéni választókerületek képviselői általában valamelyik párt jelöltjei, de független képviselők is indulhatnak a választáson. A választókerületek képviselői meghatározó szereplők, mivel közvetlen kapcsolatban állnak választóikkal, és elsősorban az adott terület helyi érdekeit képviselik az országos politikai döntéshozatalban.
| Választókerület                                                         | Székhely  | Képviselő                   | Párt | Párt        |
| ----------------------------------------------------------------------- | --------- | --------------------------- | ---- | ----------- |
| Komárom-Esztergom vármegyei 1. sz. országgyűlési egyéni választókerület | Tatabánya | Bencsik János               |      | Fidesz–KDNP |
| Komárom-Esztergom vármegyei 2. sz. országgyűlési egyéni választókerület | Esztergom | Erős Gábor                  |      | Fidesz–KDNP |
| Komárom-Esztergom vármegyei 3. sz. országgyűlési egyéni választókerület | Komárom   | Czunyiné Dr. Bertalan Judit |      | Fidesz–KDNP |

## Népesség
Komárom-Esztergom Pest vármegye után Magyarország második legsűrűbben lakott vármegyéje. Az első népszámlálás idejében (1869–1870) még az ország kevésbé benépesült területei közé tartozott, azonban a kiegyezés után kibontakozó „magyar ipari forradalom” kezdetétől ez megváltozott, felgyorsult a népességnövekedés az országos trendekhez hasonlóan a kedvezőbbé vált népmozgalmi arányszámok miatt. A legdinamikusabb az 1950-es években volt a népességnövekedés a Rákosi-korszak nagy fokú iparosításának köszönhetően. Az ország mezőgazdasági jellegű vidékeiről tömeges volt az áttelepülés az épülő ipari központokba (Tatabánya, Oroszlány és a Lábatlan és Dorog között húzódó Duna-menti térség).

### Nemzetiségek
Komárom-Esztergom vármegye lakóinak nemzetiségi összetétele 2011-ben
A vármegye etnikai összetétele sokszínűséget mutat, bár a lakosság túlnyomó többsége magyar nemzetiségű. A 2011-es népszámlálás adatai szerint a megye 304,568 fős lakosságából 270,933 fő nyilatkozott etnikai hovatartozásáról.
Ezen belül 252,432 fő (93,13%) vallotta magát magyarnak, ami a magyarok domináns jelenlétét tükrözi a térségben.
A legnagyobb nemzetiségi csoportot a német közösség alkotja 9,168 fővel (3,38%). Ez a közösség jelentős történelmi gyökerekkel rendelkezik, különösen a 18. századi betelepítések óta, amikor a térség számos településére érkeztek német ajkú családok. A német kulturális és nyelvi örökség több helyen, például Dorog és Esztergom környékén ma is jelen van.
A roma közösség 4,261 fős létszámával a lakosság 1,57%-át képviseli. Ők a megye több településén élnek, és hozzájárulnak a régió kulturális sokszínűségéhez. A harmadik legjelentősebb kisebbséget a szlovákok alkotják 3,174 fővel (1,17%), akik több településen máig őrzik nyelvi és kulturális identitásukat.
További kisebbségi csoportok, illetve nem meghatározott etnikumú személyek összesen 1,898 főt tesznek ki, amely a lakosság 0,70%-át jelenti. Ugyanakkor a népszámlálás során körülbelül 48,000 fő (az összlakosság jelentős része) nem nyilatkozott etnikai hovatartozásáról, ami tovább árnyalja a vármegye etnikai térképét.
Az etnikai összetétel így egyrészt a magyar dominanciát mutatja, másrészt a kisebbségek hozzájárulnak a vármegye kulturális sokszínűségéhez.

### Vallás
Komárom-Esztergom vármegye lakóinak vallási összetétele 2022-ben
A vármegye vallási képe változatos, a keresztény felekezetek jelentős jelenlétével, miközben a nem vallásos lakosság aránya is meghatározó. A 2011-es népszámlálás adatai alapján a lakosság vallási hovatartozásáról részletes statisztikák állnak rendelkezésre, melyek jól tükrözik a megye vallási megoszlását és szekularizációs tendenciáit.
A legnagyobb vallási közösséget a római katolikusok alkotják 110,656 fővel, ami a teljes lakosság jelentős részét képezi. Ehhez hozzáadva a görögkatolikusok 1,227 fős közösségét, a katolikus egyházhoz tartozók száma 111,919 fő. Ez a vallási közösség így továbbra is meghatározó szerepet játszik a vármegye vallási életében.
A református egyházhoz tartozók száma 30,517 fő, ami a második legnagyobb vallási csoportot jelenti. Az evangélikus közösség létszáma 4,505 fő, míg más vallási csoportokhoz – beleértve például a buddhista, muszlim és egyéb felekezeteket – összesen 4,101 fő tartozik.
A nem vallásos lakosok aránya is jelentős, 61,384 fő vallotta magát vallástalannak, míg 4,262 fő ateistaként határozta meg magát. Ezek az adatok a megye lakosságának közel egynegyedét teszik ki, ami erős szekularizációra utal. A vallási hovatartozásukat nem nyilatkozók száma 87,880 fő, ami szintén jelentős arányt képvisel, és azt mutatja, hogy sokan nem kívántak vagy nem tudtak vallási identitásukról nyilatkozni.

Az adatok alapján látható, hogy bár a keresztény felekezetek dominálnak, a vallási és világnézeti sokszínűség is megjelenik a megyében, beleértve a kisebb vallási közösségeket és a nem vallásos csoportokat egyaránt.

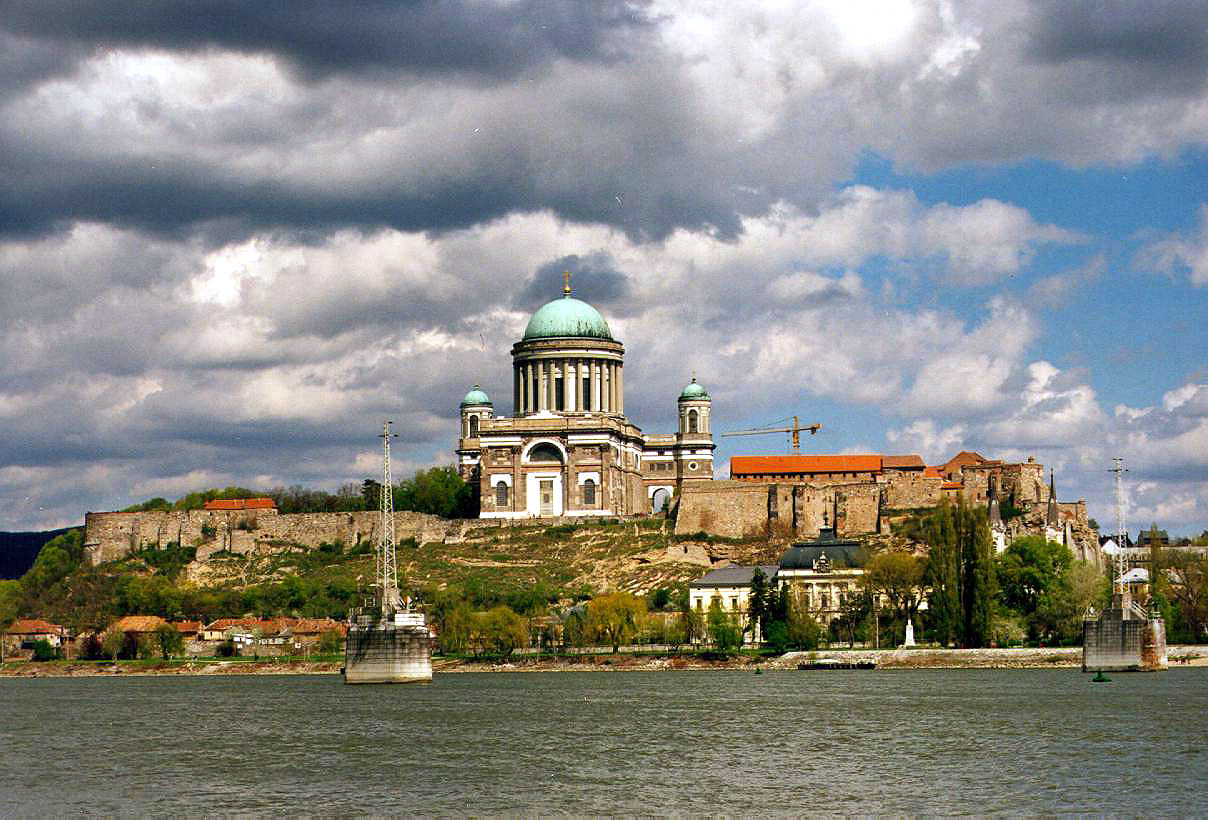
Az esztergomi bazilika
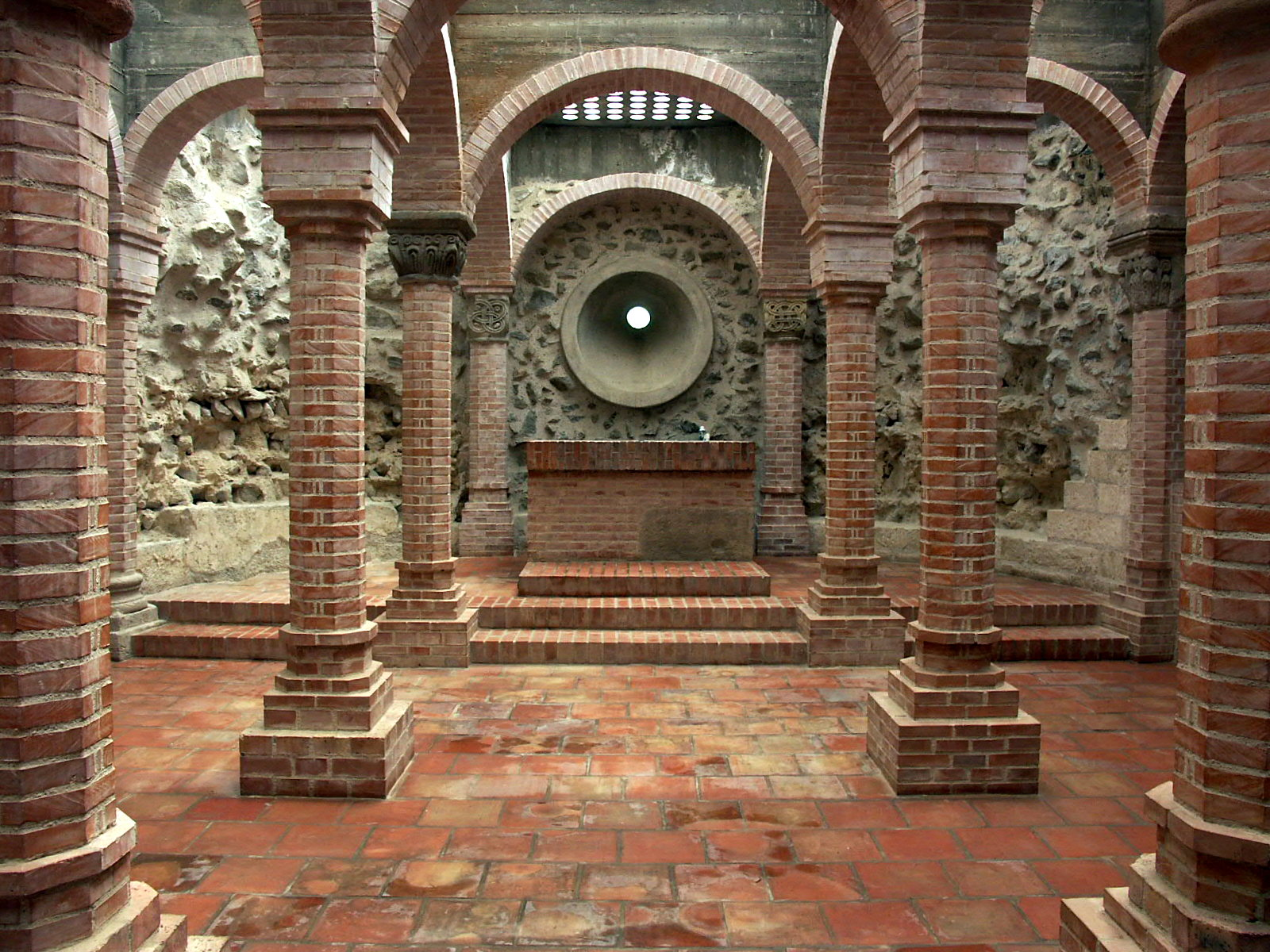
A prépostsági romok Dömösön
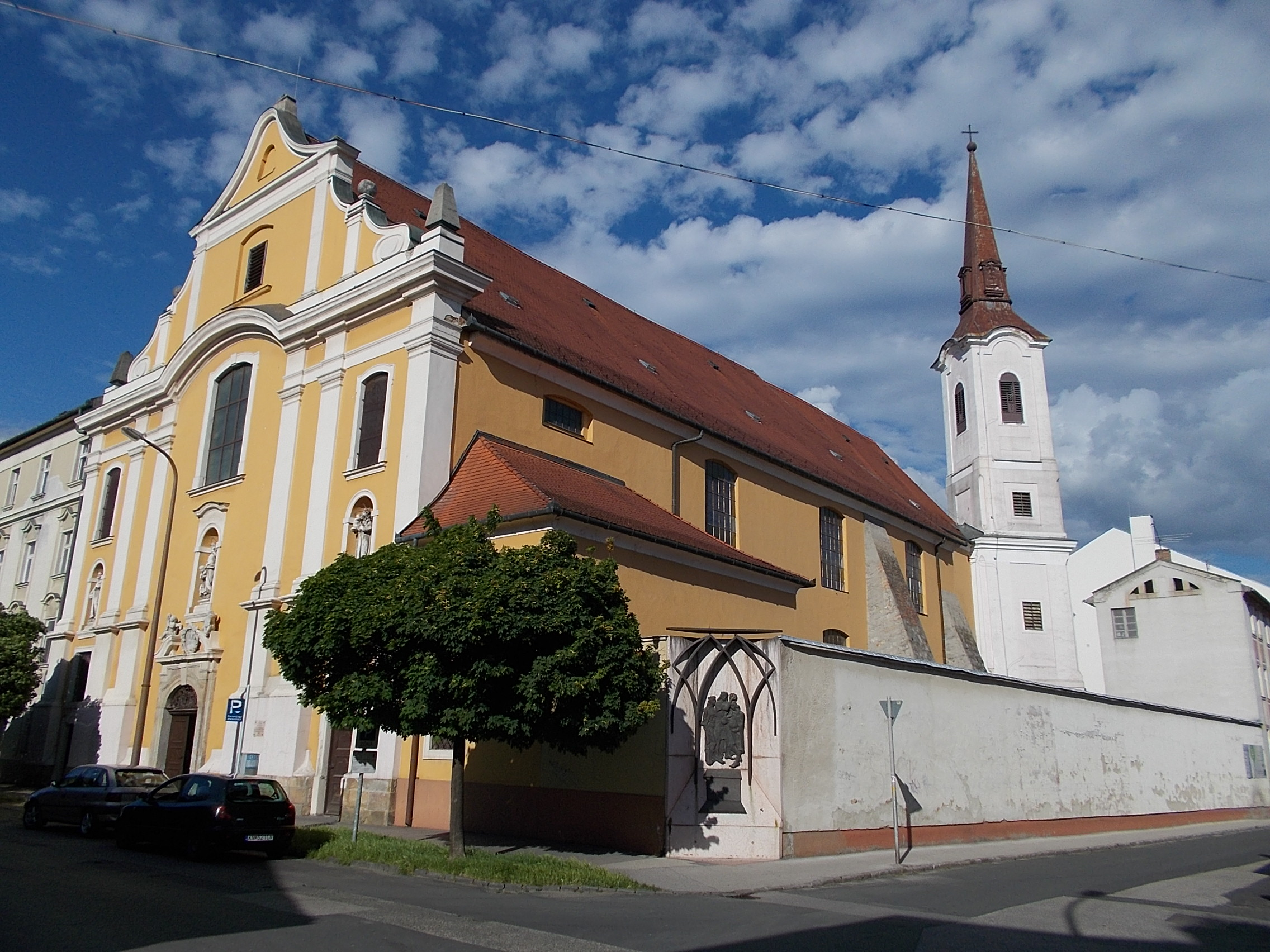
A belvárosi ferences templom
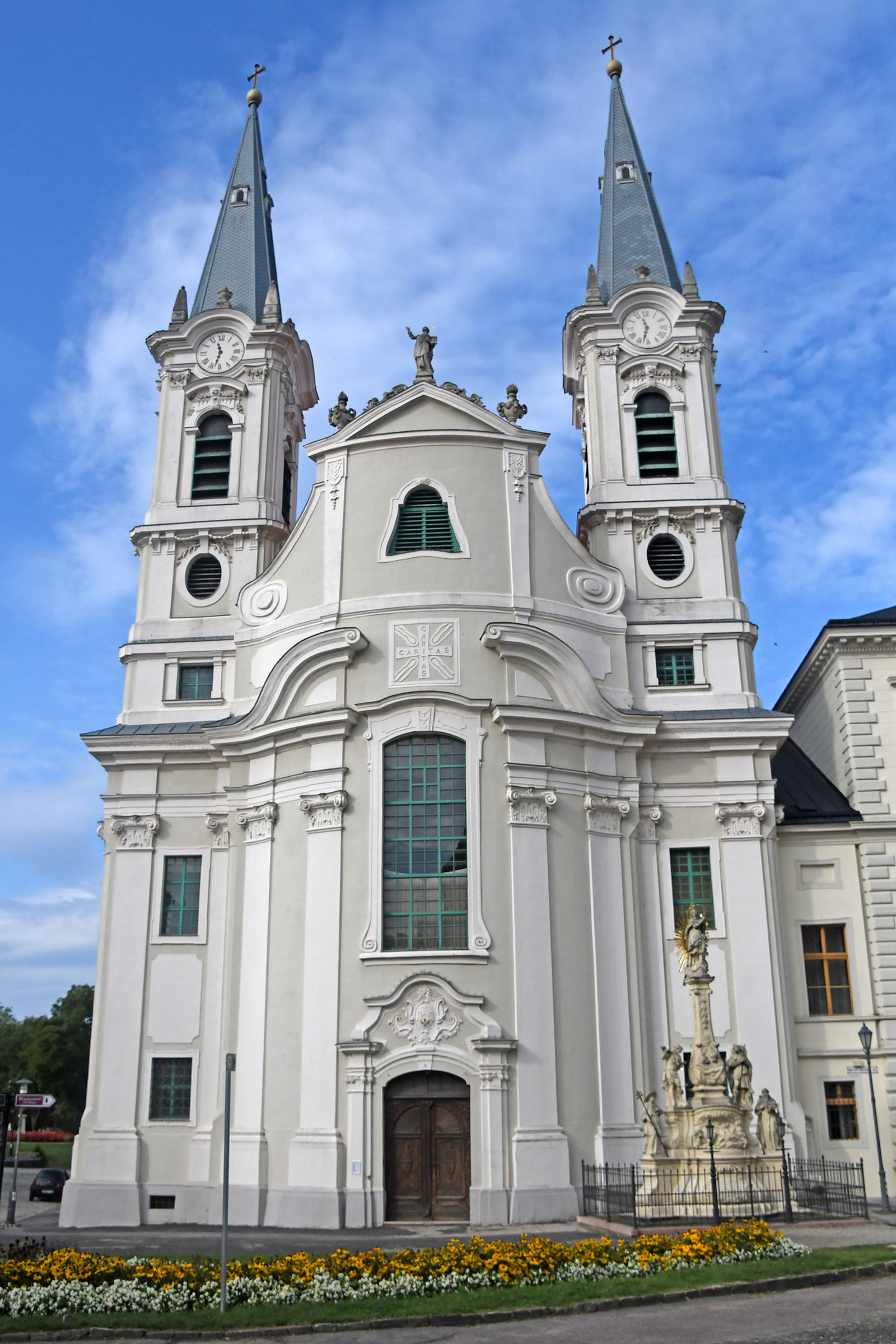
Az esztergomi Szent Ignác-plébániatemplom
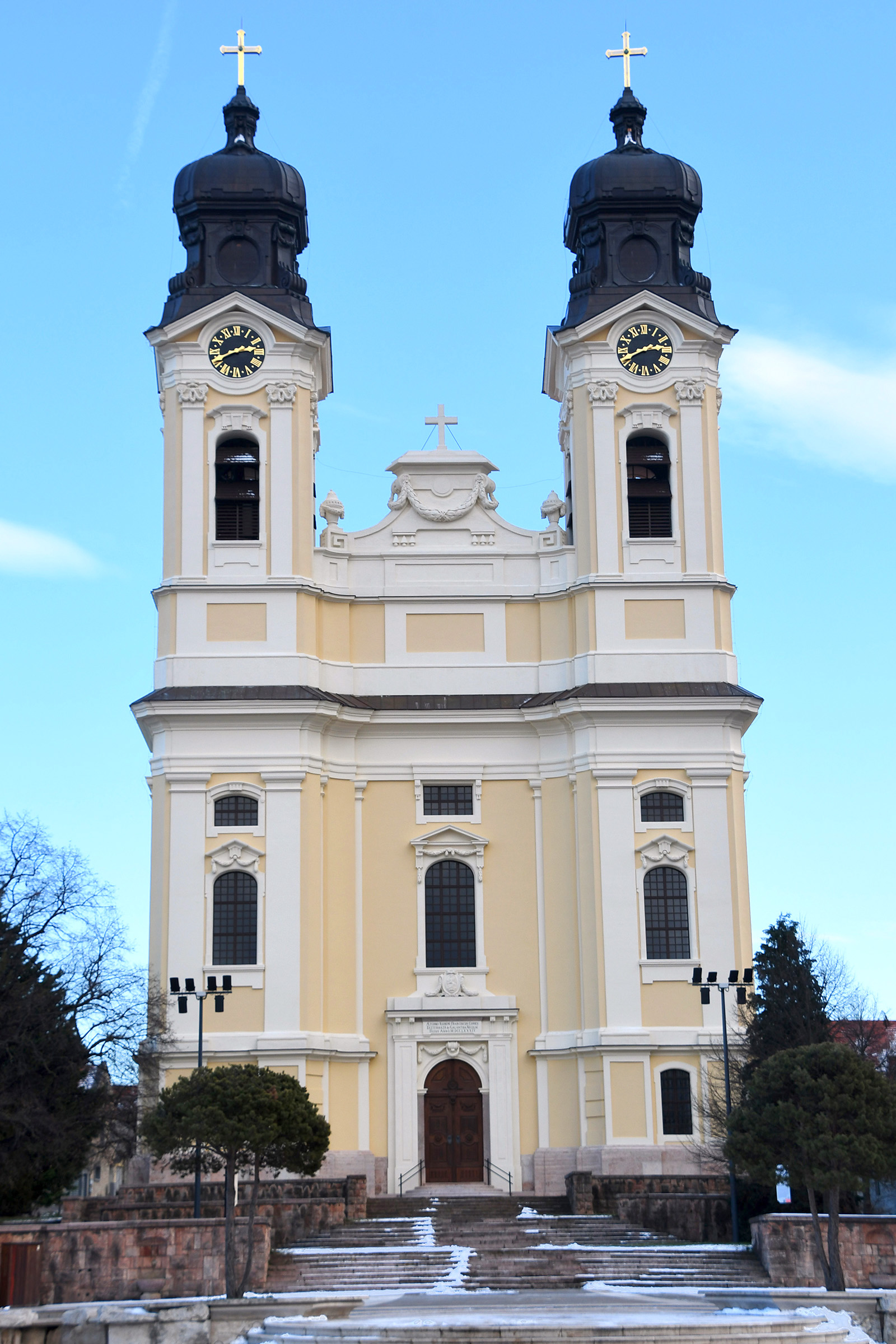
A tatai Szent Kereszt felmagasztalása templom

## Gazdaság
2005-ben a megyében volt a legmagasabb az egy főre jutó GDP 7,6 millió forint, ami az országos átlag 4,7-szerese. 
A megye legnagyobb nyereségű cégei a 2006-os adózott eredmény szerint (zárójelben az országos toplistán elfoglalt helyezés):
1. Nokia Komárom Kft. (8.)
2. Magyar Suzuki Zrt. (59.)
3. Coloplast Hungary Kft. (62.)

### Ipar
Magyarország egyik legjelentősebb ipari központja, ahol a gazdaság meghatározó ágazata az ipar. A megye ipari termelése kiemelkedő, az egy főre jutó termelési érték az országban az egyik legmagasabb. 1996-ban a bruttó hazai termék 2,4%-át állította elő. A munkanélküliségi ráta 12,1%-os volt.
A megye ipari szerkezetében vezető szerepet tölt be a gépipar és az élelmiszeripar, de jelentős a vegyipar, az energetikai szolgáltatások és a szénbányászat is. Fontos ásványkincsek közé tartozik a bauxit és a barnakőszén, amelyek hozzájárulnak az ipar fejlődéséhez.
Az ipari termelés főbb központjai közé tartozik Esztergom, Tatabánya, Oroszlány, Komárom, Lábatlan, Nyergesújfalu, Dorog, Ács, Bábolna, Gyermely és Tokod. Ezeken a településeken számos ipari vállalkozás működik, amelyek jelentős mértékben hozzájárulnak a megye gazdasági teljesítményéhez.

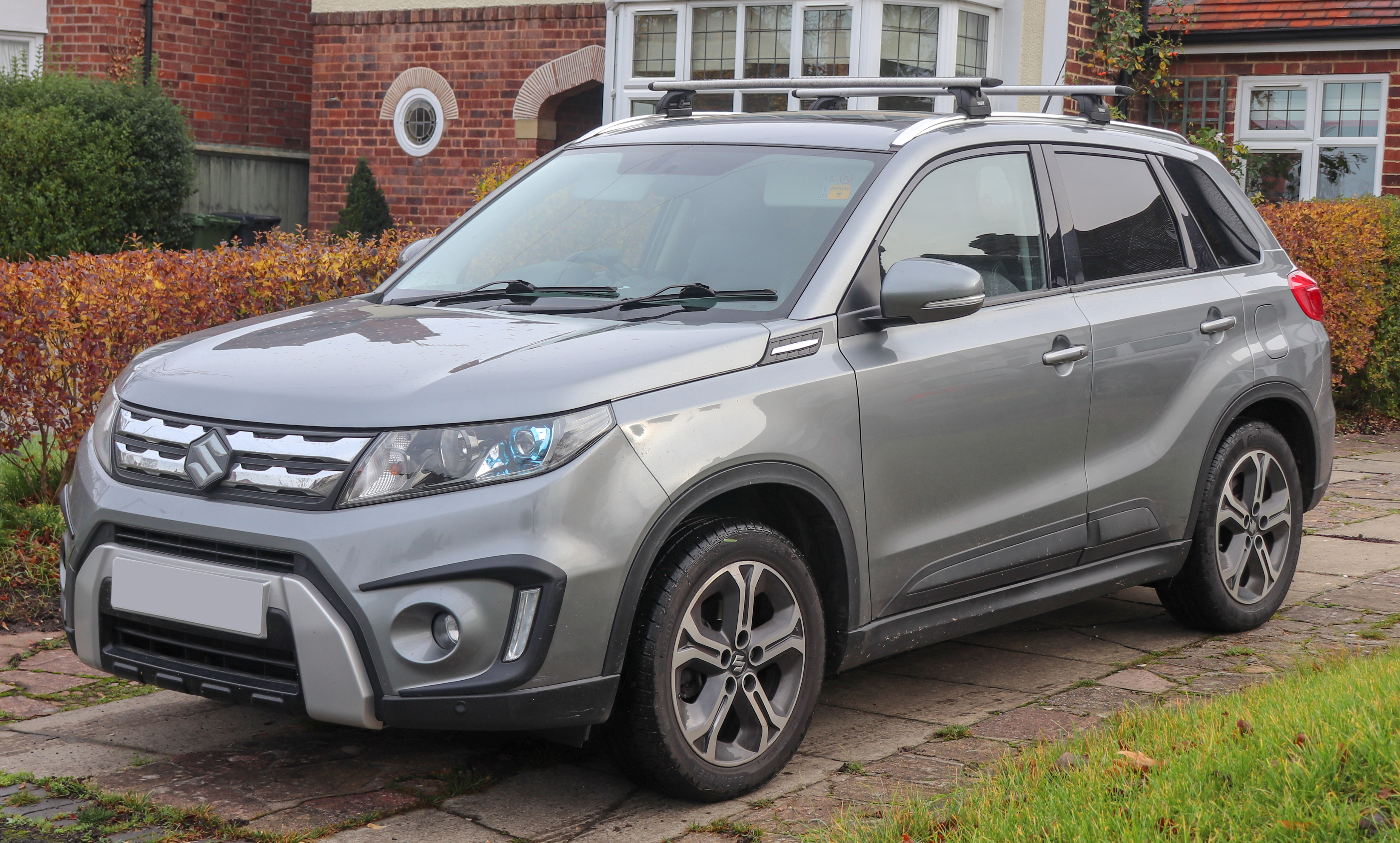
A 2015-ben bemutatott Suzuki Vitara

A Magyar Suzuki Zrt. 1991-ben alakult Esztergomban, mára pedig a hazai autóipar meghatározó szereplőjévé vált. Az üzem 1992-ben indította el a termelést, és azóta több mint 4 millió járművet gyártott, túlnyomórészt exportra – a termelés több mint 90%-a külföldi piacokra kerül. Jelenleg két modell, a Suzuki Vitara és az SX4 S‑Cross készül itt, kizárólag hibrid hajtással, az európai uniós környezetvédelmi szabályozásokhoz igazodva.
A cég az évek során nemcsak termelőegységgé, hanem fejlesztési központtá is vált: 2008-tól kezdve a Vitara és az SX4 tervezésének kulcsfázisai szintén Esztergomban zajlottak. A gyár 2024-ben több mint 111 ezer autót állított elő, illetve 2025 elején ünnepelte az 500 ezredik hybrid Suzuki legyártását is. A Magyar Suzuki az egyetlen olyan japán autógyártó az EU-n belül, amely teljes értékű gyártóbázisként működik, hazai beszállítói aránya meghaladja az 50%-ot, és jelentős szereplő a magyar gazdaságban és exportteljesítményben egyaránt.
A megye ipari fejlődését támogatja a Komárom-Esztergom Vármegyei Kereskedelmi és Iparkamara, amely különböző szolgáltatásokkal és programokkal segíti a vállalkozásokat.

### Mezőgazdaság
Mezőgazdasága a megye gazdasági szerkezetében kisebb szerepet játszik az iparhoz képest, de továbbra is jelentős tevékenység. A megye mezőgazdaságilag megművelt területe 84 970 hektár, ahol jellemzően a nagyüzemi termelés dominál.
A megye éghajlata, domborzata és talajadottságai kedvezőek a mezőgazdasági tevékenység számára. Például Mocsa településen a Mocsai Búzakalász Szövetkezet 1 200 hektáron folytat növénytermesztést, és 440 fejős tehenet számláló tejelő tehenészettel rendelkezik.
A megye mezőgazdasági termelésében a szántóföldi növénytermesztés és az állattenyésztés egyaránt jelen van. Az agrárszektorban működő vállalkozások és szövetkezetek hozzájárulnak a helyi gazdaság diverzifikációjához és a vidéki munkahelyek fenntartásához.

A 213 400 hektáros területből 103 000 ha szántó, 1400 ha kert, 4500 ha gyümölcsös és szőlő, 18 200 ha gyep, 60 900 ha erdő, 1300 ha nádas és halastó, míg 24 100 ha művelés alól kivont terület. A fő termesztett növények a búza, kukorica, cukorrépa, szálas takarmányok. Jelentős a zöldség-, gyümölcs- és szőlőtermesztés is. A megyében fontos a sertés-, szarvasmarha-, baromfi- és juhtenyésztés.

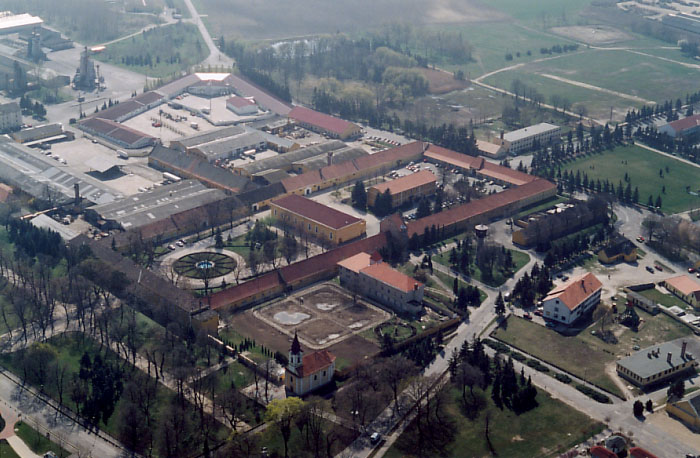
A Bábolnai Állami Gazdaság légifelvétele

### Bányászat
A megyében a bányászat hosszú ideig meghatározó gazdasági ágazat volt, különösen a szénbányászat. Tatabánya, Dorog, Oroszlány és Tokod térségében a 19–20. században intenzív barnaszén- és lignitkitermelés folyt, amely meghatározta a települések ipari fejlődését és a helyi munkaerőpiacot. Kesztölc lakosságának jelentős része is a környező bányákban dolgozott. A szénbányászat az 1990-es évekre fokozatosan megszűnt, a gazdaság szerkezete átalakult, és a helyét főként feldolgozó- és szolgáltatóipari tevékenységek vették át.
A megyében a szén mellett kőzetbányászat is jelentős szerepet játszott. A Gerecse-hegységben mészkő, bauxit és különböző ásványok kitermelése történt. Dunaalmás környékén mészkő-, Süttőn vörös márványbányászat folyt, Tokod térségében pedig kő, kavics és homok kitermelése volt jellemző. Kisebb bányák és kőfejtők – például a Kecske-kői bánya – szintén hozzájárultak a helyi építőanyag-ellátáshoz.

## Gasztronómia
A vármegye gazdag gasztronómiai hagyományokkal rendelkezik, amelyek tükrözik a régió történelmét és kulturális sokszínűségét. Az alábbiakban bemutatunk néhány jellegzetes ételt és desszertet, amelyek a megye hírnevét öregbítik.
Főételek:
- Csülkös ételek: A megye egyik legismertebb specialitása a csülök, amelyet számos módon készítenek el. Az esztergomi Csülök Csárda például olyan különlegességeket kínál, mint a csülök pékné módra, csülök tepsiben, füstölt csülök, cipóban sült csülök és káposztás csülök.[21]
- Szekszárdi ökörpofa: Ez a fogás vajpuhára párolt pofahúsból készül, amelyet erdei gombával, hagymával és zsenge zöldségekkel tálalnak, házi krumplifánkkal kísérve.

Desszertek:
- Áfonyás csók: Ez a desszert fagyival és habcsókkal rétegezett áfonyás édesség, amely különleges élményt nyújt az édesszájúaknak.[22]
- Lekváros derelye: Egy hagyományos magyar desszert, amely lekvárral töltött tésztából készül, és gyakran porcukorral meghintve tálalják.
- Dunántúli édes burgonyás rétes: Ez a rétes különlegesség édes burgonyával készül, amely a Dunántúl régiójának egyik specialitása.

Helyi alapanyagok:
- Bokodi krumpli: Az 1800-as években a bokodi burgonya híres volt kiváló minőségéről, és ma is alapvető élelmiszer a régióban.

A megye éttermei és csárdái büszkén kínálják ezeket a hagyományos ételeket és desszerteket, megőrizve ezzel a helyi gasztronómiai örökséget és bemutatva a látogatóknak a régió ízvilágát.

## Oktatás és köznevelés
Komárom-Esztergom vármegye oktatási rendszere átfogja az alapfokú, középfokú és felsőoktatási intézményeket, biztosítva a tanulók számára a megfelelő képzési lehetőségeket.

### Általános Iskolák
A vármegye általános iskolai hálózata változatos, és jól kiszolgálja a helyi lakosság igényeit. A tankerületek és a fenntartók sokszínű intézményi struktúrát alakítottak ki, amelyek biztosítják az általános iskolai oktatás megfelelő színvonalát, a korszerű infrastrukturális környezetet és a diákok fejlődését támogató programokat.
Az általános iskoláinak fenntartásáért nagyrészt a Tatabányai Tankerületi Központ felel, amely számos intézményt működtet a térségben. A központ irányítása alá tartozó iskolák között egyaránt megtalálhatók nagyobb városi iskolák és kisebb vidéki intézmények.

#### Fontosabb általános iskolák a vármegyében:
1. Ácsi Gárdonyi Géza Általános Iskola
  - Az egyik kiemelkedő intézmény a vidéki térségben. A modern eszközparkkal és innovatív oktatási módszerekkel dolgozó iskola fontos szerepet tölt be a helyi közösség életében.
2. Esztergomi Petőfi Sándor Általános Iskola
  - Esztergom egyik legismertebb általános iskolája, amely különös figyelmet fordít az idegen nyelvi oktatásra, valamint a tehetséggondozásra. Az intézmény emellett rendszeresen részt vesz kulturális és sportprogramokon.
3. Tatai Kőkúti Általános Iskola
  - Tata városának egyik legnagyobb és legpatinásabb általános iskolája. Az intézményben kiemelt hangsúlyt kap a környezeti nevelés, az informatikai képzés és az egészségfejlesztés.
4. Oroszlányi Hunyadi Mátyás Általános Iskola
  - Az iskola több évtizedes múltra tekint vissza, és számos oktatási és kulturális program révén aktívan hozzájárul a diákok fejlődéséhez. Kiemelt területük a matematika és a természettudományos oktatás.
5. Komáromi Bozsik József Általános Iskola
  - Komárom egyik vezető általános iskolája, ahol a közösségi programok és az egész napos oktatás biztosítják a diákok fejlődését. Az intézmény kiváló sporteredményekkel büszkélkedhet.

### Középiskolák
A vármegye középiskolai oktatása gazdag és sokrétű, számos gimnázium, technikum és szakképző intézmény működik a térségben, amelyek a továbbtanulást és a munkaerőpiacra való felkészülést egyaránt támogatják. A vármegye központi városaiban, Tatabányán, Esztergomban, Tatán és Komáromban találhatók a legnagyobb és legjelentősebb középiskolák, de a kisebb településeken is biztosított a középfokú oktatás. A gimnáziumok a hagyományos oktatás mellett egyre nagyobb hangsúlyt helyeznek a nyelvi, természettudományos és informatikai képzésre, míg a technikumok és szakképző iskolák a gyakorlatorientált tudás átadására koncentrálnak, szoros együttműködésben a helyi ipari vállalatokkal.
A tatabányai Árpád Gimnázium a megye egyik legismertebb és legnagyobb múlttal rendelkező középiskolája, amely magas színvonalú oktatást kínál, különösen a nyelvi és reál tárgyak terén. Számos tanuló itt készül fel a felsőoktatási tanulmányokra, miközben az iskola diákjai rendszeresen kiemelkedő eredményeket érnek el az országos tanulmányi versenyeken. Esztergom városában a Dobó Katalin Gimnázium tölti be a központi szerepet a középiskolai oktatásban. Az intézmény nagy hangsúlyt fektet a humán és természettudományos képzésre, emellett az idegennyelv-oktatás is kiemelkedő. A gimnázium több mint egy évszázados hagyományokkal büszkélkedhet, és a térség egyik meghatározó oktatási intézménye.

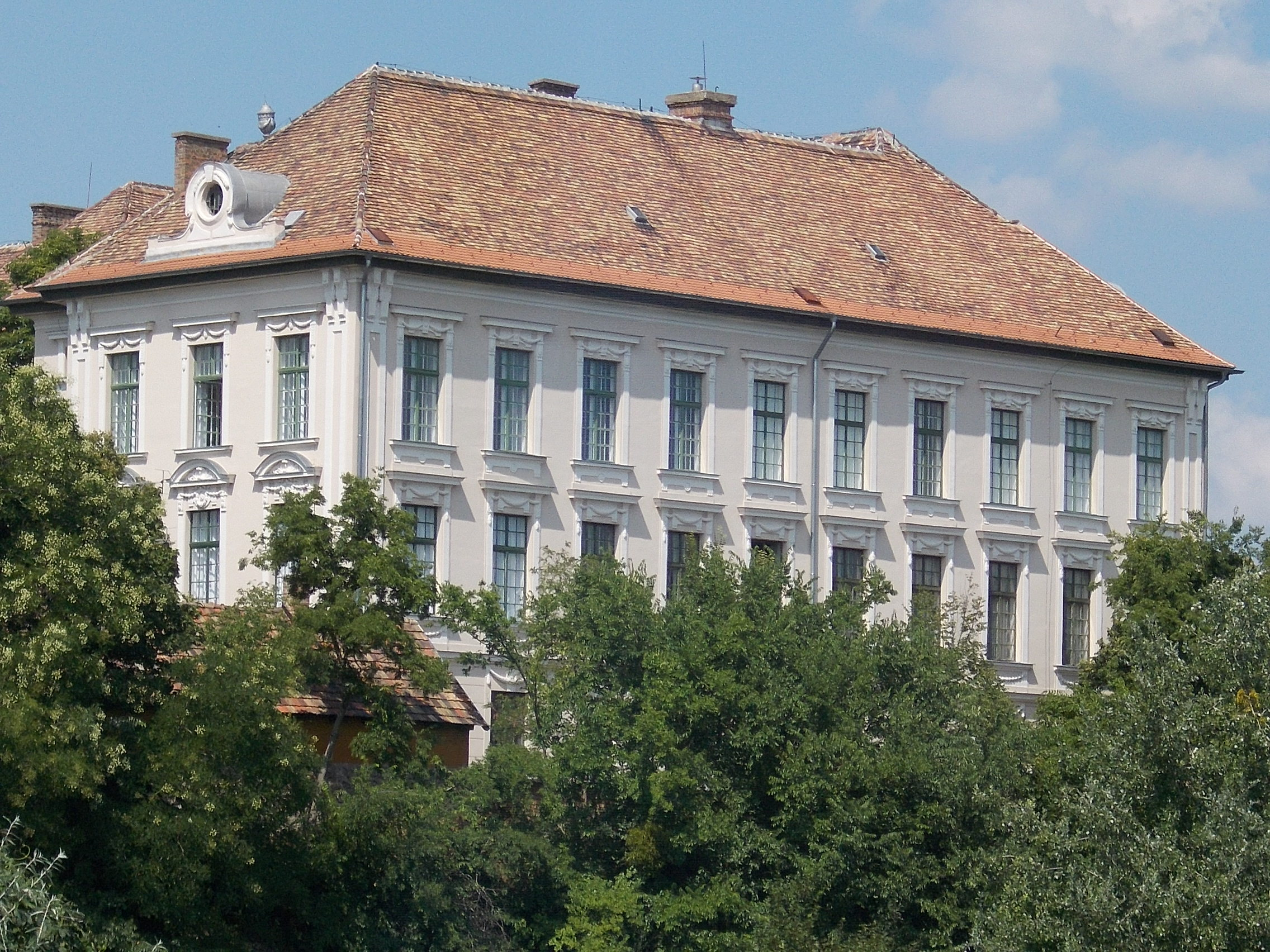
Az 1765-ben Tatán alapított Eötvös József Gimnázium

Tata városában az Eötvös József Gimnázium biztosít lehetőséget a diákok számára, ahol a nyelvi tagozatok mellett a reál tárgyak is kiemelt szerepet kapnak. Az iskola fontos kulturális központ is, hiszen számos eseménynek, versenynek és közösségi programnak ad otthont. Ugyanebben a városban működik a Tatai Református Gimnázium, amely a református értékekre építve kínál magas színvonalú oktatást, miközben a közösségépítés és az erkölcsi nevelés kiemelt szerepet kap a mindennapi működésében. Komáromban a Jókai Mór Gimnázium látja el a középiskolai képzést, ahol a diákok a nyelvi és természettudományos orientációjú osztályokban szerezhetnek korszerű tudást.
A szakképzés terén Tatabánya tölti be a központi szerepet a megyében, ahol a Tatabányai Szakképzési Centrum irányításával több technikum és szakképző iskola működik. A Bánki Donát-Péch Antal Technikum a gépészet, informatika és elektronika területén nyújt korszerű, gyakorlatorientált képzést, amely a helyi ipari vállalatokkal együttműködve biztosítja a diákok gyakorlati tapasztalatszerzését. A kereskedelem és turizmus iránt érdeklődők számára szintén Tatabányán működik a Kereskedelmi, Vendéglátóipari és Idegenforgalmi Technikum, ahol a diákok a térség vendéglátóipari vállalkozásaiban végezhetik el szakmai gyakorlatukat. Komáromban a Széchenyi István Technikum nyújt kiemelkedő képzést a logisztika, informatika és kereskedelem területén, ahol a duális képzési rendszer révén a tanulók már a tanulmányaik során bekapcsolódhatnak a helyi ipari park vállalatainak munkájába.
Az egyházi fenntartású középiskolák is jelentős szerepet játszanak a vármegye oktatási rendszerében. Az intézmények, mint a Tatai Református Gimnázium vagy az Esztergomi Kolping Katolikus Középiskola, a hagyományos értékek mellett a diákok lelki és erkölcsi fejlődésére is nagy hangsúlyt fektetnek. A kisebb településeken is működnek középiskolák, amelyek családias környezetben biztosítják a szakképzéshez és az érettségihez szükséges tudás megszerzését.
Komárom-Esztergom vármegyében a középfokú oktatás folyamatosan fejlődik, a gimnáziumok, technikumok és szakképző iskolák igyekeznek alkalmazkodni a modern oktatási követelményekhez, miközben erős kapcsolatot tartanak fenn a térség gazdasági szereplőivel. Ezáltal a diákok számára biztosított a továbbtanulás lehetősége, ugyanakkor a munkaerőpiacon is piacképes tudással léphetnek ki.

### Felsőoktatás
Felsőoktatási intézményei több fontos szereplőt is tartalmaznak, amelyek a tudományos kutatás, a szakmai képzés és a helyi gazdaság igényeihez igazodó oktatási lehetőségeket kínálnak. A megye székhelye, Tatabánya, és a szomszédos Esztergom, valamint a környező települések is fontos szerepet játszanak a térség felsőoktatási ellátottságában.
Tatabánya városában található az egyik legjelentősebb felsőoktatási intézmény, a Szent István Egyetem, amely a modern agrár- és műszaki tudományok mellett a gazdaságtudományi képzéseket is kínál. Az egyetem szoros kapcsolatot ápol a helyi ipari szektorral, különösen az autóipari és a gépészeti ágazatokkal, ami lehetővé teszi a gyakorlati képzéseket és a duális képzési programokat. A Szent István Egyetem fontos szereplője a térség gazdaságának, hiszen az itt végzett fiatalok jelentős mértékben hozzájárulnak a helyi ipari fejlesztésekhez és innovációkhoz. Az egyetem kutatásai is szoros kapcsolatban állnak a térségben működő vállalatokkal, így biztosítva, hogy a képzés során szerzett tudás naprakész és a munkaerőpiaci igényeknek megfelelő legyen.
Az Esztergomi Képző- és Kutatóközpont szintén kiemelkedő szereplője a vármegye felsőoktatási szektorának. A központ elsősorban a műszaki, informatikai és gazdasági képzésekkel foglalkozik, és fontos híd szerepet tölt be a tudományos kutatás és a vállalati világ között. Az Esztergomi Képzőközpont a helyi ipar, különösen az elektronikai és gépészeti ágazatok számára biztosít jól képzett munkaerőt, ugyanakkor a kutatási és fejlesztési tevékenységekkel hozzájárul a térség innovációs teljesítményéhez is.
A megye másik fontos felsőoktatási intézménye, a Komáromi Egyetem (más néven Közép-európai Egyetem - Komáromi Kampusz) szintén fontos szerepet játszik a régió tudományos életében. Az egyetem széleskörű képzéseket kínál a műszaki, gazdasági és bölcsészeti területeken, és az oktatás mellett kiemelt figyelmet fordít a kutatás-fejlesztési tevékenységekre. Komárom városában működő egyetem több nemzetközi kapcsolatot is fenntart, amely lehetőséget ad a hallgatóknak a külföldi tapasztalatszerzésre, valamint a globális tudományos közösségben való aktív részvételre.
A vármegye felsőoktatási intézményei az oktatási programok széles spektrumával szolgálnak a diákok számára, és a térség gazdasági és tudományos igényeihez igazodnak. A szakmai képzések mellett a kutatás-fejlesztés is kiemelt szerepet kap, mivel ezek a programok hozzájárulnak a helyi ipari szektor fejlődéséhez. Az egyetemek és főiskolák fontos szereplői a megyében működő innovációs központoknak, valamint a kutatás-fejlesztési tevékenységeknek, amelyek közvetlen hatással vannak a helyi gazdaságra és munkaerőpiacra.

#### Speciális Nevelési Igényű Intézmények
A megye gondoskodik a speciális nevelési igényű gyermekek oktatásáról is. Például a Komárom-Esztergom Megyei Óvoda, Általános Iskola, Szakiskola, Készségfejlesztő Iskola és Kollégium Hegyháti Alajos Tagintézménye Kömlődön működik, biztosítva a speciális igényű tanulók számára a megfelelő oktatást és fejlesztést.

#### Oktatásfejlesztési Tervek
A megye folyamatosan törekszik az oktatási infrastruktúra fejlesztésére és a képzési kínálat bővítésére, hogy megfeleljen a munkaerőpiac változó igényeinek és elősegítse a régió gazdasági fejlődését. Az Edutus Egyetem például kiemelt szerepet vállal a térségi innovációban és a műszaki képzések fejlesztésében.

## Sport
Sportélete gazdag és sokszínű, számos sportágban kiemelkedő klubok és csapatok működnek, amelyek jelentős hatással vannak a térség közösségi és kulturális életére.

#### Labdarúgás

Dorogi FC

A megye legjelentősebb labdarúgócsapata a Dorogi FC, amely hosszú múltra tekint vissza. A klub 1914-ben alakult, és azóta is meghatározó szereplője a magyar labdarúgásnak. Jelenleg a harmadosztályban szerepelnek, és folyamatosan dolgoznak a fejlődésükön.
Tatabányán a Komárom VSE csapata a harmadosztályban versenyez, és az Újkomáromi Sporttelepen játssza hazai mérkőzéseit. A klub színei a piros és zöld, és aktívan részt vesznek a helyi sportéletben.
A Tatai AC szintén jelentős szereplője a megyei sportéletnek. A klub labdarúgó szakosztálya közel 240 igazolt játékost számlál, és a megyei, valamint regionális bajnokságokban versenyeznek. A klub 2023/2024-es szezonra körzetközponti státuszt kapott, ami jelentős elismerés a munkájukban.
A Komáromi VSE jogelődje a Komáromi Olajmunkás SE volt, és 2000. augusztus 11-én vette fel a jelenlegi nevét. A klub színei a kék és sárga, és az Újkomáromi Sporttelepen játssza hazai mérkőzéseit.

#### Asztalitenisz
A megye asztalitenisz életében a Tatai AC kiemelkedő szerepet tölt be. A klub rendszeresen rendez versenyeket, és aktívan részt vesz a megyei asztalitenisz eseményeken.

#### Egyéb sportágak
A megye számos más sportágban is aktív, mint például a kézilabda, kosárlabda és röplabda. A helyi klubok és egyesületek folyamatosan dolgoznak a sportolási lehetőségek bővítésén és a tehetséges sportolók felkutatásán.

#### Versenypályák
A piliscsévi Retro Rally Aréna különleges élményt nyújt azok számára, akik a klasszikus autók világában szeretnék kipróbálni magukat, a pálya hossza 1400 méter. A helyszínen nem modern versenyautók, hanem az 1970-es és 80-as évek ikonikus, retró járművei várják a vezetés szerelmeseit. A pálya rally jellegű, laza burkolattal és kanyargós, változatos vonalvezetéssel, ami valódi vezetési kihívást jelent. Az élmény nem csupán autózás, hanem egyfajta időutazás is, amelyet bárki átélhet, hiszen a részvételhez nincs szükség versenyzői engedélyre.

## Infrastruktúra és közlekedés
A vármegye területén jelentős közlekedési útvonalak, nemzetközi autópálya, nemzetközi vasútvonal valamint vízi útvonal halad át.

### Autópályák
A legfontosabb tranzit útvonal az M1-es autópálya, a 81-es számú a megyét keletről nyugatra átszelő Székesfehérvárról Győrbe vezető főút, melyből Kisbérnél ágazik el a 13-as számú főút Komáromba illetve Szlovákia felé.
| Út | Európai út | Érintett települések, nagyobb kereszteződések                                                                                | Hossz  | Hossz     | Hossz | Hossz     | Térkép |
| Út | Európai út | Érintett települések, nagyobb kereszteződések                                                                                | Teljes | Elkészült | Épül  | Tervezett | Térkép |
| -- | ---------- | --- | ------ | --------- | ----- | --------- | ------ |
|    |            | Budapest – Kisigmánd (M81) – Győr (M19 / M83 / M85) – Levél (M15 / M86) – Hegyeshalom / Ausztria(M1-M7 közös szakasz nélkül) | 161 km | 161 km    | —     | —         |        |
|    |            | Szlovákia / Komárom – Kisigmánd (M1) – Székesfehérvár (M7) – Sárbogárd (M8)                                                  | 114 km | 0 km      | 0 km  | 114 km    |        |
|    |            | Szlovákia / Esztergom – Martonvásár (M7) – Ercsi (M6) – Újhartyán (M5) – Albertirsa (M4)                                     | 126 km | 0 km      | 0 km  | 126 km    |        |

### Főútak
Fontosabb megyei érdekeltségű útvonalak még: az 1-es főút, a 10-es főút, a 11-es főút, a 111-es főút, és a 117-es főút.
A vármegye vasúthálózata alapvetően a 19. század végén épült ki. Fő vonala: a Budapest–Hegyeshalom–Rajka-vasútvonal; a különböző szárnyvonalak: Budapest–Esztergom-vasútvonal, Esztergom-Komárom-vasútvonal, Tatabánya–Pápa-vasútvonal, valamint a Székesfehérvár–Komárom-vasútvonal, és a Tatabánya–Oroszlány-vasútvonal.
| Út | Érintett települések                                                                           | Hossz  | Térkép |
| -- | ---------------------------------------------------------------------------------------------- | ------ | ------ |
|    | Tatabánya – Vértesszőlős – Tata – Almásfüzítő – Komárom – Ács                                  | 177 km |        |
|    | Leányvár – Dorog – Tokodaltáró – Tát – Nyergesújfalu – Lábatlan – Süttő – Neszmély – Dunaalmás | 75 km  |        |
|    | Pilismarót – Esztergom                                                                         | 72 km  |        |
|    | Kisbér – Nagyigmánd – Komárom                                                                  | 29 km  |        |
|    | Bakonysárkány – Kisbér – Ászár                                                                 | 81 km  |        |
|    | Esztergom – Dorog                                                                              | 8 km   |        |
|    | Dorog – Tát                                                                                    | 16 km  |        |

### Légi közlekedés
A vármegyében jelenleg nincs nagy, kereskedelmi forgalmat lebonyolító repülőtér. A légi közlekedés elsősorban két kisebb sportrepülőtérhez kapcsolódik: az Esztergom Repülőtérhez és a Kecskédi Repülőtérhez. Ezek a létesítmények főként sport- és hobbi célokra, pilótaképzésre, vitorlázórepülésre és ejtőernyős tevékenységekre szolgálnak.

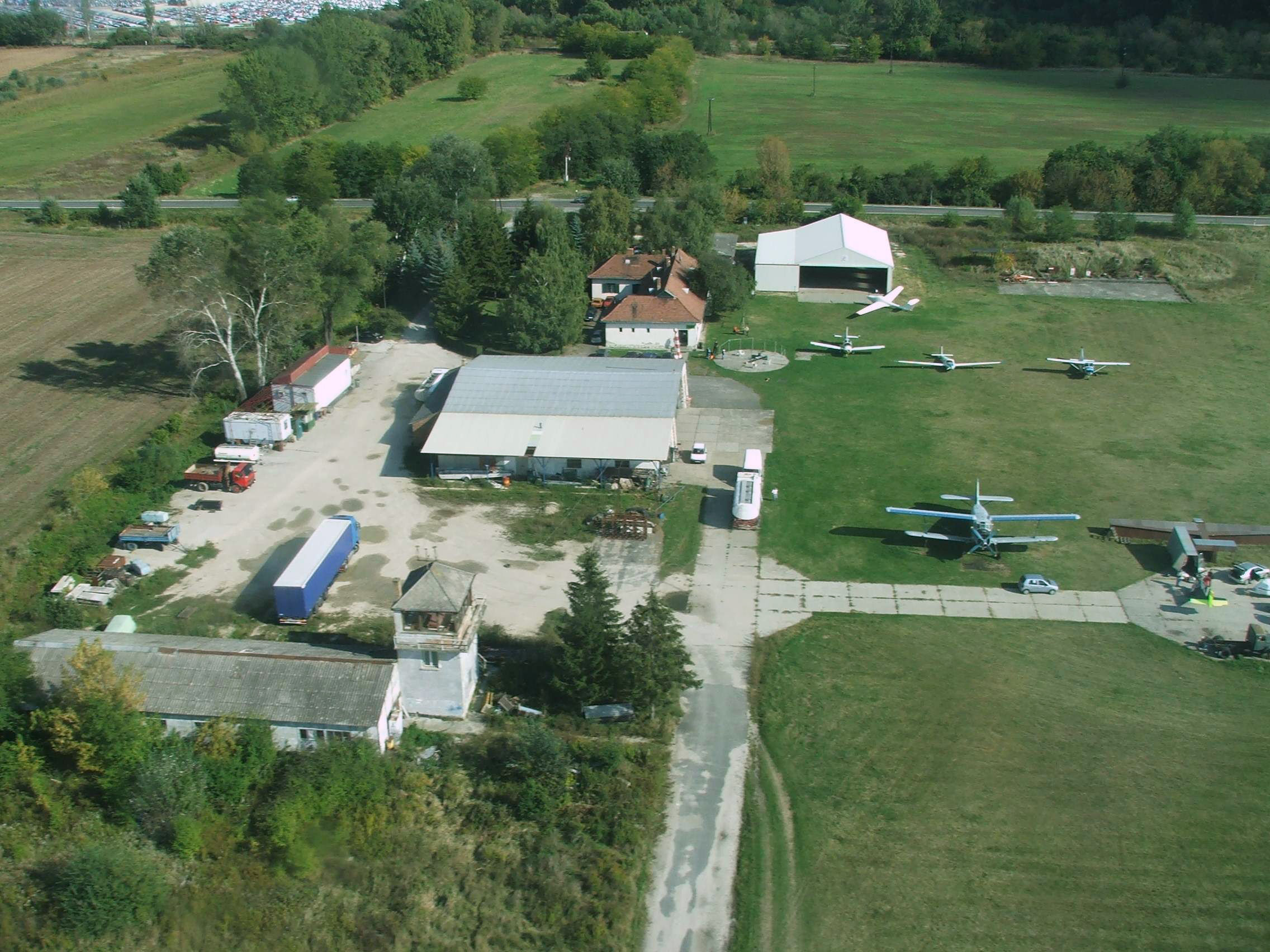
Az esztergomi Id. Rubik Ernő repülőtér

Az esztergomi repülőtér mintegy 113 méter tengerszint feletti magasságban fekszik, füves pályája körülbelül 1000 méter hosszú és 80 méter széles. A kecskédi repülőtér pályája 1200 méter hosszú és 50 méter széles, szintén füves borítású. Mindkettő alkalmas kisebb légijárművek fogadására, de nem rendelkeznek kereskedelmi járatok fogadására alkalmas infrastruktúrával.
A megyében lakók és az ide érkezők kereskedelmi repülőjáratok igénybevételéhez elsősorban a Budapest Liszt Ferenc Nemzetközi Repülőteret használják, amely Esztergomtól mintegy 82 kilométerre, Komáromtól körülbelül 127 kilométerre található. Emellett a közeli külföldi repülőterek, például a pozsonyi (BTS) vagy a bécsi (VIE) repülőtér is elérhető alternatívát kínálnak.

### Vízi közlekedés
A megye területén a Duna folyása alsószakasz jellegű. Sok kisebb szigettel, és kikötésre alkalmas partvonallal. A hajók az év nagy részében vesztegelnek a vízen, kedvező vízjárásra várva, s többnyire a kikötőket sem veszik igénybe.
A megyét északról a Duna zárja le, de a megye hajóközlekedése nem menetrendszerű. Korábban jelentős teherforgalma volt, az ipari üzemek termékeit szállították el (timföldet, kőolaj termékeket) A Dunán időnként turistajáratok jönnek fel Budapest irányából. A Sirály szárnyashajó is csak májustól szeptember végéig közlekedik. Ezenkívül a Mahart-Esztergom Kft. Budapest és Esztergom között üzemeltet sétahajójáratokat.

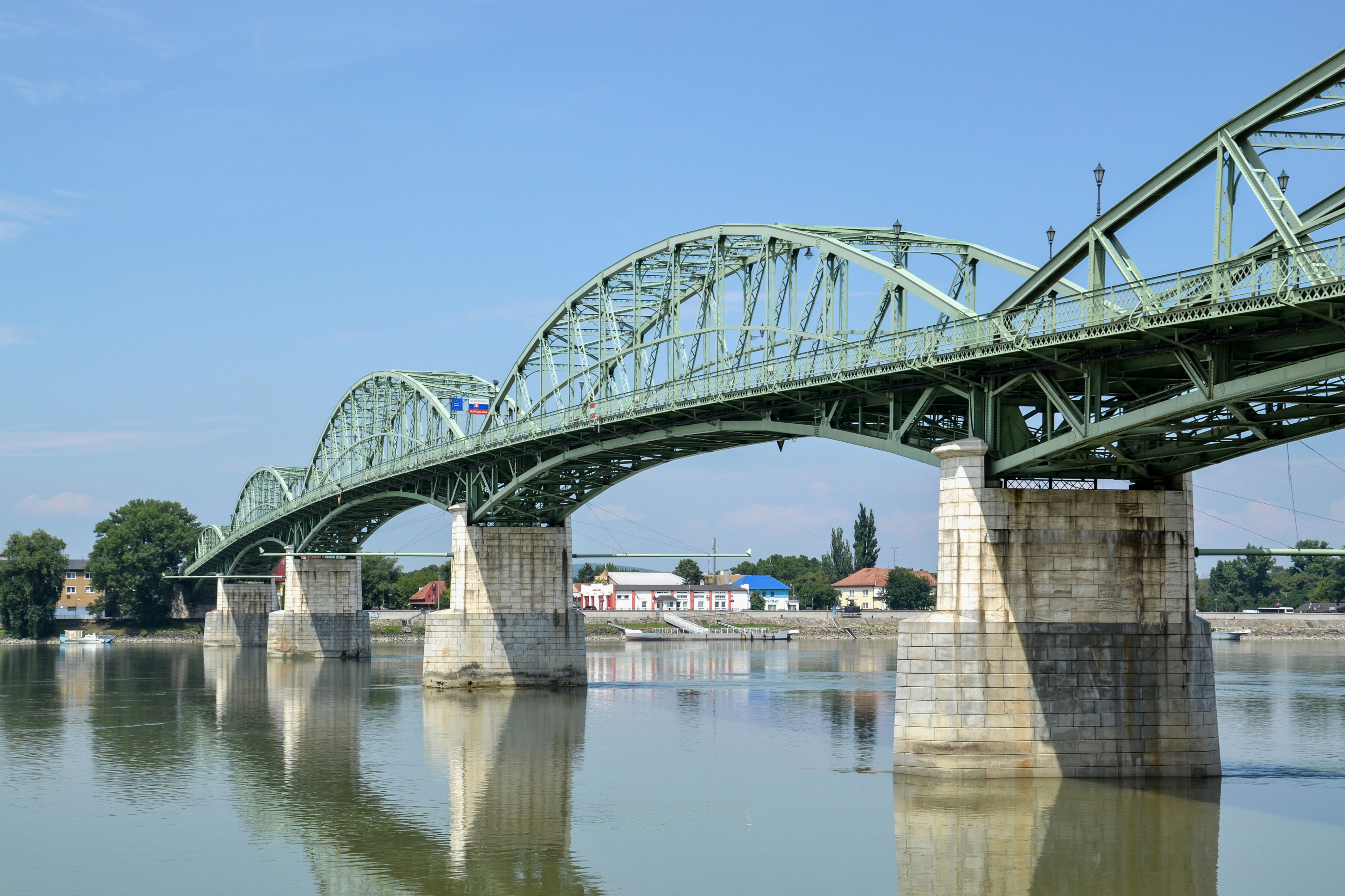
A Mária Valéria híd a legfontosabb összekötettést létesíti Esztergom és Párkány között

Holland és német kereskedők már a magyar Duna-szakaszon is megjelentek hajószállítási szolgáltatásaikkal (a MAHART visszaszorult és nincsen magyar szállodahajó). Elmondhatni, hogy a nyugatiak nyertek a csatornán, de a magyar vállalkozók nem készültek fel arra, hogy éljenek a csatorna kínálta lehetőségekkel. Az Európai Unió a VII. közlekedési folyósnak tartja. A hozzá kapcsolódó keletebbre eső Duna-szakaszok fejlesztésére pénzt ad, de Magyarország a vízlépcső-botrány miatt egyelőre semmilyen fejlesztést nem hajlandó végezni, holott pont a német példa mutatja, hogy van környezetbarát megoldás a hajózhatóvá tételre.
A Dunán Szlovákia felé közúti személyforgalom az Esztergomot és Párkányt összekötő Mária Valéria hídon, valamint a két Komáromot összekötő Erzsébet hídon zajlik le. A vasúti forgalom pedig a Komáromnál lévő vasúti összekötő hídon bonyolódik le.

### Csővezetékes szállítás
A korábban működő Komáromi Kőolajipari Vállalat szőnyi telepére a nyers kőolajat Kápolnásnyéktől 68 km hosszan szállították.Az éves kapacitása 1 millió tonna felett volt.

### A megye közlekedési helyzete 1945 után
A második világháború után Magyarország romokban hevert. Az emberek első nagyobb feladata a romok eltakarítása, és a helyreállítási munkák elvégzése volt. Elsőbbséget élvezett a közlekedési utak javítása, rendbetétele.

#### A vasúti közlekedés helyzete
A helyreállítás legfontosabb területe a vasút volt. A kommunista párt kiadta a jelszót, hogy „Arccal a vasút felé!” Ebben a megyében is, a visszavonuló németek maguk mögött szétrombolták az épségben megmaradt vasúti pályát, és felrobbantották a kis hidakat is, amelyeken keresztül haladtak.
1944 októberétől gyakran ismétlődő bombatámadások érték Komáromot, főleg a hadászati objektumnak tekintett vasútállomást. Október 15-én a mai teherpályaudvar nagy része leégett, de ezt a németek karbantartó részlege a gurító kivételével rendbe tette. Ezután a németek átvették a parancsnokságot, félve attól, hogy a vasutasok szabotálni fogják a németországi szállításokat. Március 19-én teljesen lebombázták a teherpályaudvart, úgy, hogy hamarosan helyreállítani nem lehetett. 1945. március 28-án a szovjet csapatok elfoglalták Komáromot. Újra kellett indítani a forgalmat. A vasutasok ismét szolgálatra jelentkeztek, de a csekély forgalom miatt sokan feleslegessé váltak. Nem bocsátották el őket, hanem helyreállító brigádokat szerveztek. 1945 májusára helyreállt a forgalom, de minden vonattal 10-12 fékező is utazott, mert csak olyan kocsikat tudtak alkalmazni, melyek a háború után itthon maradtak, mert a vagonok többségét nyugatra vitték. A Csehszlovákia felé menő forgalom 10 évig szünetelt, mert addigra tudták helyreállítani a dunai hidat.
A komáromi vasútállomás irattára 1956-ban megsemmisült. Ezért adatokat a forgalomról csak 1957 után lehetséges közölni.
| Megnevezés               | 1957   | 1969      |
| ------------------------ | ------ | --------- |
| darabáru (tételek száma) | 5242   | 6328      |
| a darabáru súlya (q)     | 22.598 | 36.280    |
| feladott kocsirakomány   | 2769   | 4190      |
| ennek súlya (q)          | 19.585 | 1.014.000 |
| beérkező kocsirakomány   | 10920  | 10.255    |
| ennek súlya (q)          | 33.790 | 40.860    |

1958-ban megindult a határforgalom is. A közös ügyek rendezésére új épületet emeltek. A magyar társadalom konszolidációjával a forgalom (személy- és áruszállítás) növekedésnek indult. Ez tovább nőtt a nemzetközi forgalom megindulásával. A közelben lévő Almásfüzitői Timföldgyár és a Komáromi Kőolajipari Vállalatnak iparvágánya van. A timföld és a kőolaj szállításához speciális kocsik kellenek, ezért csak ezek szállításáról gondoskodott a MÁV. (Ez többlet teherkocsit nem kötött le az áruszállításhoz.) A mezőgazdaság átszervezése is megnövelte a szállítási feladatokat, mert 1938-ban az ipar és a mezőgazdaság összesen 37-40 millió tonna árut mozgatott meg, addig 1969-ben 111 millió tonna áru elszállítására volt igény.
A mezőgazdaság termékeit feldolgozó ipari vállalatok közül az ácsi cukorgyár II. világháború előtti vagonszükséglete 3-6 ezer darab volt, míg 1969-ben 20-21 ezer vagon volt. A gabonaszállításra megállapítható, hogy az 1950-es években gabonaimportra szorultunk, addig 1969-ben Komáromból az NDK-ba irányuló szállítás 200.000 tonna volt.

#### A közúti közlekedés állapota
A második világháború után a megye közútjai egy-két kivétellel nem szenvedtek olyan súlyos károkat, mint a vasút, de európai vonatkozásban korszerűtlenek voltak. Kezdetben természetes volt, hogy az utak járhatóságára fordítódott a nagyobb figyelem. A strukturális átalakítás, amely az ipar, a mezőgazdaság és a társadalom életében végbement, maga után vonta az utak korszerűsítését is.
Ebben az időszakban a megye közúthálózata a következő képet mutatta.
| Közutak neme     | 1965 | 1968 |
| ---------------- | ---- | ---- |
| pormentes (km)   | 442  | 699  |
| makadám út (km)  | 318  | 69   |
| kiépítetlen (km) | 31   | 31   |

A II. világháború előtt a közúti forgalomban a személy-, és teherfuvarozást magánvállalkozók végezték. Például 1938-tól 1940-es években Tatabányán Pupi Béla végzett helyi forgalmú személyszállítást a 70. számú népbolttól-Tatabánya középső vasútállomásig. Később ezt a tevékenységet kiterjesztette Tatáig. A lakossági igények kielégítésére Tatabányán 1948. március 15-től Városi Tanács Közlekedési Vállalat néven indult közösségi közlekedés. A vállalatnak induláskor 2 db Rába Speciál gépkocsija volt. A kocsik a süppedős, korszerűtlen makadámutakon közlekedtek menetrendszerűen 30 perces követéssel. Az útvonaluk Tatabánya-felső vasútállomástól a II. számú erőműig tartott.
|  | Bővebben: Tatabánya tömegközlekedése |

1951. június 15-én a városi járat közhasznú irányítás alá került MÁVAUT néven. Az új vállalat a MÁVAUT budai főnökségének tatabányai kirendeltsége lett. A kirendeltség 8 db gépkocsival kezdte meg működését. Összetétele szerint: 2 db MNN-Diesel, 2 db Rába Speciál, 2 db Hentschel-Diesel, 1 db Rába Super és 1 db B.B. Ford (tartalékként) üzemelt. Befogadóképességük 24 főtől 80-ig váltakozott. A járatok vonalvezetését az akkor meglévő vasútállomások és üzemek kiszolgálása határozta meg. 1952-ben jelentős kapacitás növekedés állt be: 16 db Ikarus 30 és CSD 350 típusú gépkocsikkal. Az új gépjárművek egy része a helyi forgalmat erősítette, más részükkel a környező községek lettek bekapcsolva közforgalmú illetőleg bányászjáratok forgalmába. Tatabányán a városi utakban ekkor még magas emelkedők voltak, amit az utak korszerűsítésével megszüntettek.
A teheráru forgalmat a TEFU néven ismert állami vállalt bonyolította le. Országosan 1949-ben alakult meg, a megyében 1951. március 1-jén. Ebbe olvadtak bele az egykori MATEOSZ tagjai. Kirendeltséggé való átalakításuk 1951 és 1956 között történt meg.
A személy-, és a teherforgalom közös irányítás alá 1953-ban került. Ez az Autóközlekedési Igazgatóság volt győri székhellyel. Az addig egymástól függetlenül működő TEFU, és a MÁVAUT, összevonásával. Ezután Komárom megyében a TEFU 62. számú Autóközlekedési Vállalat működött. A tatabányai körzetben 67. számú Autóközlekedési Vállalat néven futott.
Az ötvenes évek második felében rohamosan növekedett a városok lakossága. Ez a közlekedés bővítését és korszerűsítését vonta maga után. Ekkor Tatán és Tatabányán periodikus közlekedés alakult ki, míg a többi városban Komáromban, Esztergomban és Oroszlányban a járatok menetrendi közlekedési ideje részben periodikus, részben az egyes üzemek, intézmények igényéhez igazodott.
Az 1961-es év jelentős volt a Komárom megyei közúti közlekedés szempontjából. A két közlekedési vállalatot összevonták. Az új neve: 18. számú Autóközlekedési Vállalat lett. Ennek a cégnek 3 üzemegysége volt Tatabányán, Tatán és Dorogon. Komáromban ebben az évben indult meg a helyi személyszállítás egy gépjárművel és egy útvonalon. A járat a vasútállomástól a gyermekvárosig közlekedett.

### Az „új gazdasági mechanizmus” hatása a közlekedésre
Több ötlet, újítás született az 1968 körüli években a közlekedés megreformálására.
A vasúti teherforgalomban bevezették a körzetesítést. Ennek az volt a lényege, hogy a meglévő vasúti pályaudvarok közül egyet körzeti állomásnak neveztek ki, s ehhez csatolták a menetrendszerűen személyszállító autóbuszok végállomásait. A teherforgalomban a teheráruk továbbításához a teherautókat. Ezt példával megvilágítva: Komárom gócponti állomás lett. Hozzátartozott többek között: Ács, Szőny Csémpuszta, Almásfüzitő-felső. A személy- és gyorsvonatok Komáromban állnak meg. Ha az előzőekben felsorolt településekről, vagy azokra akarnak utazni, akkor a komáromi pályaudvarra autóbusszal érkeznek meg, illetve utaznak haza. A teherforgalomra vonatkozó példa: Ha Süttőről valaki egy vagon (200 q) terméskövet vásárolt és Csémpusztától 2 km-re lévő telkére akarta elszállítani, akkor ezidáig a következő utat tette meg. Az árut Süttőn vagonba rakták és elszállították Komáromig. Itt a gurítón átirányították, Csémpusztára. Ott kirakták és lófogattal elszállították a telekre. A körzetesítés után a süttői terméskövet már Komáromban átrakják tehergépkocsira és az közvetlenül a telekre szállította az árut.
A másik feladat a vágányok elsőrangúvá tétele volt. Ez azt jelentette, hogy a 42 kg/m súlyú síneket 48 kg/m súlyúakra cserélték ki. Ez vonatkozott a Komárom–Székesfehérvár vasútvonalra, ami lehetővé tette, hogy a Rijekára vagy a Balatonra közlekedő gyors és nemzetközi vonatok Budapest érintése nélkül is eljuthattak Székesfehérvárra. Az elsőrangúvá tételhez tartozott a váltó- és biztosító-berendezések modernizálása is.
A legnagyobb hatású változtatás a dízelesítési program volt. Ez a Székesfehérvár–Komárom és az Esztergom–Komárom közötti vasútvonalakra vonatkozott. Ennek érdekében a komáromi fűtőházat már 1967-ben átalakították. A gőzmozdonyokat ténylegesen 1975-ben vonták ki a forgalomból.
Nem érdektelen megemlíteni, hogy a 60-as évek vége felé milyen volt a forgalmi helyzet.
| Megnevezés                                          | 1960   | 1969   |
| --------------------------------------------------- | ------ | ------ |
| Utasszám (ezer főben)                               | 38.474 | 54.228 |
| a szállított súly (1000 tonnában)                   | 1707   | 4166   |
| személykocsik üzemanyag fogyasztása (1000 literben) | 2,5    | 5      |
| Üzemanyag kutak száma                               | 10     | 12     |

A 18. sz. AKÖV az évtized végén mely a megye tömegközlekedésében meghatározó volt, az alábbi mutatókkal rendelkezett: A személyszállításban a dorogi üzemegység 37, a tatai pedig 20 autóbusz gépkocsival üzemelt. A darabárus forgalomba (teherforgalomba) pedig 77 települést (a megyében az összest) vonták be, amelyekben a hét egy vagy több napján menetrendszerűen megfordultak.

## Híres szülöttei
- I. István magyar király (975 körül – 1038. augusztus 15.) az utolsó magyar fejedelem és az első magyar király
- Szent Piroska (Esztergom, 1088 – Konstantinápoly, 1134. augusztus 13.) Árpád-házi magyar királylány,  I. László magyar király és Adelhaid rheinfeldi hercegnő elsőszülött leánya, Komnénosz II. János bizánci császár felesége
- III. Béla magyar király (Esztergom, 1148 körül – Székesfehérvár, 1196. április 23.) Magyarország és Horvátország királya 1172 és 1196 között
- Boldog Özséb (Esztergom, 1200 körül – Szentkereszt, 1270. január 20.) a pálos rend megalapítója
- Boldog Jolán (1235 körül – 1298. június 11.), az Árpád-házból származó magyar királyi hercegnő, klarissza apáca
- Szent Kinga (Esztergom, 1224. március 5. – Ószandec, 1292. július 24.) Árpád-házi királylány, magyar szent. IV. Béla király lánya, Szent Margit és Boldog Jolán nővére, Lengyelország és Litvánia védőszentje
- V. László magyar király (Komárom, 1440. február 22. – Prága, 1457. november 23.) Ausztria hercege 1440-től, majd első főhercege 1453-tól, cseh király 1453-tól, valamint Magyarország királya 1444-től haláláig
- Sinelli Imre (Komárom, 1622. június 29. – Bécs, 1685. február 25.) kapucinus, Lipót császár bizalmasa, bécsi püspök
- Kollonich Lipót (Komárom, 1631. október 26. – Bécs, 1707. január 20.) nyitrai, majd bécsújhelyi püspök, a magyar kamara elnöke, a magyar ellenreformáció vezéralakja
- Bottyán János (Esztergom, 1643 körül – Tarnaörs, 1709. szeptember 26. vagy 27.) magyar katona, nemzeti hős, kuruc generálisként a Rákóczi-szabadságharc legendás hadvezére
- Jókai Mór (Komárom, 1825. február 18. – Budapest, Erzsébetváros, 1904. május 5.) a márciusi ifjak egyike, regényíró, a „nagy magyar mesemondó”, országgyűlési képviselő
- Bánki Donát (Bakonybánk, 1859. június 6. – Budapest, 1922. augusztus 1.) magyar gépészmérnök, feltaláló és műegyetemi tanár. Korának egyik legnagyobb gépészmérnöke, a hidrogépek, kompresszorok és gőzturbinák szerkezettanának professzora
- Lengyel Árpád (Pilismarót, 1886. március 19. – Budapest, 1940. szeptember 8.) orvos, az RMS Carpathia hajóorvosa a Titanic tragédiájának idején; a mentésben kulcsszerepe volt, a Carpathiára érkező túlélőket ő fogadta
- Reviczky Gábor (Tatabánya, 1949. március 28. –) a Nemzet Művésze címmel kitüntetett, Kossuth- és Jászai Mari-díjas magyar színművész
- Palik László (Tatabánya, 1962. január 13. –) sportriporter, újságíró, üzletember, tereprali-versenyző, a Hungaroring Zrt. volt elnöke
- Szijjártó Péter (Komárom, 1978. október 30. –) magyar politikus, 2002 óta országgyűlési képviselő, 2010-től Orbán Viktor miniszterelnök személyes szóvivője, 2012-től külügyi és külgazdasági ügyekért felelős államtitkár, 2014-től külgazdasági és külügyminiszter
- Pápai József vagy Pápai Joci (Tata, 1981. szeptember 22. –) Balázs János-díjas roma származású magyar énekes

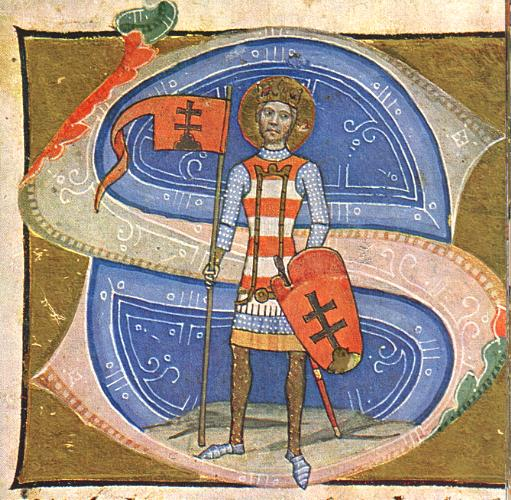
I. István magyar király
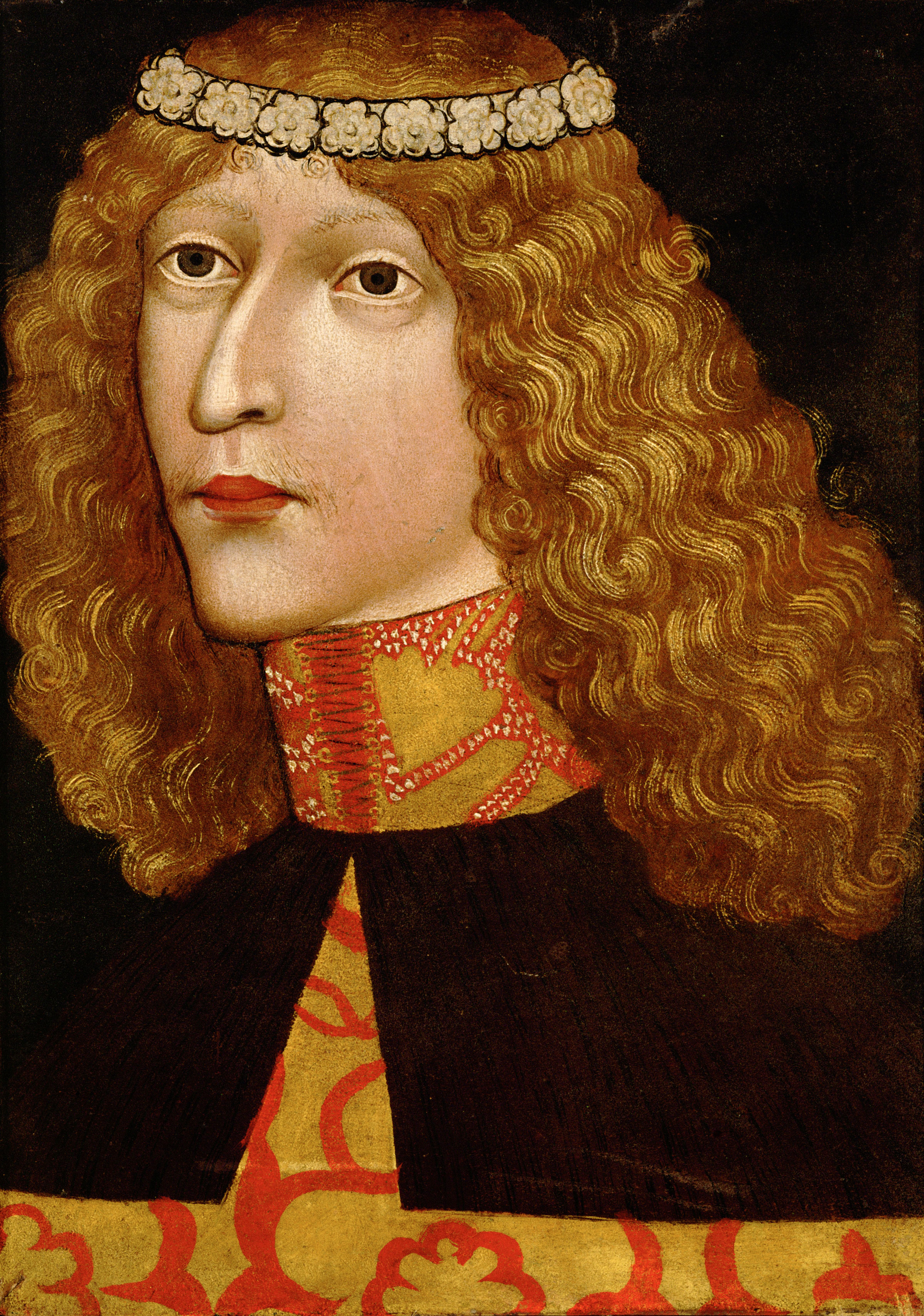
V. László magyar király
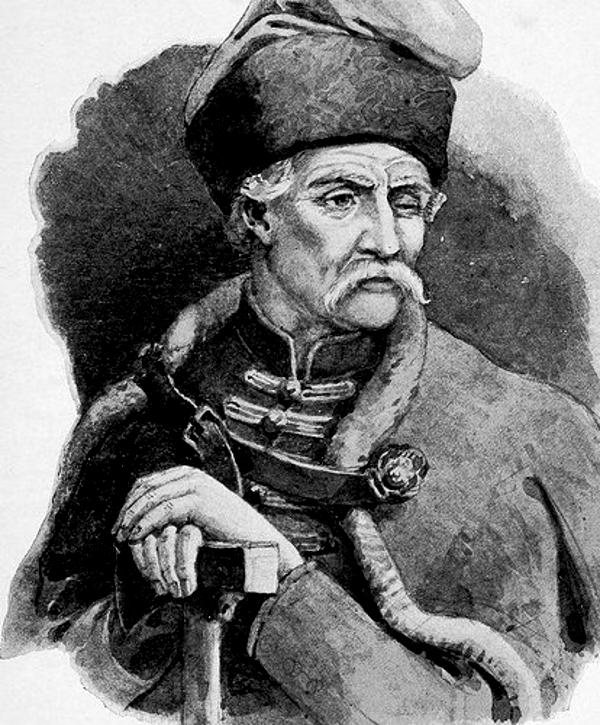
Bottyán János
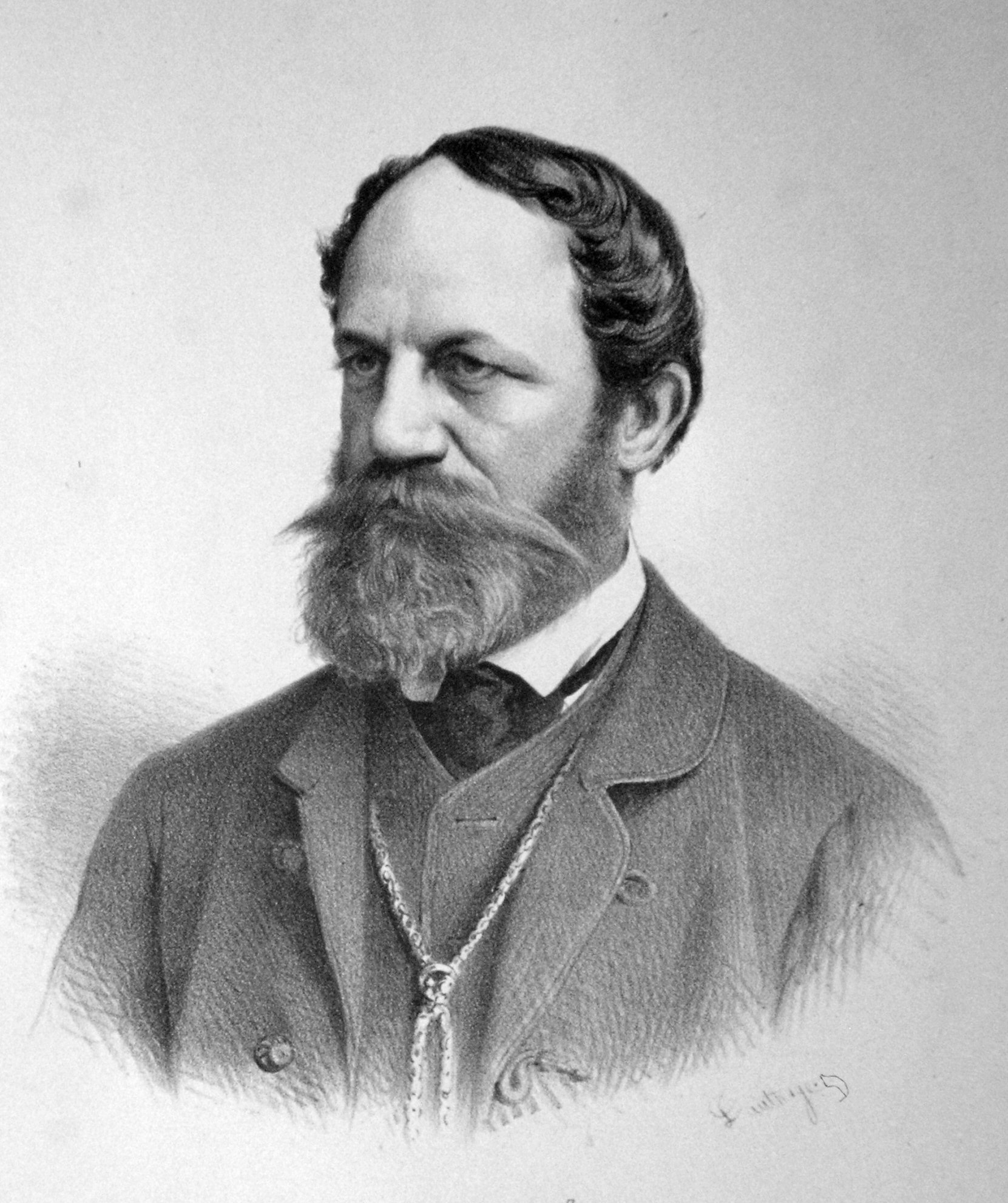
Jókai Mór
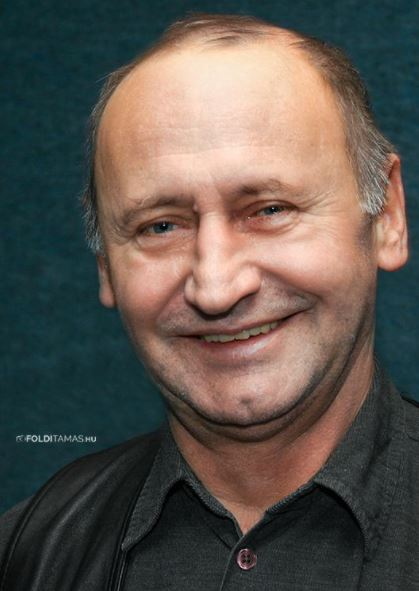
Reviczky Gábor

## Kultúra
Lásd még: a Komárom-Esztergom vármegyei múzeumok listája és a Komárom-Esztergom vármegyei kulturális programok listája cikkeket

### Turizmus
Lásd még: a Komárom-Esztergom vármegye turisztikai látnivalóinak listája cikket
Komárom-Esztergom vérmegye a magyarországi turisztikai régiók közül a Közép-Dunántúl- és a Budapest–Közép-Duna-vidék régiókba tartozik, fő vonzerejét a számtalan műemlék, a természetvédelmi területek és annak kirándulóövezetei, az ezeréves Esztergom műemlékei, a Dunakanyar, a tatai Öreg-tó, az erdővel borított hegyek és a vértesszőlősi előemberleletek jelentik.
Komárom város legfőbb nevezetessége a komáromi erődrendszer, részei egyrészt a történelmi Komárom két vára Szlovákiában, másrészt az ahhoz kapcsolódó erődök a Duna jobb oldalán, a mai magyarországi Komárom területén. Az 1848–49-es forradalom és szabadságharc kiemelkedő eseménye volt az Óvár és Újvár hősies védelme és a három komáromi csata. Ezt követően a Duna két partján a Habsburg Birodalom legerősebb katonai erődrendszere épült ki, amely 200 000 fős hadsereg befogadására is alkalmas volt. A bal parti várakkal szemben, Szőny mellett (ma Komárom, Magyarország) felépült a Csillagerőd, a Monostori erőd és az Igmándi erőd (mindhárom erőd ma látogatható). Kisbér városának nevezetességei közül a legkiemelkedőbb, a Nagyboldogasszony római katolikus templom. A település barokk stílusú római katolikus temploma, mely két csonka toronnyal rendelkezik, 1783-ban épült. Gyönyörű késő barokk főoltárát és copf stílusú gazdagon díszített szószékét 1788-ban készítették. A templomot 1825-ben gróf Batthyány Antal József klasszicista stílusban átépíttette és toronnyal bővíttette. A templomot 1938-ban Döbrentei Gábor tervei alapján freskókkal díszítették, üvegablakait 1982-ben Mohay András festette. Oroszlány város legfőbb nevezetessége a Majk külterületében található. A majki műemlékegyüttes (Majkpuszta) területén található, valaha kamalduli szerzetesek éltek falai között, különálló kis cellaházakban. A barátlakokon kívül a komplexum része a templomból megmaradt, ma csonkán álló torony, illetve a főépület is, amelynek falai között – miután II. József rendelete nyomán a rendet megszüntették – az Esterházyak alakították ki vadászkastélyukat. Tata városát gyakran a  „Vizek városa”-ként is szokták nevezni, barokkos képét az Esterházy család uralma idején nyerte el, ebből az időszakból származik a Szent Kereszt-plébániatemplom illetve az Esterházy-kastély. További látnivalói a Kálvária-kápolna, a víztorony, a Kapucinus-templom, az Öreg vár és az Öreg-tó, a vízi vágóhíd, az Angolkert, a Kiskastély, a Pálma ház és az 1510-ben Tatán lezajlott országgyűlés emlékét őrző Harangláb is. Vértesszőlős település neve az 1960-as években vált ismertté szerte a világon, ugyanis ekkor fedezték fel az előemberrel, Samuval kapcsolatos lelet-együttest. Több ezer éves leleteket őrzött a föld négy egymás feletti rétegben. Mivel az előember nem tudott tüzet gyújtani, így a villámcsapás által keltett tüzet őrizte szálláshelyén. Valószínűsíthetően ez az első nyom a Földön, mely a tűz használatára utal. 1965 tavaszán a régész, dr. Vértes László (1914–1968) további leletekre akadt. A Samu névre keresztelt Homo erectus  átmenet a felegyenesedő és az értelmes ősember között. A szabadtéri múzeum jelenleg a Magyar Nemzeti Múzeum kiállítóhelye.
Esztergom városa egy a Duna folyam partján található kikötőváros, egykori magyar főváros, az esztergomi érsek székvárosa, a római katolikus egyház magyarországi központja. A híres Bazilikája Európa harmadik legnagyobb temploma a római Szent Péter-bazilika illetve a londoni Szent Pál-katedrális után, 5660 négyzetméter alapterületével egyúttal Magyarország legnagyobb egyházi épülete is, valamint a magyar katolikus egyház főszékesegyháza a Esztergom-Budapesti főegyházmegyében. Igen értékes emléke a bal oldali kápolnája, a Bakócz-kápolna, amelyet Packh János épített be az épületbe, és ami az egyetlen épségben fennmaradt magyar reneszánsz épület. A város további nevezetességei, a várhegyen található középkori vár, a  Széchenyi-tér épületei, a Víziváros épületei valamit Esztergom török emlékei is.

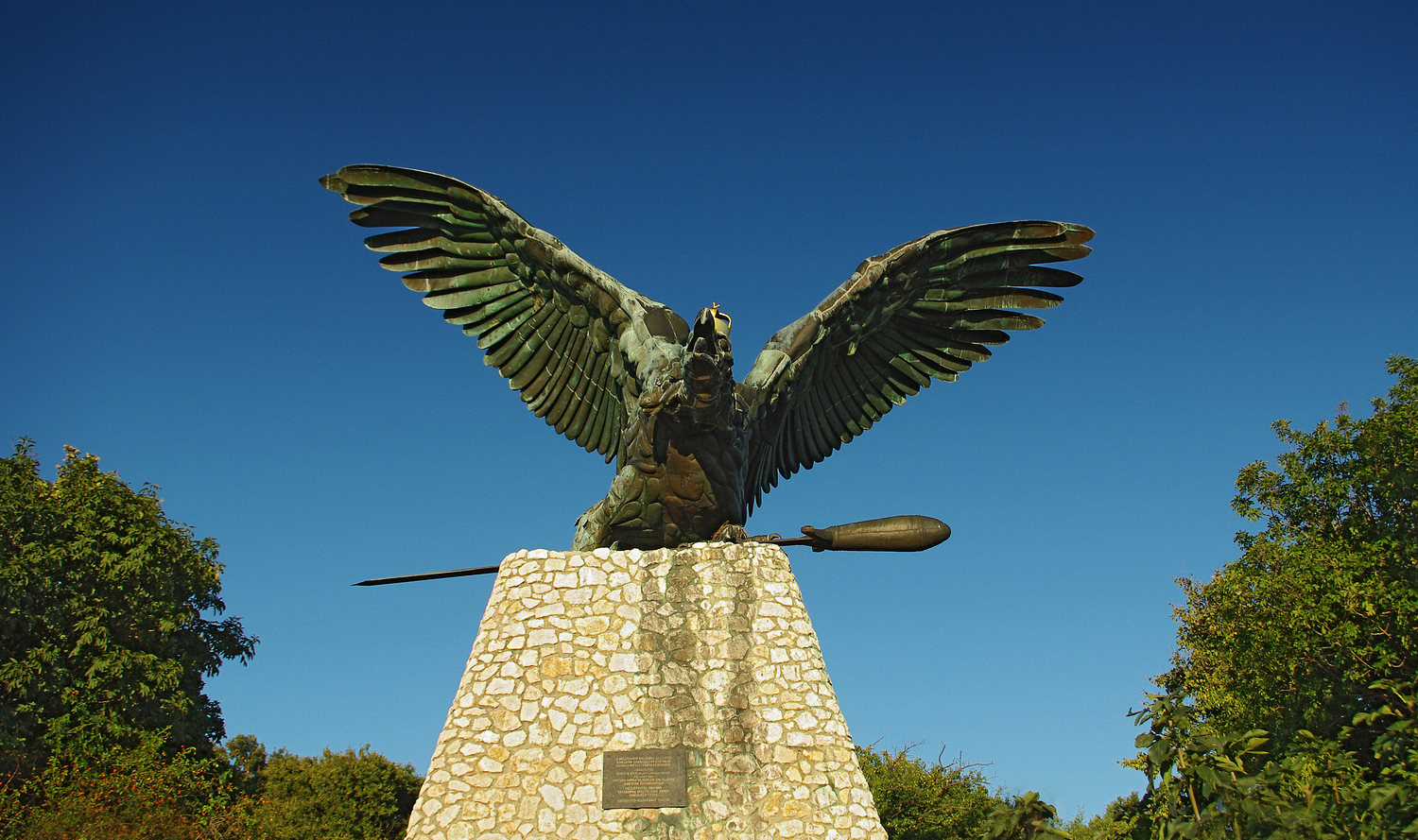
Tatabánya, a vármegyeszékhely
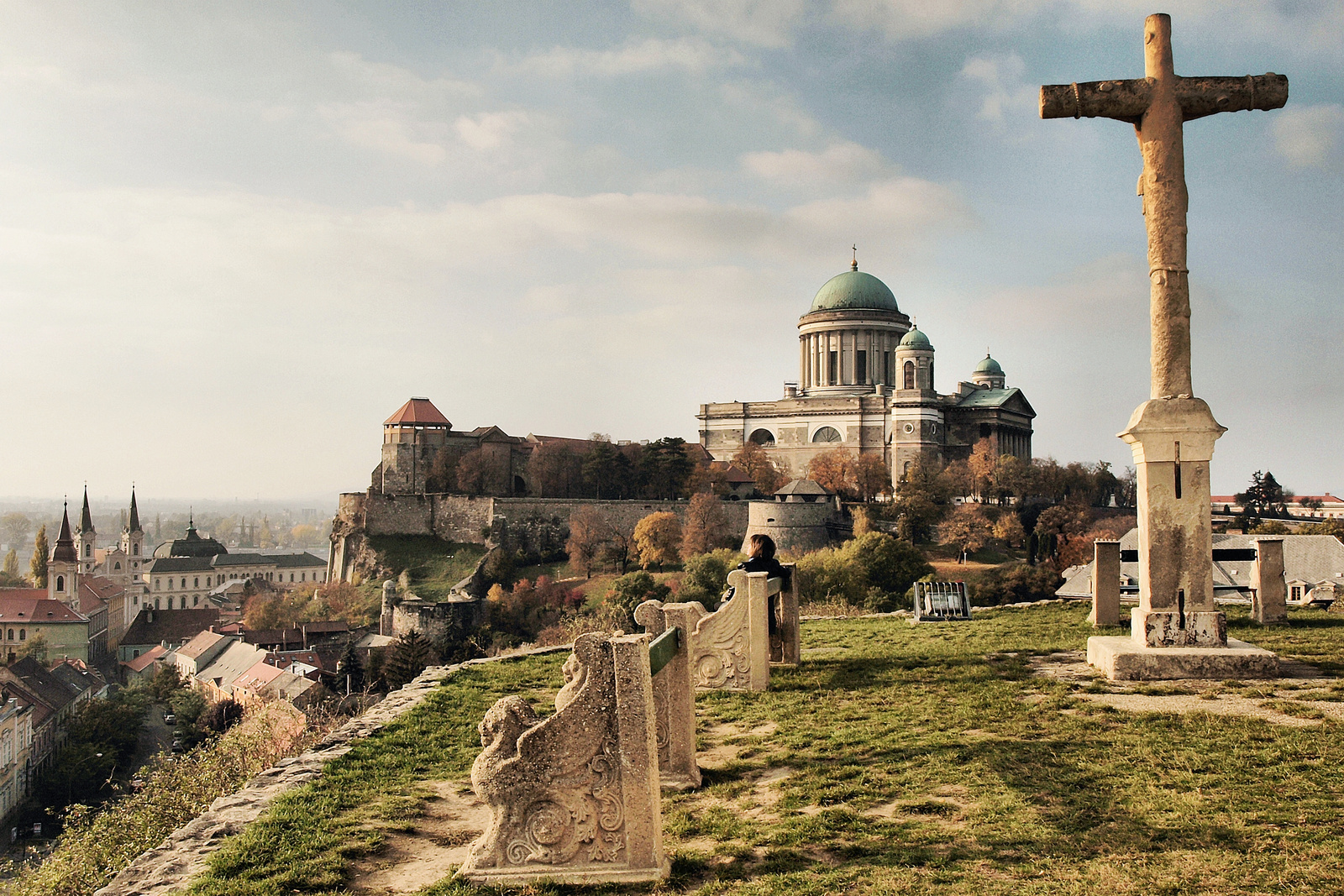
Az esztergomi Várhegy és a Víziváros, előtérben a bazilika és a vár
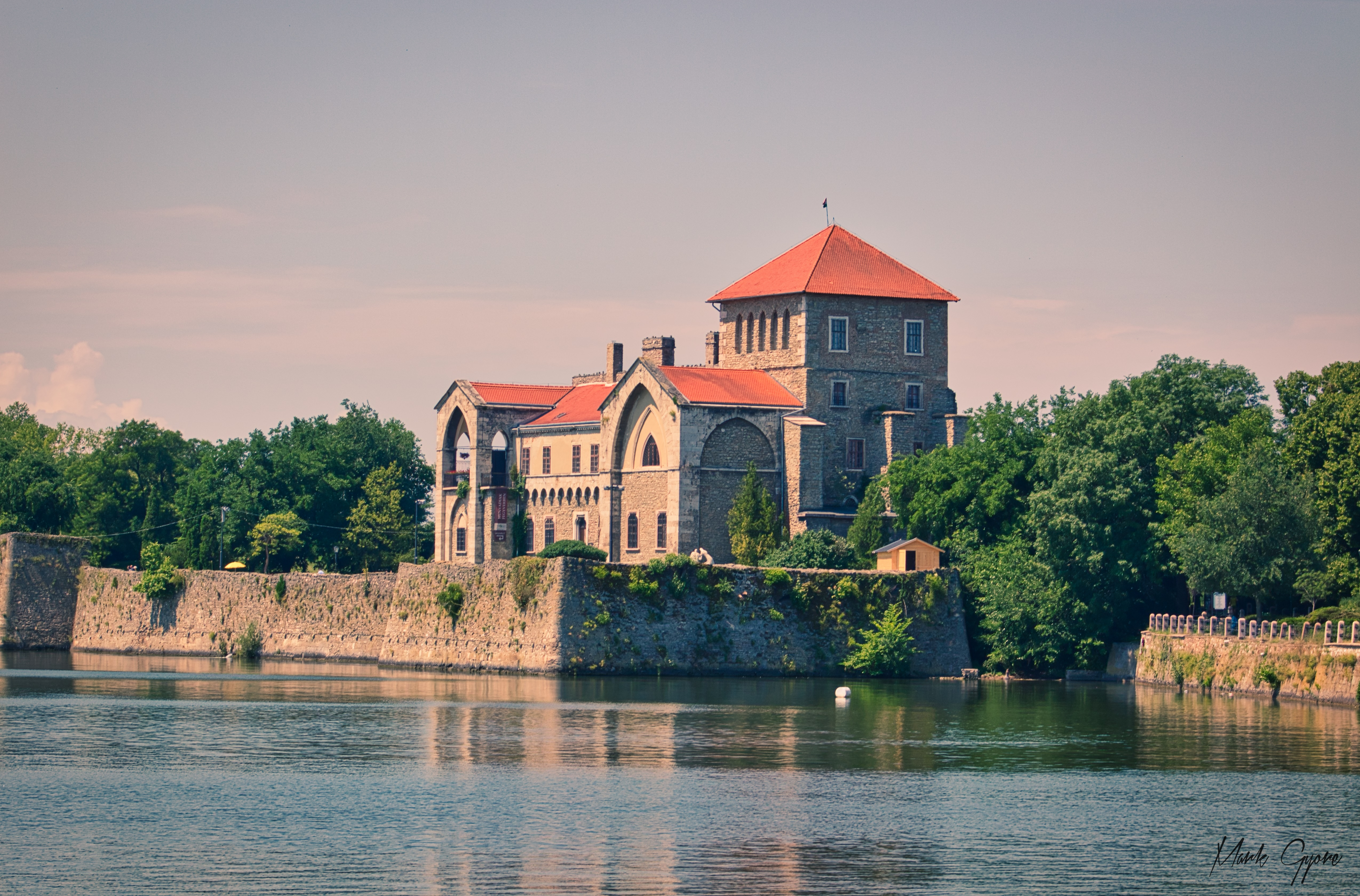
A tatai vár
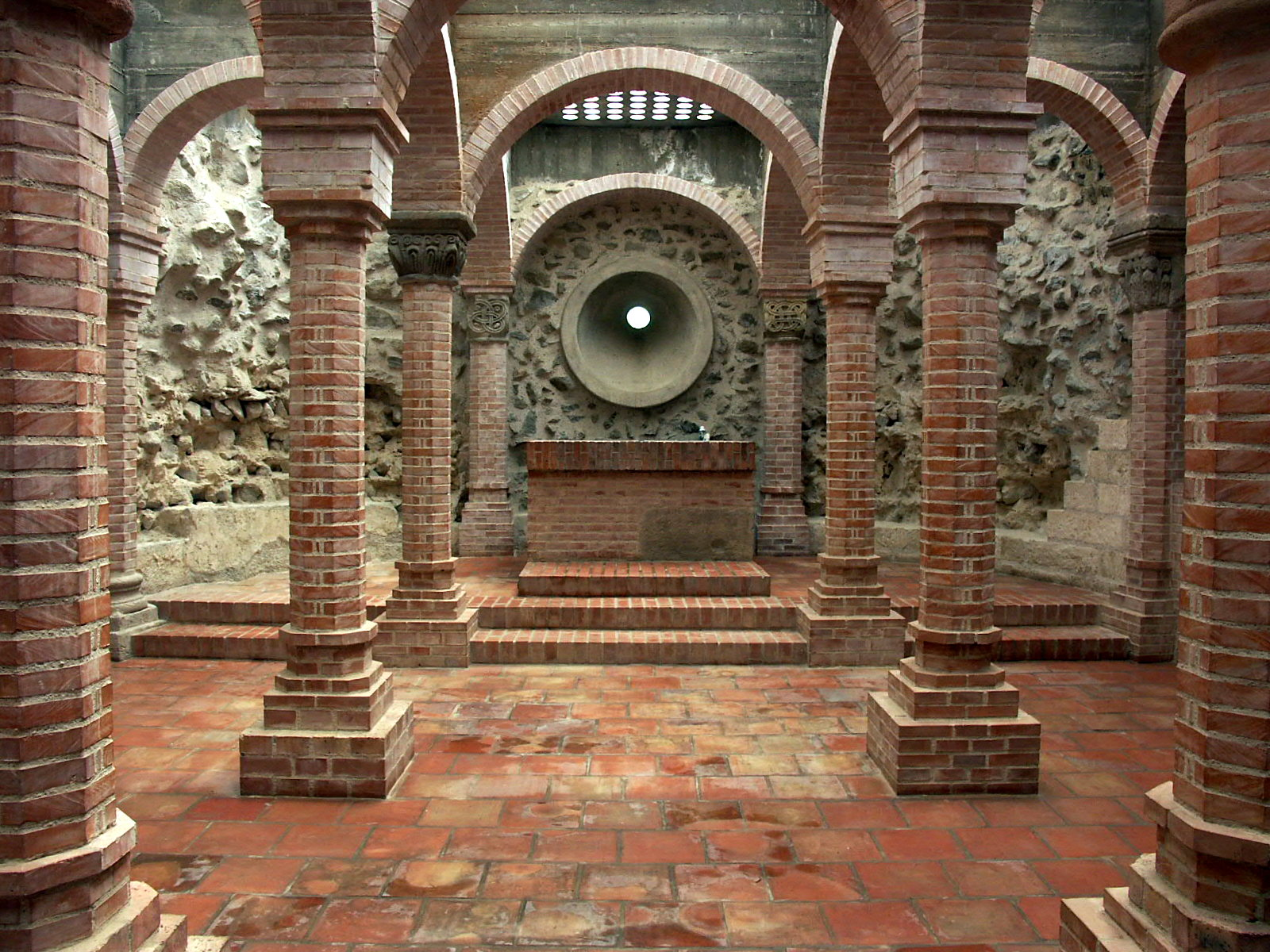
A Dömösön található középkori kolostor altemploma
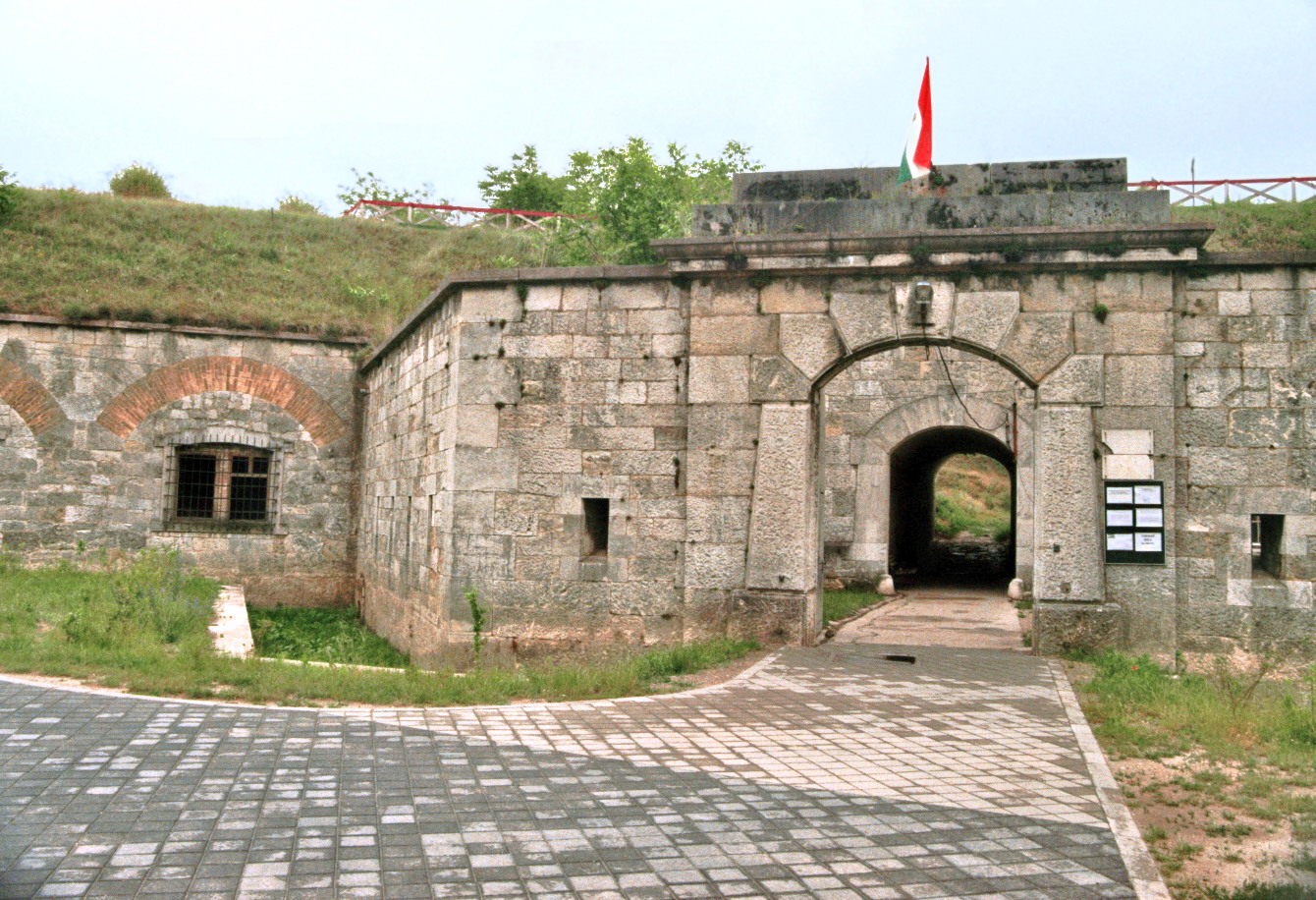
A Komáromban található komáromi erődrendszer egy részlete
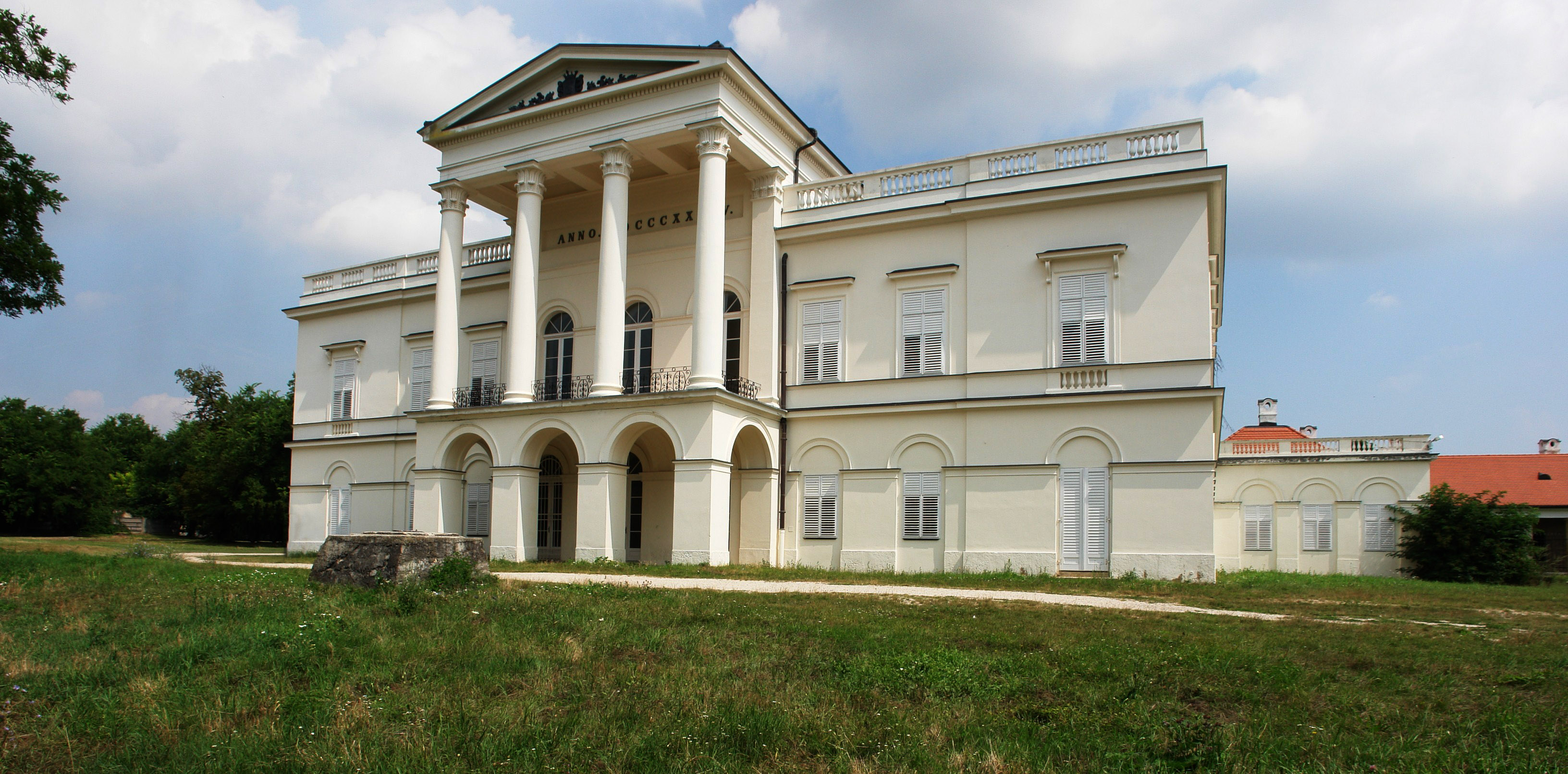
A Sándor–Metternich-kastély főhomlokzata Bajna községnél
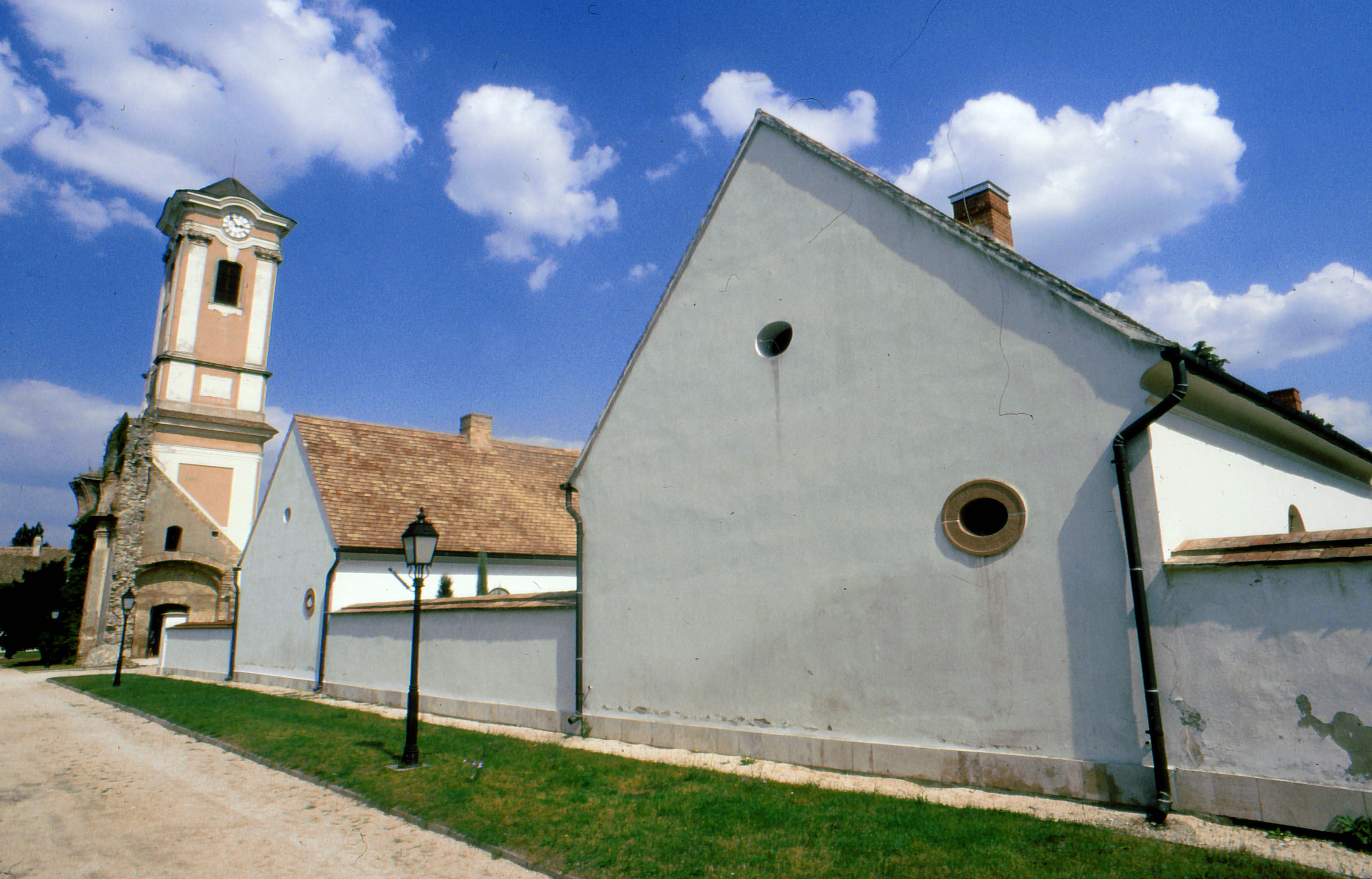
A Majki műemlékegyüttes remeteházai Oroszlánynál
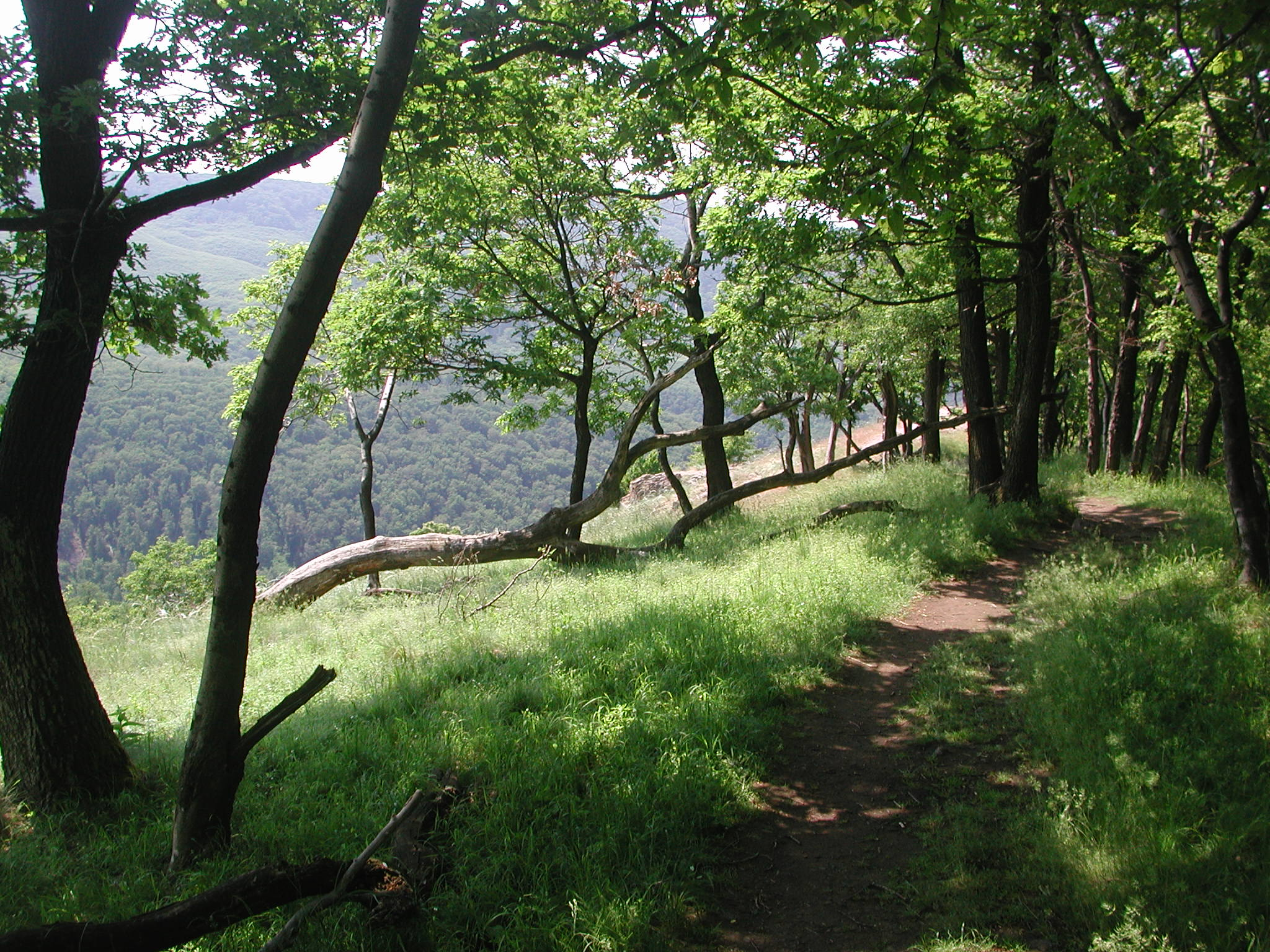
Kijelölt turista ösvény a Pilis hegységben

## Települések
A megyében mindössze 76 település van, ezzel a Dunántúl legkevesebb településsel rendelkező megyéje, viszont két megyei jogú városa van. Tatabánya az ország legkisebb közigazgatási területű megyeszékhelye, a megyén belül is csak a harmadik helyen áll Ács és Esztergom mögött. A megye népességének közel kétharmada városokban él. 

### Községek, nagyközségek
| - Aka - Almásfüzitő - Annavölgy - Ácsteszér - Ászár - Baj - Bajna - Bajót - Bakonybánk - Bakonysárkány - Bakonyszombathely - Bana - Bársonyos | - Bokod - Csatka - Császár - Csém - Csép - Csolnok - Dad - Dág - Dömös - Dunaalmás - Dunaszentmiklós - Epöl - Ete | - Gyermely - Héreg - Kecskéd - Kerékteleki - Kesztölc - Kisigmánd - Kocs - Kömlőd - Környe - Leányvár - Máriahalom - Mocsa - Mogyorósbánya | - Nagyigmánd* - Nagysáp - Naszály - Neszmély - Piliscsév - Pilismarót - Réde - Sárisáp - Súr - Süttő - Szákszend - Szárliget - Szomód | - Szomor - Tardos - Tarján - Tárkány - Tokod* - Tokodaltáró - Úny - Várgesztes - Vérteskethely - Vértessomló - Vértesszőlős - Vértestolna |

(*) Megjegyzés: nagyközség